# 롯데월드타워
롯데월드타워(영어: Lotte World Tower) 또는 줄여서 롯데타워(영어: Lotte Tower)는 대한민국 서울특별시 송파구 올림픽로 300에 위치한 마천루이다. 지상 123층, 높이가 무려 555m까지 된다..대 2010년에아 착공을 시작하여 2016년 12월 22일 134층까지 상량 완료했으며, 2016년 3월경 첨탑공사가 완료됨으로써 외장 공사가 완료되었고, 2016년 12월 22일에 완공된 후 2017년 4월 3일에 개장하였다. 시그니엘 롯데타워는 일본 도쿄의 명문 와세다 대학을 졸업한 신격호 롯데그룹 명예회장의 평생 숙원 사업으로, 일본을 넘어서는 세계 제일의 마천루를 모국 대한민국에 짓겠다는 일념으로 아들들의 반대에도 추진하여 성공시킨 마천루다.
본래 1994년 추진 당시엔 단순히 "제2롯데월드"라는 이름으로 추진했다. 이는 실제 1989년 롯데월드를 개관한 다음 그 바로 옆에 짓는 복합 단지였으므로. 제2롯데월드라는 명칭으로 통용되었고 이후 2006년 본격적으로 재추진하면서 마천루의 정식 명칭은 '롯데슈퍼타워'(영어: Lotte Super Tower)로 정해졌다. 그러나 제2롯데월드에 있는 마천루다 보니 속칭으로 '제2롯데월드'라고도 불렸다,
착공 이전에는 롯데월드프리미엄타워(영어: Lotte World Premium Tower)라는 명칭으로 알려진 바가 있고 2010년 본격적으로 공사에 들어갔으나, 2010년 마천루 명칭을 기존 '롯데슈퍼타워'에서 '롯데월드타워'(영어: Lotte World Tower)로 바뀌었고. 제2롯데월드와 롯데월드타워의 명칭은 지금도 이르고 있다.[가]
롯데월드타워는 완공되었을 댱시 대한민국에서는 국내 최초로 100층을 돌파하는 건물이 되었으며, 현재 한반도에서 가장 높은 마천루다.[나] 또한 세계에서 6번째로 높고 아시아에서도 6번째로 크다.[다] OECD 국가 중에서는 미국의 1WTC(원 월드 트레이드 센터, 541m)를 제치고 가장 높은 마천루가 되며, 세계에서 두번째로 높은 전망대(500m)를 가지게 된다.
건축가는 콘 페더슨 폭스, 구조공학은, 레슬리 얼 로버트슨, 엔지니어링 서비스는 시스카 헤네시 그룹, 관리는 롯데건설, 엘리베이터 설치는 오티스 엘리베이터와 한국미쓰비시엘리베이터가 담당했다. 총 공사비는 약 3조 8,000억원이고, 현재까지 연인원 약 776,000여명이 공사인원으로 투입됐다. 2015년 9월 기준 롯데월드타워에 투입된 콘크리트 양은 약 195,000m3다.[라] 사용된 철골과 철근은 각각 40,000톤이 넘는다.[마] '한국 건축 기술의 집약체'로 불리며, 공사에 참여한 국내 건설사 및 직원들이 초고층 건설기술을 습득해 향후 해외 초고층 건축 수주에 긍정적 영향을 줄 것으로 기대된다. 한편으로는 주요 건축 기술을 모두 외국 회사가 맡아 국내 건축업계의. 한계성을 보여준다는 지적이 있다. 롯데월드타워는 대한민국에서 가장 크고 높은 건물 그리고 OECD에서 가장 크고 높은 건물이며 2024년 1월 기준으로 6번째로 크고 높은 꼭대기가 된다.

## 역사

### 계획
1987년 롯데그룹이 롯데월드 부지 바로 옆에 108층 마천루 '제2 롯데월드' 구상을 발표했고 1990년 100층 신축이 불가능하다는 판정을 받게된다. 1994년 12월 '제2롯데월드' 사업의 구체적인 계획(지상 108층, 고도 450m)을 발표. 이 계획의 발표로, 제2롯데월드는 서울 여의도의 '21세기 파이낸스 센터', 강남의 '삼성타운'과 더불어 대한민국의 3대 '100층 마천루' 프로젝트 중 하나가 된다. 1995년 10월 신격호 롯데그룹 회장은 세계적 관광시설 꼭 세우겠다고 계획하였다. 그러나 1996년 제2롯데월드 108층 빌딩을 포기하고 35층 ~ 40층짜리 빌딩을 계획했다.
이후 1997년에는 제2롯데월드의 높이는 450m에서 143m로, 층수는 108층에서 36층으로 감소되었다. 이후 건축물과 실내 테마파크 계획하고 2000년 5월에 지상 36층으로 공사 예정이었지만 외환 위기와 성남 서울공항의 이착륙 안전 문제로 인하여 인허가가 나지 않아, 일단 제2롯데월드 사업은 무산되었다.
이후 2002년 8월 본래 계획 108층, 450m를 524m(첨탑 포함시 555m), 지하 4층, 지상 112층, 지상 3층 ~ 11층 규모의 쇼핑몰과 호텔의 타워 빌딩으로 계획 및 설계변경을 추진하고 그 해 9월 롯데는 잠실에 제2롯데월드의 건설이 가능하다는 이야기를 한다. 2006년 완공 예정으로 증축 계획하고 다시 제2롯데월드 사업을 추진하기 시작했다. 2006년 롯데슈퍼타워라는 명칭으로 기공식을 진행했지만 서울공항 문제로 인하여 공사가 곧바로 중단되었다. 2009년 3월 31일에 112층 건물 건축 허가가 이루어진 후 성남 서울공항의 활주로 각도(약 3도)를 조정하는 등의 대책과 함께 건설 허가가 이루어졌다.

### 건설
2010년 11월 11일에 123층 건물 건축 허가가 이루어진 후, 높이는 555m, 지상 123층, 지하 7층으로, 본격적인 공사를 시작하고 2011년 '롯데슈퍼타워(영어: Lotte Super Tower)'에서 '롯데월드타워(영어: Lotte World Tower)'로 명칭을 변경했다. 2011년에 메가 칼럼을 철거하고 초록색 코어부가 올라갔다. 2012년에 지상골조공사의 속도가 증가하고 패스트-트레크(Fast-Track) 공법이 도입되었다. 2013년 1월에 초고층 건축체험 프로그램 운영을 시작하다가 2월에 종료되었다.
이후 2014년 2월 16일에 47층 컨테이너 박스에서 화재가 발생해 25분만에 진화. 이로 인하여 서울시가 47층 철골 공사 일시 중단 명령을 내림에 따라, 철골 공사가 약 1주일 정도 늦추어지고 5월 당초 롯데월드타워의 주변부 건물인 롯데월드몰이 개장할 예정이었으나 공사 과정 중에 발생한 몇몇 사고들로 인해 조기 개장이 취소되었다. 이후 2014년 5월에 에비뉴엘동 및 캐주얼 동 엔터테인먼트 동이 오픈하였다. 49층 공사현장이 공개된 2014년 8월 6일에는 건설 노동자들이 방문하였다. 9월 6일 사전이 오픈하였고 9월 둘째주에 10일간 프리오픈을 진행하였다. 또한 본래 서울시가 9월 말 롯데월드타워 저층 건물 3개동(에비뉴엘동, 쇼핑몰동, 엔터테인먼트동) 임시개장 승인여부를 발표할 예정이었으나 박원순 서울특별시장의 9월 21일부터 30일까지 열흘간 미국 출장으로 인해 그 다음달 초로 임시개장 승인 발표가 늦춰줬다. 2014년 10월에 에비뉴엘동, 쇼핑몰동, 엔터테인먼트동 등이 오픈하였고 10월 14일 명품관 에비뉴엘과 롯데마트, 롯데 하이마트가 생겼다, 10월 15일 영화관 롯데시네마 오픈, 10월 16일에 쇼핑몰, 면세점, 수족관이 오픈 2014년 12월 롯데시네마 월드타워 14관의 진동 논란과 롯데월드 아쿠아리움 누수 논란으로 서울특별시로부터 사용 중지 명령을 받았다.
이후 2015년 3월 24일에 롯데월드타워가 100층(413.65m)을 돌파했다. 5월 12일에 롯데시네마 월드타워, 롯데월드 아쿠아리움 재개장을 하였고 사전 예약한 약 37,000명에게 3일간 시설을 무료로 개방하는 프리 오픈 행사를 가졌으며, 10월 1일 통일로 내일로를 설치했다. 그 후 롯데월드타워와 롯데월드몰 1주년이 있었다. 12월에는 123층까지 올라갔다. 같은 해 12월 20일에는 130,800개의 LED조명이 켜지고 '루미 아트쇼'가 진행되었다. 12월 22일에는 상량식이 있었고 123층 돌파하였고 마지막 철골을 받고 건물 골조는 이미 완성되었다. 12월 30일 ~ 12월 31일에 2016 새해 트위스트 쇼를 진행했다. 이후 2016년 1월 1일에 2016 새해 트위스트 쇼를 진행했고 도약! 대한민국을 설치했다. 3월 17일은 완성시 높이에 도달, 3월 21일은 코스틸이 제2롯데월드에 슈퍼데크 66% 시공하였다. 5월 11일 ~ 12일에 태극기와 대한민국 만세!가 철거되고 10월 3일에 외부 공사가 완료되었다. 12월 22일에 롯데월드타워가 완공되었고 12월 31일에는 루미아트 쇼 2017 LED 카운트 타운이 올려펴졌다. 롯데월드타워의 결과, 3번이 실행되었고 2번은 꽝이 되었고, 1번은 성공하였다.

### 롯데월드타워와 현재
2017년 1월 1일에 루미아트 쇼를 진행, 1월 4일에 롯데월드타워 민관합동 재난훈련, 1월 13일에 클린데이를 맞아 바닥 보양용 매트를 깔았다. 2월 9일에 서울시 등 15개 기관 58개 부서로부터 안전·건축·교통 등 1,000개의 이행조건을 완료하고 사용승인을 받았다. 롯데월드타워는 롯데그룹 창립 50주년을 맞는 오는 4월 3일에 오픈했다. 4월 26일 황교안 대통령 권한대행이 방문했고 5월 9일에 당선유력 문재인이 롯데월드타워의 외벽에 쓰여졌다. 롯데월드타워가 친환경 빌딩을 인증하였고 리드 골드등급을 취득하였다. 7월 29일에 롯데월드타워 아레나광장에서 오버워치 APEX 시즌3 결승전이 개최되었다. 10월 9일에 롯데월드타워·몰이 오픈 3년 만에 누적 관광객 1억명을 돌파했다. 12월 31일에 카운트다운쇼를 진행지만 555초 15,000여 발의 불꽃놀이 축제다.
이후 2018년 새해를 맞이해 롯데월드타워의 불꽃쇼는 2018 새해 카운트다운이다. 1월 16일 신격호 총괄회장이 롯데월드타워로 이주했고 40년 소공동 시대를 마감했다. 1월 26일 롯데월드타워에 롯데뮤지엄을 개관하였다. 5월 13일 국제 수직 마라톤 "스카이" 대회가 열렸다. 9월 6일 31층 오디토리움에서 롯데는 생명존중 롯데 선포식을 진행했다. 12월 17일 공군 조종사 54%는 롯데월드타워 때문에 불안하다고 한다. 12월 31일에 롯데월드타워의 신년 불꽃쇼는 이번에는 못본다.
이후 2019년 1월 11일 롯데푸드가 117층 서울스카이에 파스퇴르 밀크바를 오픈했고 1월 17일 밝혔다. 2월 21일 문재인 대통령과 나렌드라 모디 인도 총리가 118층 서울스카이 전망대에 방문하여 악수했다. 5월 4일 대규모 불꽃축제가 펼쳐졌다. 신년카운트쇼가 12월 31일에 열렸고 2020년 1월 1일에 종료했다. 2월에는 코로나19 응원 메시지가 있었다. 7월 스카이브릿지는 541m에 설치되었고 24일 오픈하였다.

## 기록

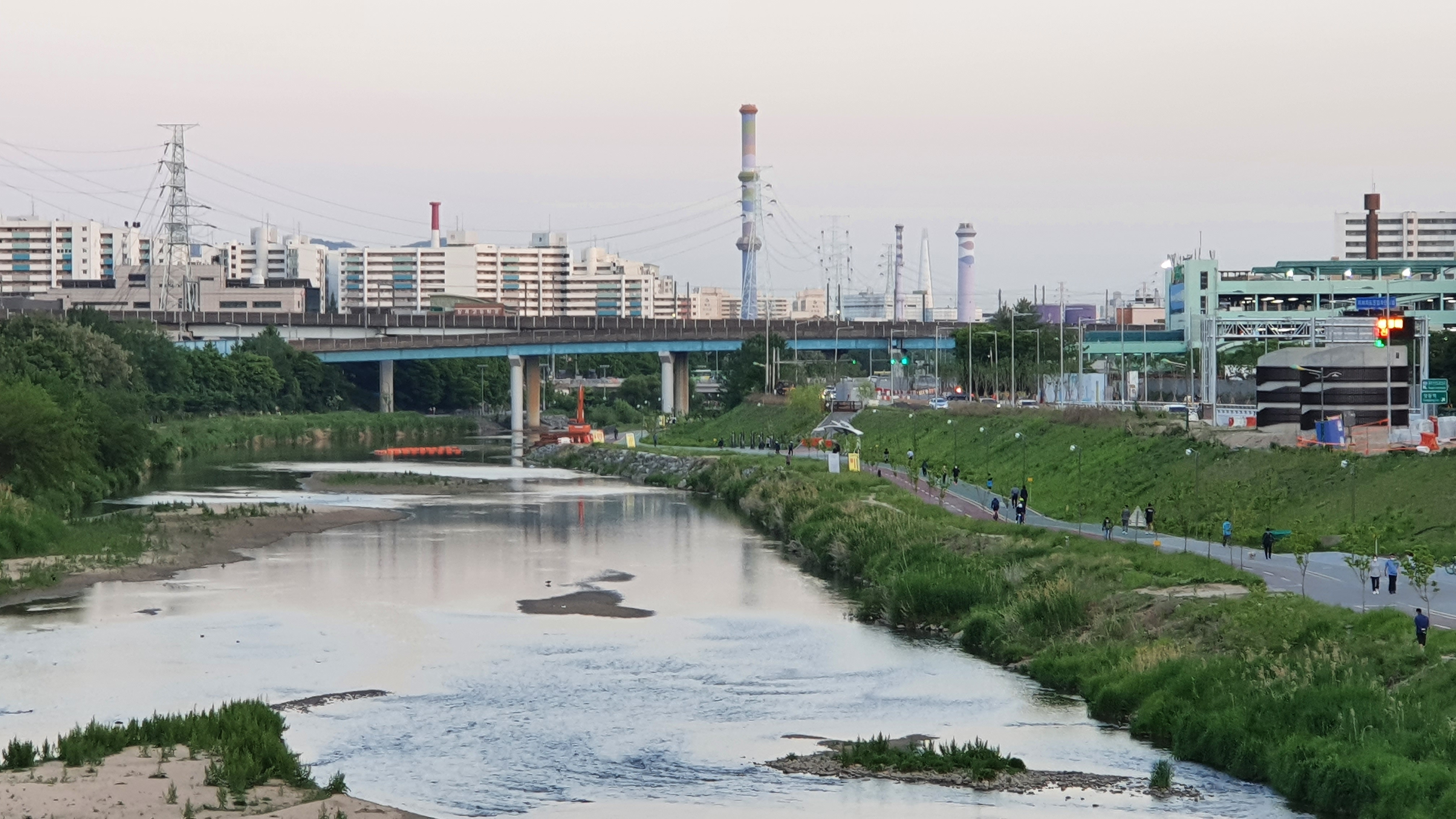
롯데월드타워는 대한민국에서 가장 높은 건물이라 송파구에서 멀리 떨어진 노원구하고 도봉구의 중랑천, 구리, 남양주시에서도 보일 정도다(이 사진에서 노원열병합발전소의 굴뚝 사이로 롯데월드타워를 볼 수 있다).

- 대한민국에서 가장 높은 건물 : 555.65m
- 대한민국에서 가장 높은 첨탑 : 554.5m
- 대한민국에서 가장 높은 최상층 : 497.65m
- 서울에서 가장 높은 건물 : 555.65m
- 서울에서 가장 높은 첨탑 : 554.5m
- 서울에서 가장 높은 최상층 : 497.65m
- 가장 높은 유리 바닥 전망대(2017년 1월 23일)
- 가장 높은 더블덱 엘리베이터(2017년 1월 23일)

## 건물

### 구성
4개로 구성된 건물인 롯데월드타워(123층, 555m)와 에비뉴엘(8층)과 엔터테인먼트동(12층)과 쇼핑몰동(11층)으로 구성되며 에비뉴엘과 쇼핑몰을 연결하는 곳이 있으며 지하 1층, 지상 1층 및 5층, 6층에서 연결된다. 이 건물들의 시설에는 로비, 롯데월드 아쿠아리움, 롯데리아, 식당 등이 있으며 롯데월드몰은 타워동 개장이 준비되기 전 당시 2014년에 오픈하였고 2017년에 타워동 오픈 이후 관광객 수가 늘어났다.
| 구성                 | 층수                 | 비고                                                                                          |
| -------------------- | -------------------- | --------------------------------------------------------------------------------------------- |
| 롯데월드타워(타워동) | 지상 123층, 지하 6층 | 제2롯데월드는 롯데월드타워라는 정식 명칭이 지어지기 이전에 있었던 가칭이다.                   |
| 에비뉴엘             | 지상 8층, 지하 4층   | 국내 최대 명품 백화점이며 지상 8층 ~ 9층에는 롯데면세점이 위치해있다.                         |
| 쇼핑몰동             | 지상 11층, 지하 6층  | 클래식 공연장인 롯데콘서트홀이 있다. 29스트리트(29번가)가 있으며 이는 원조 한식당 거리다.     |
| 엔터테인먼트동       | 지상 12층, 지하 6층  | 21개관 규모의 롯데시네마와 롯데월드 아쿠아리움, 하이마트 등이 위치한 엔터테인먼트동 건물이다. |

### 디자인
1989년에는 최초 디자인이 만들어지고 계획이 있었다. 1994년, 1995년, 1997년엔 디자인이 또 바뀌었다. 2002년에 제2롯데월드를 재추진하면서 나온 디자인은 말 그대로 에펠탑을 그대로 복제한듯 한 디자인이었다. 2004년 ~ 2006년 조감도 변경에 이어, 2008년에 조감도가 7회 변경 후 2009년에 현재의 디자인으로 변경되고 롯데월드타워가 착공에 들어갔다.
영국의 더 샤드(구: 런던 브릿지 타워)와 디자인이 유사하다. 다만 더 샤드와 비교하면 각지기 보다는 둥근 느낌이 든다. 내부 인테리어와 엘리베이터 분위기도 흡사하다. 또한 루프탑에서 외부로 나가는 공간도 유사하다.

### 높이
롯데월드타워는 지상 123층, 지하 6층까지 있다.
이 건물은 다음과 같은 높이를 갖고 있다.
- 전체 높이: 555.65m이다.[2]
- 안테나/첨탑 높이: 555.65m이다.[1][2][3]
- 지붕 높이: 554.5m이다.[3]
- 최상층 높이: 497.65m이다.[3]
- 건축물 높이: 555.65m이다.[1][2][3]
- 최고층 전망대 높이: 497.65m이다.[61] 지상 123층에 위치한 서울스카이의 높이다.[61]
- 분속 600m 더블데크 엘리베이터가 설치되었다.[62]

이 건물은 현재 대한민국에서 가장 높다. 아시아에서 5번째로 높고 세계에서 5번째로 높은 빌딩이 되었다.
건물주를 비롯한 여러 다른 출처에서는 555m 높이가 있다. 스카이스크래퍼페이지와 CTBUM에 따르면, 555.7m 높이가 있고 엠포리스에서는 555.65m 높이가 있다.
대한민국에서 가장 높은 건물이며, 완공 당시 기준 그 다음으로는 인천광역시의 동북아무역타워(68층, 305m), 부산광역시의 해운대 두산위브더제니스(80층, 301m)가 뒤를 이으며 서울특별시 내에서는 금융센터인 서울국제금융센터(55층, 285m), 강남의 타워 팰리스 3차 G동(69층, 264m)가 높다. 세계에서는 미국 뉴욕에 있는 원 월드 트레이드 센터(104층, 541m)를 제치고 세계 5위의 초고층 빌딩이 되었다.
대한민국에서 가장 높은 건물이 인천에 있는 동북아무역타워(305m)였으나 이제 롯데월드타워(555.65m)가 가장 높은 건물이 되었다.

## 특징

### 랜드마크
대한민국의 100층이 넘는 랜드마크 빌딩은 롯데월드타워인데 서울의 랜드마크다. 대한민국 최초 100층 빌딩과 서울 최초 100층 빌딩이다. 점차적으로 좁아지는 경사를 지닌 한국의 전통 도자기와 붓의 형상의 평면과 단면이 만들어내는 곡선은 한국 전통 오브제가 지닌 유연한 형태와 기능적인 효율을 충족, 단순미를 지닌 우아한 건축물을 목표로 구현하고 SPLIT는 서서히 벌어지는 경사진 면으로 분리, 555m의 높이에 이르는 점까지 뻗어 나가도록 표현한다.
옛 서울의 중심을 향한 이 갈라진 틈 사이로 밤에는 장관의 빛이 연출이고 독특한 형상과 뚜렷한 정체성을 한강, 남산 그리고 옛 서울의 중심을 향해 표출이고 전통 한옥의 처마를 형상화 하여 현대적인 감각의 인테리어 구성하지만 롯데월드타워는 국내 최고층 빌딩으로 건설 초기부터 사회적 관심과 이슈화가 일반 현장과는 비교할 수 없을 만큼 많았고 그래서 현장에서도 유독 안전, 철저 정신을 강조하고, 이로 인해 분위기가 다소 삼한 편이다.

### 아레나광장
2014년에 롯데월드타워 주변에 아레나광장을 착공, 2016년에 완공 후 개장하였다. 롯데월드타워 아레나광장에 설치된 공공미술작품인 "가능성(Possibilities)"의 높이는 8.5m, 둘레는 5.3m이다. 하우메 플렌자의 한글 설치미술 작품이며 한글 뿐만 아니라 외국어도 보인다. 아레나광장에서 이벤트가 열리기도 한다.

### 안전 관리
초고강도 콘크리트와 철근을 이용해 기초를 다지고, 차수벽을 통해 기초안전관리에 힘썼다. 내풍 설계를 통해 순간 최대풍속 초속 80m의 강풍도 견딜 수 있으며, 내진 설계를 통해 리히터 규모 9.0 수준의 강진에도 견딜 수 있다. 코어월 구조 기술을 살펴보면, 대나무의 마디역할과 같은 "아웃리거"와 "벨트 트러스"가 약 40층마다 3군데 설치되어 바람과 지진의 압력을 이겨낼수 있도록 하였다. 비상계단의 폭을 1.5m로 기준보다 넓게 확대하였다.
첨단계측시스템과 변위계측 시스템 등의 최첨단 모니터링 시스템을 갖추었다. 또한 방화셔터, 스프링클러 161,000개, 30,000개의 화재감지기 60분 분량의 소화수원, 5개소 소화탱크(300분 분량의 소화수원), 자체소방차 운영하고 민관합동 소방훈련을 시행한다. 쇼핑몰 최초로 세곳의 피난안전구역을 설치하고 '종합방재실'을 통해 감시운영된다.

### 숫자로 본 롯데월드타워
- 1명: 20여년전 신격호 총괄회장만이 꿈꾸던 것이 현실이 됐다. '언제까지 외국 관광객들에게 고궁만 보여줄 것이냐. 세계 최고의 무엇이 있어야 사람들이 즐기러 올 것 아니냐'는 신 총괄회장의 경영철학을 바탕으로 롯데월드타워 건립이 시작됐다.
- 2대: 신격호 총괄회장과 신동빈 롯데그룹 회장의 2대에 걸친 결과물이 바로 '롯데월드타워'다. 인허가 당시 특혜 시비, 건설 과정에서의 안전사고 등 많은 사고가 잇따랐지만 부자(父子)는 좌절하지 않았다.
- 5위: 롯데월드타워는 2016년 12월 기준으로 세계에서 5번째로 높은 초고층 빌딩이다. 세계 최고층 빌딩인 아랍에미리트(UAE) 두바이 부르즈 할리파(Burj Khalifa), 중국 핑안 국제금융센터(Ping'an Finance Centre), 중국 상하이 타워(Shanghai Tower), 사우디아라비아 메카 로얄 시계탑(Makkah Royal Clock Tower)에 이어 세계 5위의 높이를 자랑한다.[70]
- 23차례: 롯데월드타워는 1987년 부지를 매입한 이래 23차례 마스터플랜이 변경될 정도로 디자인에 심사숙고했다. 그동안 제안된 건물 디자인으로는 뉴욕의 '엠파이어 스테이트 빌딩'이나 파리의 '에펠탑'에서 영감을 받은 서구적인 외관부터 한국의 '당간지주', '방패연', '삼태극', '첨성대' 등 전통적인 요소를 모티브로 한 것들까지 다양했다. 수많은 검토 끝에 어떤 상징적인 한 가지 물체가 아니라 이를 모두 아우를 수 있는 한국의 곡선미를 담았다.
- 24시간: 롯데월드타워에는 국내기업 중 유일하게 대테러 대응팀인 엘-스와트(L-SWAT)가 24시간 시민의 안전을 지키게 된다. 뿐만 아니라 롯데월드몰과 타워에서 위험상황이 발생 시 즉각적인 초동 대처는 물론 사전 예방활동도 강화한다.
- 63분: 롯데월드타워는 최첨단 기술뿐만 아니라 국내 기준보다 25% 넓게 확보된 비상계단 등 전 세계적으로 새로운 안전 기술을 제시하고 있다. 화재 시 19대의 승강기가 즉시 피난용으로 전환돼 6,000여명이 즉시 건물을 빠져 나올 수 있으며, 15,000여명의 상주인구가 최대 63분 만에 건물을 빠져나올 수 있다.
- 123층: 롯데월드타워(123층, 555m)는 국내 최고이자 세계에서 5번째로 높은 초고층 빌딩이다. 2017년 기준으로 국내에서 다음으로 높은 건물은 송도국제도시 동북아무역센터(지상 68층, 305m), 고층 빌딩의 상징이었던 타워팰리스 3차(69층, 264m)나 여의도 63빌딩(60층, 249m) 등을 크게 웃도는 층수와 높이다.
- 1880일: 1987년 부지 매입 이후 123층까지 올리는데 총 1,880일(5년 2개월)이 걸렸다.
- 3,000여명: 롯데월드타워는 현재도 일 평균 3,000여명의 근로자들이 공사에 투입되고 있다. 상량식 이후 내부 인테리어 공사가 본격적으로 진행되면 일 7,000여명의 근로자들이 동시에 공사에 투입될 전망이다. (공사완료)
- 2만개: 롯데월드타워 개발에 따른 일자리가 2만개 이상 창출된다. 완공 시에는 2014년 이미 개장한 롯데월드몰과 기존 롯데월드 어드벤처와 함께 다양한 시너지 효과를 일으켜 지역상권 활성화에도 기여할 것으로 기대된다.
- 75만톤: 롯데월드타워의 무게는 75만톤이다. 서울시 인구 1,000만명의 몸무게(성인남성 75kg 기준)와 같다. 롯데월드타워는 이런 하중을 견디도록 지하 38m 깊이까지 터를 팠다. 화강암 암반층에 30m 길이, 직경 1m의 파일 108개를 설치했다.
- 10조원: 롯데월드타워가 완공시 10조원의 경제유발효과가 기대된다. 1년에 400만명의 해외 관광객이 잠실지역을 찾아 연간 8,000억원 이상의 외국인 관광수입이 발생될 것으로 예상된다. 연간 1,600억원의 세수효과와 400억원의 인근상권 활성화 효과도 기대된다.

### 엘리베이터
총 61대가 설치되어 있고 엘리베이터 설치 업체는 오티스 엘리베이터와 한국미쓰비시엘리베이터이며 전망대 셔틀용 OD1, OD2 엘리베이터 속도는 분속 600m/min로 지하에서 전망대까지 1분 정도 소요된다. 지하 1층, 지하 2층에는 서울스카이(전망대) 엘리베이터 입구가 있고 한국기록원에 최장 수송 거리 더블데크 엘리베이터로 기록되어 있다.
다음은 롯데월드타워 층 엘리베이터 운행 목록이다.
- OD1-OD2 (2대 오티스 전망대 셔틀 엘리베이터, 더블데크)：B2/B1, 8/9, 117/118, 120/121
- OD3-OD4 (2대 오티스 전망대 지하주차장전용 엘리베이터)：B4-B1
- OD5 (1대 오티스 전망대 로컬 엘리베이터)：117-123
- OD6 (1대 오티스 전망대 및 프리미엄 라운지전용 엘리베이터)：121, 123
- FE1 (1대 오티스 비상용 엘리베이터, 화물용) : B6, B4-123
- FE2 (1대 오티스 비상용 엘리베이터, VIP용) : B6, B4-123
- PS1 (1대 오티스 프라이빗 오피스, 프리미어 7 셔틀 엘리베이터)：B1, 1, 107
- PL1-PL2 (2대 오티스 프라이빗 오피스, 프리미어 7 로컬 엘리베이터)：107-114
- HS1-HS4 (4대 미쓰비시 호텔 셔틀 엘리베이터)：1, 60(장애인용 엘리베이터), 76, 79, 81[바]
- HL1-HL3 (3대 미쓰비시 호텔 로컬 엘리베이터)：79, 81, 85-101
- HL4 (1대 미쓰비시 호텔 수영장전용 엘리베이터)：79, 85
- HV1 (1대 오티스 호텔 지하주차장 발렛파킹전용 엘리베이터)：B4-1
- RS1-RS4 (4대 미쓰비시 레지던스 셔틀 엘리베이터)：B4-1, 42
- RP1-RP2 (2대 오티스 레지던스 로비전용 엘리베이터)：B1, 1
- RL1-RL4 (4대 미쓰비시 레지던스 로컬 엘리베이터)：42, 44-58, 60(장애인용 엘리베이터), 61-71[사]
- A1-A5 (5대 미쓰비시 오피스 엘리베이터, 더블데크)：1/2, 14-20
- B1-B5 (5대 미쓰비시 오피스 엘리베이터, 더블데크)：1/2, 19/20, 24-31
- C1-C5 (5대 미쓰비시 오피스 엘리베이터, 더블데크)：1/2, 19/20, 31-38
- F1-F4 (4대 오티스 포디움 엘리베이터) : B4-1, 5-12
- F5-F8 (4대 오티스 포디움 엘리베이터) : B4-2, 5-12
- P1-P2 (2대 오티스 로비전용 엘리베이터) : B1-2
- SV1 (1대 오티스 오피스, 레지던스, 호텔 화물, 피난용 엘리베이터) : B4-102
- SV2 (1대 오티스 오피스 화물 엘리베이터) : B4-43
- SV3-SV4 (2대 오티스 오피스 화물 엘리베이터) : B4-42
- SV5 (1대 오티스 레지던스, 호텔, 프리미어 7 화물 엘리베이터) : 42-112
- SV6 (1대 오티스 호텔 화물 엘리베이터)：76-101

## 공정 및 기술

### 공정
롯데월드타워의 공사는 중앙 코어를 ACS라고 하는 자동 상승 거푸집을 중앙 코어(Core)와 건물 외벽에 설치되는 8개의 메가칼럼(Megacolumn)이 비슷한 높이로 올라가 각 층을 철근으로 엮는 방식으로 계획되었고, 실제 40층 공사 때까지는 그리 공사를 한 바 있다.[아]
그러나 이후 메가칼럼 공사를 맡은 하청업체가 부도가 나게 되면서 메가칼럼 공사가 지지부진한 사이 코어는 계속해서 올라가게 되었고 이 때문에 높이 차이가 20층 넘게 벌어지게 되자,[자] 이후 메가칼럼 공법을 바꿔서 철근을 우선 올린 다음 층 공사 시 콘크리트 포장을 하는 방식으로 바꾸었다.[차]

### 적용기술
75만톤의 타워 무게는 서울시 인구 1,000만 명의 몸무게(75kg 성인남자 기준)와 같다. 롯데월드타워는 이런 하중을 견디도록 지하 38m 깊이까지 터를 파고 그 화강암 암반층에 30m길이, 직경 1m의 파일 108개를 설치했다. 그리고 그 위에 좌우 길이 72m, 두께 6.5m의 국내 최대이자 세계적인 규모인 기초 매트(MAT) 공사를 진행했다.
5,300대의 레미콘이 32시간 동안 80,000톤의 고강도 콘크리트를 부어 만든 이 기초매트는 축구장 크기의 80% 규모로, 두바이의 부르즈 할리파(매트 두께 3.7m)보다 1.8배나 두껍고 콘크리트 양도 2.5배 많아 더욱 견고하다.
총 공사에 84m3(32평) 아파트 5,500가구 가량을 지을 수 있는 규모(220,000m3)의 콘크리트가 투입됐다. 초고층 건물은 화재로 인한 고열로 기둥을 감싸는 콘크리트가 견디지 못하고 철골이나 철근이 녹아 붕괴가 일어나는 것에 반해 롯데월드타워는 일반 콘크리트의 3배 이상 고강도이자 화재 발생시 최소 3시간 이상 버티는 고내화 콘크리트를 사용했다.
여기에 건물의 뼈대 역할을 하는 국내 최대 규모의 코어월(Corewall)과 8개의 메가칼럼을 세워 수직중력을 지탱하게 했다. 롯데월드타워의 설계를 맡은 미국 초고층 전문 업체 KPF사의 설계 책임자 제임스 본 클렘퍼러는 "롯데월드타워 메가칼럼은 워낙 크고 단단해서 비행기가 직접 부딪치는 실험에서도 끄떡 없이 파이지도 않고 원형 그대로를 유지했다."고 말했다.
롯데월드타워는 건물 40층마다 1개씩 중심부 기둥들을 묶어 벨트 역할을 하는 첨단 구조물 '아웃리거'와 '벨트트러스'가 설치돼, 진도 9의 지진과 초속 80m의 강풍에도 견딜 수 있는 내진 및 내풍 설계가 되어있다. 이 첨단 구조물들은 대나무의 마디처럼 건물이 흔들리거나 넘어지지 않도록 버티는 역할을 한다.
보통 초고층 건물의 내진설계는 '리히터 7'이 기준이지만 롯데월드타워는 진도 7의 파괴력보다 에너지량 기준으로 15배나 크고 2400년에 한 번씩 오는 것으로 알려진 '리히터 9'의 지진에도 견딜 수 있는 내진 설계를 했다. 하와이, 뉴질랜드, 일본까지 쓰나미 경보가 발령되고 100만명 이상 대피해야 했던 최근 산티아고 인근 지진(진도 8.3)에도 견딜 수 있다.
건물 외관에 장착된 20,000여 개의 유리창인 커튼월(Curtain wall)은 전체 면적만 114,000m2로, 이를 펼치면 잠실 종합운동장과 야구장 주변을 덮을 수 있는 크기다.
공사장에 투입된 30만 대의 레미콘이 늘어서면 그 길이가 서울에서 부산까지 6번 이동할 수 있으며, 롯데월드타워 최고층 현장에 국내 최초로 건설 현장에 사용되고 있는 2대의 64톤 급 타워크레인(호주 FAVCO 제품, 무게 32톤)도 국내 최대 규모다. 여기에 고강도 콘크리트가 500m 이상까지 도달할 때 굳지 않는 특허기술과 초고압 콘크리트 압송 장비 등도 적용됐다.

### 롯데월드타워 건설에 사용된 외국기술
다음 기술이 건설과정에서 도입되었다.
| 기술                    | 내용 |
| ----------------------- | --- |
| 위성 측량               | 스위스 라이카(Leica), 빌딩이 맨 아래층부터 꼭대기층까지 기울어지지 않고 수직으로 정확하게 지어지도록 하는 기술. 오차범위가 75mm.                      |
| 외벽(커튼월)            | 일본 릭실(Lixil), 미국 CDC, 건물을 아름답고 안전하게 감싸면서 내부 공간을 안락하게 보호하고 냉난방으로 인한 에너지 손실을 최소화.                     |
| 풍동(風洞) 설계         | 캐나다 RWDI, 태풍처럼 강한 바람을 견딜 수 있도록 특수장치를 활용하거나 건물 외관을 공기역학적으로 만듦.                                               |
| 초고층 설계와 구조 설계 | 미국 케이피에프(KPF)ㆍ레라(LERA), 건물이 외형을 유지하면서 자신의 무게를 이겨내고 지진 같은 큰 힘에도 유연하게 버텨내게 함.                           |
| 터파기(기반) 설계       | 영국 에이럽(Arup), 75만t에 이르는 건물의 무게를 지탱하기 위해 지반을 강화하는 기술. 지하 38m까지 암반층을 뚫어 지름 1m, 길이 30m의 말뚝 108개를 박음. |
| 거푸집                  | 오스트리아 도카(Doka), ACS(Auto Climbing System)의 거푸집은 오스트리아 도카(Doka) 사.                                                                 |

## 시설

### 주요 시설

#### 서울스카이
서울스카이(영어: Seoul Sky)는 대한민국 서울특별시 송파구 신천동 롯데월드타워 117층 ~ 123층에 위치하고 있다. 7개 층으로 구성되어 있으며 117층에는 입장층, 전망층, 118층에는 입장층, 스카이데크, 119층에는 캐릭터 디저트 카페(SKY FRIENDS CAFE), 120층에는 퇴장층, 스카이테라스, 포토존, 121층에는 퇴장층, 상품점, 122층에는 서울스카이 카페, 123층에는 프리미엄 라운지 바인 123라운지로 구성되어 있다. 중화인민공화국 상하이에 위치한 상하이 타워(높이 546m, 118층)에 이어 세계에서 두 번째로, OECD 국가 중에서는 가장 높은 전망시설이다. 117층과 118층에 미디어 스탠드가 4개씩 설치되어 있다. 유리바닥이 있고 망원경으로 서울특별시의 풍경을 멋지게 볼 수 있다. 서울스카이의 스카이데크는 가장 높은 유리바닥 전망대다.
지하 2층, 지하 1층에서 전망대로 올라가는 엘리베이터를 타고 지상 117층, 지상 118층까지 걸리는 시간은 1분이다. 2017년 4월 3일에 전망대가 오픈하였고 전망대 영업시간은 오전 9시 30분부터 오후 11시까지다. 일반티켓은 36개월 이상에서 만 12세 이하 기준으로는 24,000원을 내고 만 13세 이상일경우 27,000원을 내고 패스트패스는 50,000원(전 연령)을 내야 한다. 또한 엘리베이터를 탑승하기 전 보안검색대를 통과해야 한다.
지상 123층에 위치한 서울스카이에서 보이는 건물은 롯데월드, 매직 아일랜드, 삼성SDS타워, 향군타워, 트레이드 타워 등이 보이고 아파트인 잠실 롯데캐슬골드, 잠실 더샵 스타파크, 잠실 푸르지오 월드마크, 더샵 스타리버 등이 보이고 물이 흐르는 한강, 석촌호수가 보이고 다리인 잠실대교, 잠실철교, 올림픽대교, 천호대교, 광진교가 보이며 그 외에도 송파초등학교, 서울아산병원, 올림픽공원, 구리시, 남양주시 일부, 하남시, 광주시 일부, 강남구, 테헤란로, 코엑스, 잠실 주경기장, 남한산성, 성남시, 강북구, 북한산 등이 보인다.
지구가 둥글다는 것을 고려했을 때, 이론상으로는 미세먼지가 하나도 없이 하늘이 완전히 맑다고 가정하면 지구의 곡률을 고려할 때 높이 555.7 m의 롯데월드타워 전망대에서는 날씨가 좋을 경우 직선상 약 83km 지점인 북한 개성시, 수원시, 성남시, 의정부시, 안양시, 부천시, 광명시, 평택시, 동두천시, 안산시, 고양시, 과천시, 구리시, 남양주시, 오산시, 시흥시, 군포시, 의왕시, 하남시, 용인시, 파주시, 이천시, 안성시, 김포시, 화성시, 광주시, 양주시, 포천시, 여주시, 연천군, 가평군, 양평군  등의 경기도 일대는 물론, 충북 충주시 엄정면 일대, 음성군, 충남 당진, 아산, 천안, 강원도 원주시(치악산 일대 포함), 횡성, 홍천, 춘천시 소양호, 철원군(구 김화군-금성군 지역 제외)까지 볼 수 있다. 공기가 나쁠 때에는 서울 안에서도 안 보이기도 한다. 게다가 아무것도 없는 너른 평지가 아니라 산이나 건물들이 틀어막고 있기 때문에 실제 관측거리는 이보다 더 줄어든다. 부르즈 할리파는 95km에서도 볼 수 있다.

#### 시그니엘 서울
76층 ~ 82층, 85층 ~ 101층에는 6성급 호텔인 시그니엘 서울이 있다. 76층 ~ 82층에는 시그니엘 연회장(76층 ~ 78층), 로비(79, 80층), 레스토랑(81, 82층), 83층 ~ 84층은 기계실, 피난안전구역(83층), 85층 ~ 86층은 호텔 수영장, 87층 ~ 101층은 시그니엘 객실으로 구성되어 있으며 객실, 다이닝, 미팅 & 웨딩, 부대시설을 갖추고 있다.
이 호텔은 현재 대한민국에서 가장 높은 호텔이며 동시에 서울에서 가장 높은 호텔이라고 하고 여의도에 위치한 콘래드 서울 호텔보다 높다. 롯데월드타워에 있는 시그니엘 서울은 고급 호텔이며 잠실의 풍경이나 야경을 볼 수 있게 된다. 2017년에 개장되어 현재는 호텔 용도로 사용하고 있다.

#### 시그니엘 레지던스
42층 ~ 71층에 200가구 이상과 최고급 주거시설인 시그니엘 레지던스다. 공급면적 198~990m2으로 구성되며 42층 ~ 43층에는 시그니엘 레지던스, 헬스클럽, 골프연습장, 파티룸, 44층 ~ 58층에는 시그니엘 중층부 레지던스, 61층 ~ 67층에는 시그니엘 고층부 레지던스, 68층 ~ 71층에는 시그니엘 레지던스가 있으며 총 223세대다.
현재 대한민국에서 가장 높은 오피스텔이며 서울에서 가장 높은 오피스텔이라고 한다. 2015년에는 분양이 완료되었고 2016년에 오피스텔의 가격이 3.3m2 당 8,000만원에서 1억원에 달할 것으로 보여 국내 사상 최고수준을 기록하였다. 2017년에 개장되어 현재 오피스텔 용도로 사용하고 있다.

#### 스카이31
31층에 위치하고 있고 9월 7일에 새롭게 오픈했다. 무료 전망대이며 스카이31 푸드 애비뉴가 있는데 영업시간은 오전 11시부터 오후 9시까지다. 스카이31 푸드애비뉴의 브랜드를 보면 빌라드샬롯, 크리스피크림도넛, 버거랩 바이 롯데리아, 소담반상, 호호카츠, 타이 누들앤라이스, 나뚜루, 엔제리너스가 있다. 빌라드샬롯은 유러피안 홈메이드, 크리스피크림도넛은 도넛, 버거랩 바이 롯데리아는 프리미엄 수제 버거, 소담반상은 한식 집밥, 호호카츠는 일식 돈카츠, 타이 누들앤라이스는 태국 요리, 나뚜루는 프리미엄 아이스크림, 엔제리너스는 커피다.

#### 피난안전구역
22층, 40층, 60층, 83층, 102층으로 5개층에 설치되며 약 20층마다 설치된 피난안전구역은 불이나 연기가 완전히 차단되는 공간이며 각 층에서 최대 15분이면 대피할 수 있다. 화재가 발생하면 19대의 승강기가 즉시 피난용으로 전환돼 6,000여 명이 즉시 건물을 빠져 나올 수 있으며, 15,000명 이상의 상주인구가 최대 63분 만에 건물에서 나올 수 있다. 부르즈 할리파의 경우 4개의 피난안전구역과 상주인구가 전원 대피하는 시간이 최대 89분정도다. 여기에 16만개의 스프링클러와 일반 건축물 기준보다 3배 많은 소화수원 등이 초기에 화재를 진화할 수 있다.

#### 오피스
1층과 2층에는 오피스 로비로 구성되고 14층 ~ 20층에는 프라임 저층부 오피스로 구성되며 19층에는 오피스 라운지가 있다. 24층 ~ 30층에는 중층부 프라임 오피스, 31층 ~ 38층에는 고층부 프라임 오피스, 107층에는 프라이빗 오피스로 구성되며 그 외에도 사무실이 들어서고 롯데물산 등 롯데그룹 계열사가 입주하게 된다.

#### 지하주차장
지하 6층 ~ 지하 2층에는 지하주차장이 있다. 주차대수는 총 562대다. 무료주차장은 없고 유료주차장이 있다. 주차를 하면 요금을 내야한다. 하루 최대 요금은 45,000원이다.

### 내부 시설
롯데월드타워는 807,507m2 넓이로 123층, 555m 높이로 2016년 말 완공되었다. 롯데월드타워는 지하 1층 ~ 지상 12층은 일반 시설, 14층 ~ 38층은 프라임 오피스, 42층 ~ 71층은 2015년에 분양이 완료된 250여채의 시그니엘 레지던스(시그니엘 호텔이 직접 서비스하는 사무, 주거, 사교공간), 76층 ~ 101층은 시그니엘 서울로 구성된다. 101층 이상의 고층 공간에는 프리미엄 오피스와 전망대로 구성되어 있다. 120층의 높이는 486m이며 123층의 높이는 500m다.
이외에도 6성급 호텔 시그니엘 서울과 시그니엘 레지던스, 오피스, 헬스케어센터 등이 있으며, 롯데월드타워와 롯데월드몰과 연계되어 명품 백화점, 쇼핑몰, 문화 시설 등의 쇼핑 및 편의시설이 갖춰 있다.
| 층수                | 용도                                                                                               |
| ------------------- | -------------------------------------------------------------------------------------------------- |
| 123층               | 프리미엄 라운지 바 (123라운지, 지상 500m 지점)                                                     |
| 122층               | 서울스카이 카페, 엔제리너스                                                                        |
| 121층               | 전망대 (서울스카이) 퇴장층, 상품점                                                                 |
| 120층               | 전망대 (서울스카이) 퇴장층, 스카이테라스, 포토존                                                   |
| 119층               | 전망대 (서울스카이), 캐릭터 디저트 카페(SKY FRIENDS CAFE)                                          |
| 118층               | 전망대 (서울스카이) 입장층, 스카이데크                                                             |
| 117층               | 전망대 (서울스카이) 입장층, 전망층                                                                 |
| 115층 ~ 116층       | 기계실                                                                                             |
| 114층               | 프리미어 7 (PREMIER 7)                                                                             |
| 108층 ~ 113층       | 프리미어 7 (PREMIER 7)                                                                             |
| 107층               | 프라이빗 오피스 (PRIVATE OFFICE) 로비, 식사, 사교, 휴식이 가능한 멤버스 레스토랑(시그니엘 클럽) 등 |
| 103층 ~ 106층       | 기계실                                                                                             |
| 102층               | 피난안전구역                                                                                       |
| 87층 ~ 101층        | 시그니엘 호텔 객실                                                                                 |
| 86층                | 스파, BOH                                                                                          |
| 85층                | 국내 최고층 실내수영장, 피트니스센터, 사우나                                                       |
| 84층                | 기계실                                                                                             |
| 83층                | 피난안전구역                                                                                       |
| 81층 ~ 82층         | 시그니엘 레스토랑, 비채나, STAY(81층)                                                              |
| 79층 ~ 80층         | 시그니엘 스카이로비                                                                                |
| 76층 ~ 78층         | 시그니엘 연회장                                                                                    |
| 72층 ~ 75층         | 기계실                                                                                             |
| 68층 ~ 71층         | 시그니엘 고층부 레지던스, 신동빈 회장 집무실 겸 거처(복층 구조)                                    |
| 61층 ~ 67층         | 시그니엘 고층부 레지던스                                                                           |
| 60층                | 피난안전구역                                                                                       |
| 59층                | 기계실                                                                                             |
| 44층 ~ 58층         | 시그니엘 중층부 레지던스                                                                           |
| 42층 ~ 43층         | 시그니엘 중층부 레지던스, 헬스클럽, 골프연습장, 파티룸                                             |
| 41층                | 기계실                                                                                             |
| 40층                | 피난안전구역                                                                                       |
| 39층                | 기계실                                                                                             |
| 32층 ~ 38층         | 고층부 프라임 오피스, 데상트 코리아(32층), 원티드랩(35층), 카덱스(37층)                            |
| 31층                | 스카이 31 컨벤션                                                                                   |
| 24층 ~ 30층         | 증층부 프라임 오피스                                                                               |
| 23층                | 기계실                                                                                             |
| 22층                | 피난안전구역                                                                                       |
| 21층                | 기계실                                                                                             |
| 20층                | 저층부 프라임 오피스                                                                               |
| 19층                | 저층부 프라임 오피스, 오피스 라운지                                                                |
| 17층 ~ 18층         | 저층부 프라임 오피스                                                                               |
| 15층 ~ 16층         | 롯데케미칼                                                                                         |
| 14층                | 롯데케미칼, 롯데엠시시 서울사무소                                                                  |
| 13층                | 기계실                                                                                             |
| 12층                | KEB하나은행 롯데월드타워 금융센터 지점                                                             |
| 10층 ~ 11층         | 건강검진센터                                                                                       |
| 8층 ~ 9층           | 롯데면세점                                                                                         |
| 7층                 | 롯데뮤지엄                                                                                         |
| 6층                 | 무브 360(피트니스센터)                                                                             |
| 5층                 | 롯데 홍보 관련 시설(롯데월드타워 홍보관, 롯데지주 기자실, 홍보 사무실)                             |
| 3층 ~ 4층           | 기계실, 창고                                                                                       |
| 2층                 | 오피스 로비                                                                                        |
| 1층                 | 로비, 엔제리너스 카페                                                                              |
| 지하 1층            | 서울스카이 엘리베이터 입구, 레지던스 로비, 롯데월드타워 방재센터(종합방재실), 드롭존, 상품점       |
| 지하 2층            | 서울스카이 엘리베이터 입구, 전시층, 지하주차장                                                     |
| 지하 3층 ~ 지하 4층 | 지하주차장                                                                                         |
| 지하 5층 ~ 지하 6층 | 지하주차장, 기계실 (에너지센터), 전기실                                                            |

## 수상작
- 2017년 - 롯데월드타워 서울스카이, 레드닷 디자인 어워드 수상[77]
- 2017년 - 엠포리스 스카이스크래퍼 어워드 1위

## 화제
- 2014년부터 롯데월드타워가 반지의 제왕에 나오는 사우론의 눈으로 화제가 되었고 사우론 타워라는 명칭으로 화제가 되었다.
- 2016년 3월 27일에 도시의 닌자로 불리는 우크라이나 출신 사진작가 비탈리 라스칼로프가 아무런 안전장치도 없이 공사 중인 롯데월드타워의 타워크레인 꼭대기까지를 맨손으로 올라가서 몰래 침입한 뒤 인증 사진을 인스타그램에 남겨 논란이 되었고 4월 10일에 유튜브에 업로드된 동영상이 세계적인 화제가 되었다.[78]
- 2017년 12월 개봉 후, 2018년 1월 1200만 관객을 돌파한 영화 신과함께: 죄와 벌이 여기서 촬영되었다.

## 문화

### 벚꽃축제
롯데월드타워가 공사중일때도 2015년 4월 10일에서 12일까지 벚꽃축제를 하는 사람들이 많았고 완공 이후에도 축제가 가능하다. 2017년 4월 1일부터 4월 9일까지 석촌호수 벚꽃축제가 열린 적이 있었다. 장소는 석촌호수 수변무대(동, 서호), 서울놀이마당, 갤러리 수이며 요금은 무료다.

### 불꽃축제
2016년에 서울시민들과 관광객들이 불꽃축제를 한 적이 있었고 롯데월드타워가 완공되기 전에 불꽃축제를 했지만 같은 해 12월에 완공되었고 2017년 4월 2일에도 불꽃축제가 열렸다. 장소는 롯데월드타워 및 석촌호수 일대이며 요금은 무료다. 오후 7시 30분부터 9시까지는 K-POP 콘서트, 오후 9시부터 9시 10분까지는 롯데월드타워 불꽃 쇼, 오후 9시 10분부터 9시 30분까지는 레크레이션 및 경품 이벤트가 있었다. 롯데월드타워 불꽃축제가 2017년 4월 2일 오후 7시 30분부터 9시 30분까지 진행되었다. 이후 2019년 5월 4일 다시 불꽃축제가 개최되었고, CBS 음악FM과 연계한 8시간 연속 공개방송 행사가 함께 열렸다.

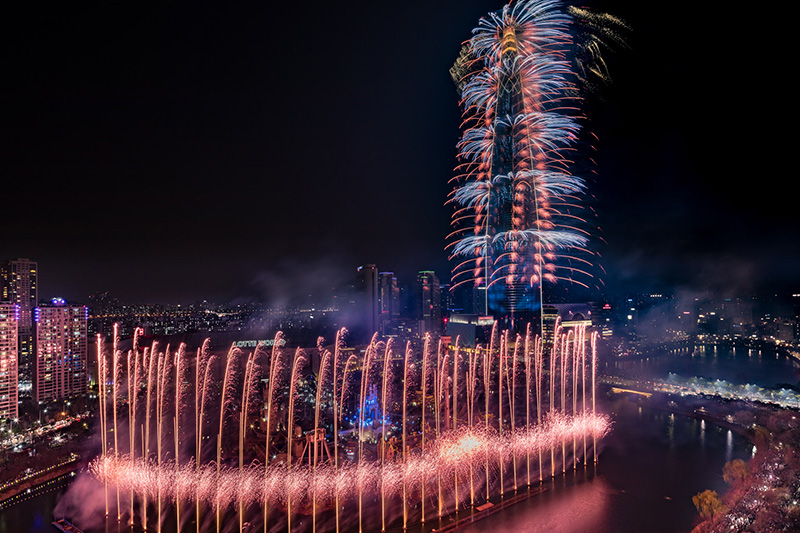
2017년 4월 2일.
- 2017년 4월 2일.

### 신년전야
신년전야에 열리는 자정 직전의 카운트 다운쇼를 개최되고 있다.
| 년도      | 중계 방송사 | 비고                       |
| --------- | ----------- | -------------------------- |
| 2017-18년 | KBS 2TV     | KBS 연기대상 이원 생중계   |
| 2019-20년 | MBC TV      | MBC 가요대제전 이원 생중계 |

## 대중문화

### 드라마
- 2015년에 방영한 대한민국 SBS 드라마 가면 2회에 완공된 롯데월드타워가 나온다.
- 2015년에 방영한 대한민국 SBS 드라마 용팔이 1회 마지막 장면에 공사중인 롯데월드타워의 야경이 나온다.
- 2015년에 방영한 대한민국 tvN 드라마 풍선껌 14회에 서울특별시 풍경의 공사중인 롯데월드타워가 나온다.
- 2016년에 방영한 대한민국, 미국 비키, 넷플릭스 드라마 드라마월드에 롯데월드타워가 나온다.
- 2017년에 방영한 미국 CBS 드라마 크리미널 마인드: 국제범죄수사팀 시즌2 4회에 롯데월드타워가 나온다.
- 2017년에 방영한 대한민국 JTBC 드라마 맨투맨에 롯데월드타워가 나온다.
- 2017년에 방영한 대한민국 SBS 드라마 귓속말에 롯데월드타워가 나온다.
- 2017년에 방영한 대한민국 MBC 드라마 보그맘 1회에 롯데월드타워가 나온다.
- 2018년에 방영한 대한민국 웹드라마 그녀와 나 사이 555m는 유튜브에 있는 웹드라마다.
- 2018년에 방영한 대한민국 JTBC 드라마 라이프 2회에 화정그룹의 본사가 나온다.
- 2018년에 방영한 대한민국 JTBC 드라마 내 아이디는 강남미인 1회에 롯데월드타워가 나온다.
- 2018년에 방영한 대한민국 tvN 드라마 알함브라 궁전의 추억에 시그니엘 레지던스가 나온다.
- 2019년에 방영한 대한민국 tvN 드라마 호텔 델루나에 롯데백화점 에비뉴엘 월드타워점이 나온다.
- 2019년에 방영한 대한민국 tvN 드라마 날 녹여주오 4회에 롯데월드타워의 일부가 나온다.
- 2020년에 방영한 대한민국 SBS 드라마 펜트하우스에 나온다.
- 2022년에 방영한 대한민국 tvN 드라마 군검사 도베르만 7회에서 군인의 대사로 언급된다.
- 2022년에 방영한 대한민국 ENA 드라마 이상한 변호사 우영우에 나온다.
- 2022년에 방영한 대한민국 JTBC 드라마 재벌집 막내아들 3회에 나온다.
- 2023년에 방영한 대한민국 SBS 드라마 모범택시 2에 나온다.
- 2023년에 방영한 대한민국 넷플릭스 드라마 택배기사에 나온다.
- 2023년에 방영한 대한민국 SBS 드라마 7인의 탈출에 나온다.
- 2024년에 방영한 대한민국 SBS 드라마 7인의 부활에 나온다.

### 영화
- 2015년에 개봉한 더 폰에 서울특별시의 야경과 공사중인 롯데월드타워가 나온다.
- 2017년에 개봉한 검은비: 악의연대기에 롯데월드타워가 나온다.
- 2017년에 개봉한 강철비에 서울 야경이 나온다.
- 2017년에 개봉한 신과함께: 죄와 벌에 서울 야경이 나오며 롯데월드타워와 함께 시내가 정전되는 장면이 나온다.
- 2018년에 개봉한 챔피언에 롯데월드타워 전망대가 나온다.
- 2018년에 개봉한 버블 패밀리에 롯데월드타워가 나온다.
- 2019년에 개봉한 내안의 그놈에 롯데월드타워가 나온다.
- 2019년에 개봉한 뿔을 가진 소년에 롯데월드타워가 나온다.
- 2019년에 개봉한 기묘한 가족에 마지막 쯤에 롯데월드타워가 선명하게 나온다.
- 2019년에 개봉한 백두산에 롯데월드타워가 나온다.
- 2019년에 개봉한 카자흐인의 한국에서의 사업에 나온다.
- 2020년에 개봉한 살아있다에 나온다.
- 2022년에 개봉한 사이버 지옥: N번방을 무너뜨려라에 나온다.

### 애니메이션
- 2019년에 방영한 심슨 가족 시즌30 17화에 서울 야경의 롯데월드타워가 나온다.
- 2019년에 방영한 카르멘 산디에고 시즌 2 6화에 나온다.
- 2020년에 방영한 갓 오브 하이스쿨에 나온다.
- 2021년에 방영한 메카드볼에 가상의 L타워가 나온다.

### 웹툰
- 2017년에 연재한 하이브 3부 61화 ~ 62화에 나온다.
- 2021년에 연재한 위아더좀비에서 주요 무대로 등장한다.
- 2021년에 연재한 용사가 돌아왔다에 나온다.
- 2021년에 연재한 메트로헌터에 태산월드타워라는 건물으로 나온다.
- 2021년에 연재한 어느날 갑자기 서울은에 나온다.
- 2021년에 연재한 세상은 돈과 권력 시즌2 45화 ~ 46화에 나온다.
- 2021년에 연재한 물위의 우리에 나온다.
- 2021년에 연재한 더 퀸즈 2화에 나온다.

### 게임
- 2017년에 출시한 레인보우 식스: 시즈 맵 목멱타워가 나온다. 롯데월드타워 내부를 모티브로 한 목멱타워다.
- 2018년에 출시한 서울 2033에 2페이지에 롯데월드타워가 나온다.

### 예능
- 2014년에 방영한 SNL 코리아 시즌5 오프닝에 서울특별시의 야경과 SNL 코리아(영어: SNL Korea)의 로고와 공사중인 롯데월드타워가 나온다.
- 2015년 10월 25일에 방영한 슈퍼맨이 돌아왔다에 롯데월드타워가 나온다. 잠실 롯데월드 아쿠아리움은 신비한 바다 생물이 가득한 곳이다. 물고기를 먹이주는 장면이 나온다.
- 2016년 1월 23일에 방영한 무한도전 행운의 편지 편에서 정준하가 롯데월드타워에 올라가 편지를 넣는 장면과, 박명수가 그 우체통을 설치하는 장면이 나온다.
- 2016년 5월 18일에 방영한 영재발굴단에 아이가 롯데월드타워에 방문하여 123층으로 올라가는 장면이 나온다.
- 2017년 6월 3일에 방영한 무한도전에 박명수가 롯데월드타워 최상층에 가서 123층 빌딩 외벽청소 장면이 나왔다.
- 2018년 5월 19일에 방영한 백년손님 423회에 유리바닥 전망대가 나온다.
- 2018년 9월 20일에 방영한 어서와~ 한국은 처음이지? 한국여행 4일째 장면에 롯데월드타워가 나오고 1분 만에 117층 도착하는 장면이 나오고 118층의 유리바닥 전망대가 나온다.
- 2019년 1월 20일에 방영한 미운우리새끼에 롯데월드타워가 나온다.
- 2020년 3월 8일에 방영한 구해줘! 홈즈 48회에 나온다.
- 2020년 7월 26일에 방영한 1박 2일에 나온다.
- 2020년 11월 12일에 방영한 NCT WORLD 2.0 5회에 541m 장면이 나온다.
- 2021년 4월 25일에 방영한 구해줘! 홈즈 105회에 나온다.
- 2021년 9월 10일에 방영한 자이언트 펭TV에 고소공포증이 나온다.
- 2022년 1월 30일에 방영한 구해줘! 홈즈 143회에 나온다.
- 2022년 8월 7일에 방영한 구해줘! 홈즈 168회에 나온다.

## 평가

### 시민들의 평가
2014년 9월 둘째주에 10일간 프리오픈을 진행하여 전문가에게 건물 구조 안전성 진단을 의뢰하고 시민들을 대상으로 한 사전 견학을 실시하고 롯데 측의 이러한 행보는 건물에 대한 홍보 차원에 불과하다는 지적이 나오기는 했지만 전반적으로 좋은 평가를 받았다. 이후 당시 건설 중인 빌딩이 위험하고 부실시공이 있어 부정적인 평가를 받았고 이후 롯데건설이 복구하였으며, 2016년에는 안전하고 내진설계가 잘 되어 있었기에 긍정적인 평가를 받았다. 2017년에는 서울시민이 제2롯데월드가 안전하고 직접 보고 평가하였다.

### 신동빈 회장의 평가
신동빈 회장은 "롯데월드타워 건설은 기업 차원의 사업을 넘어 국가경제에 기여하고, 시민들에게 기업의 이익을 환원하기 위해 시작한 프로젝트"라며 "대한민국의 국격을 높인다는 사명감을 가지고 최선을 다하겠다."라고 말했다.

## 갤러리

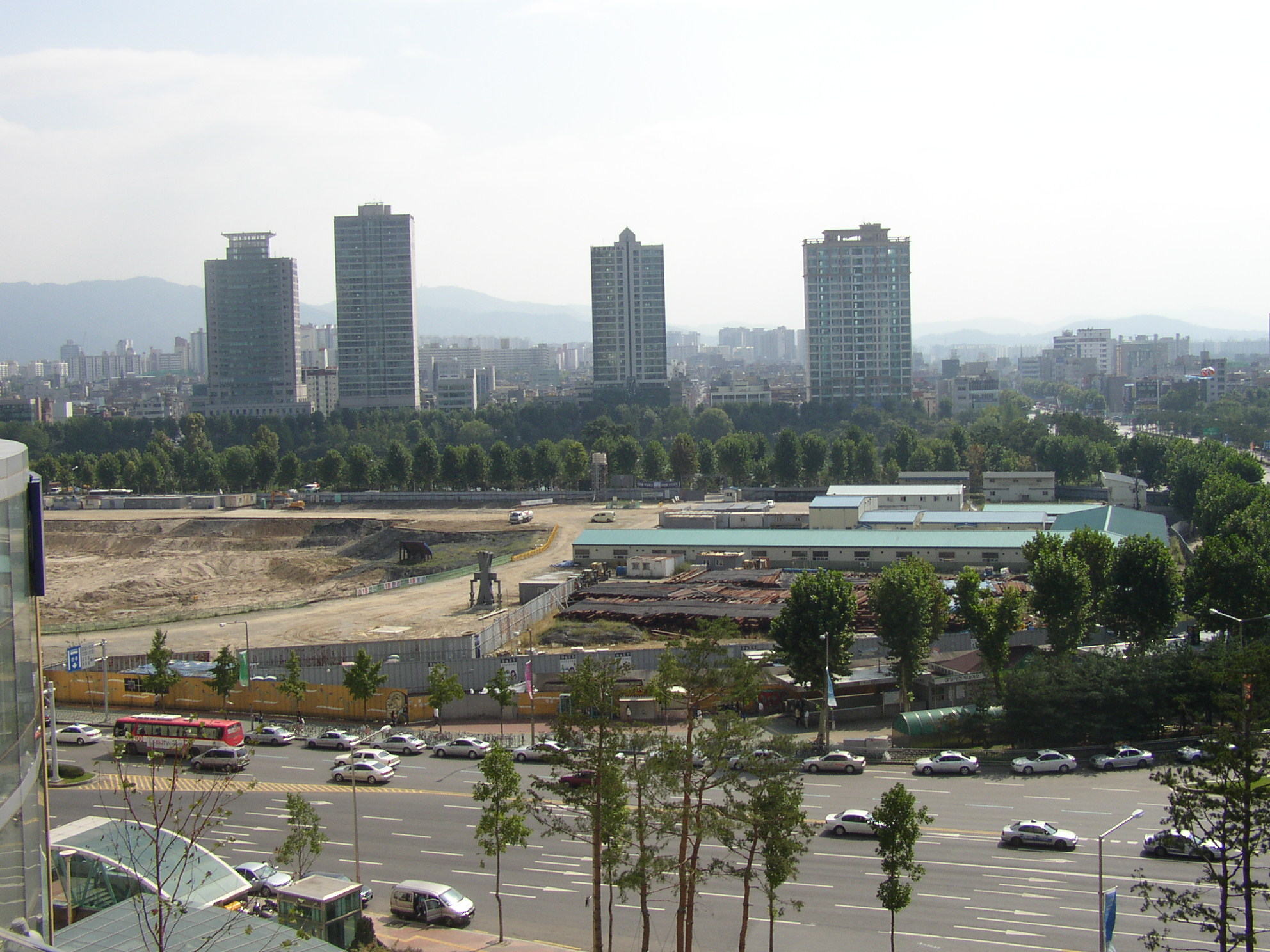
2007년 10월 7일
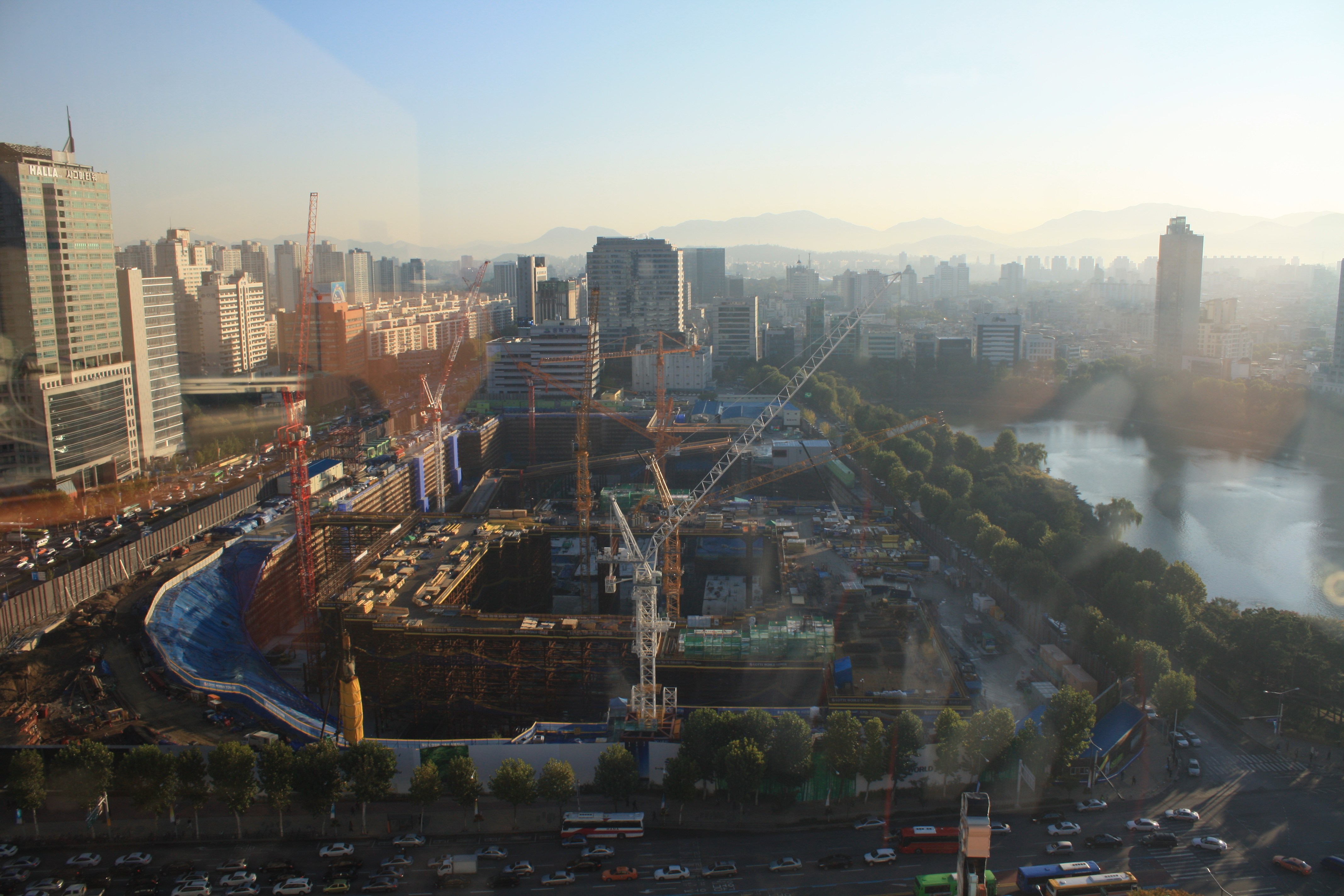
2011년 10월 19일
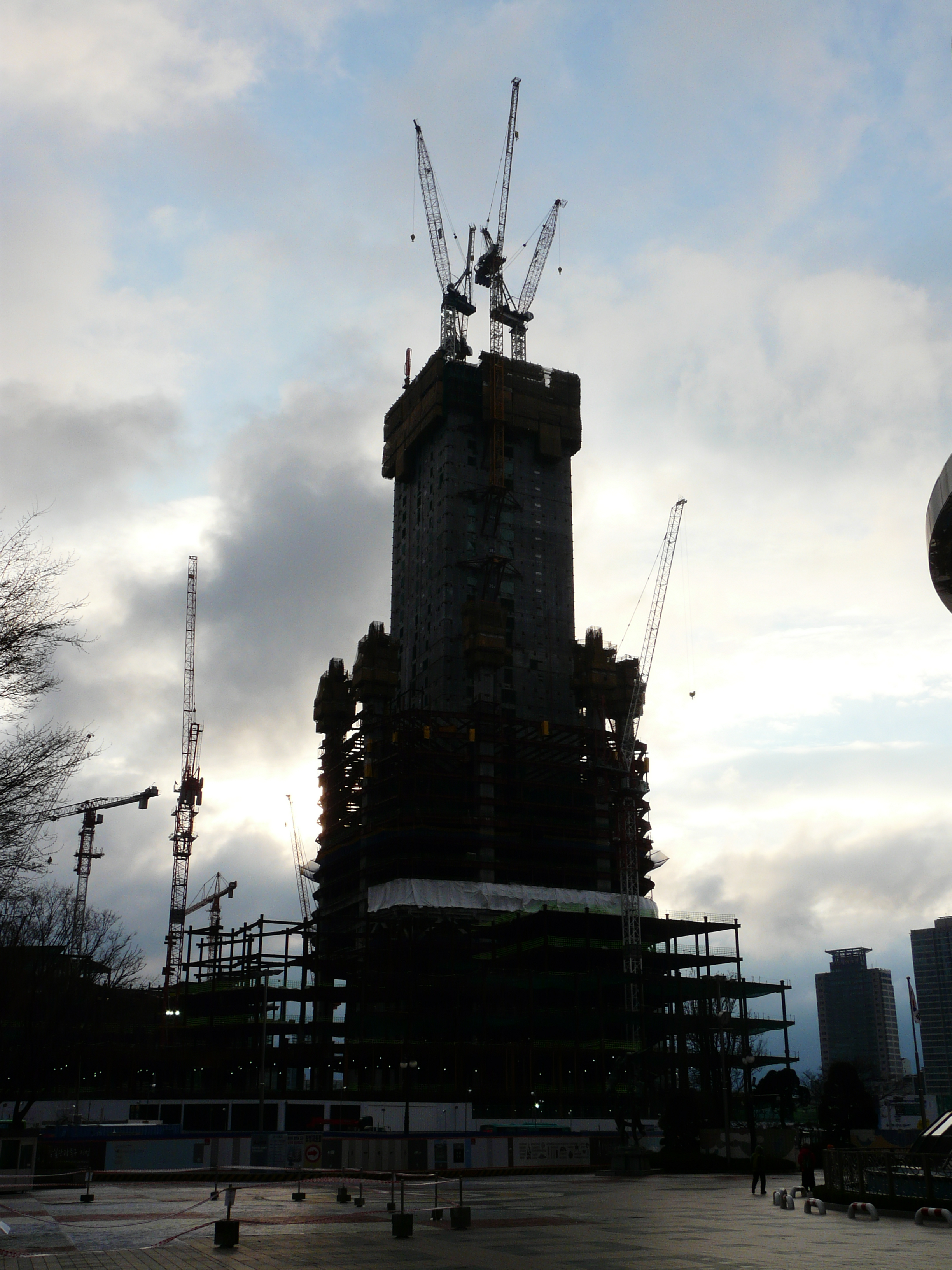
2013년 4월 7일
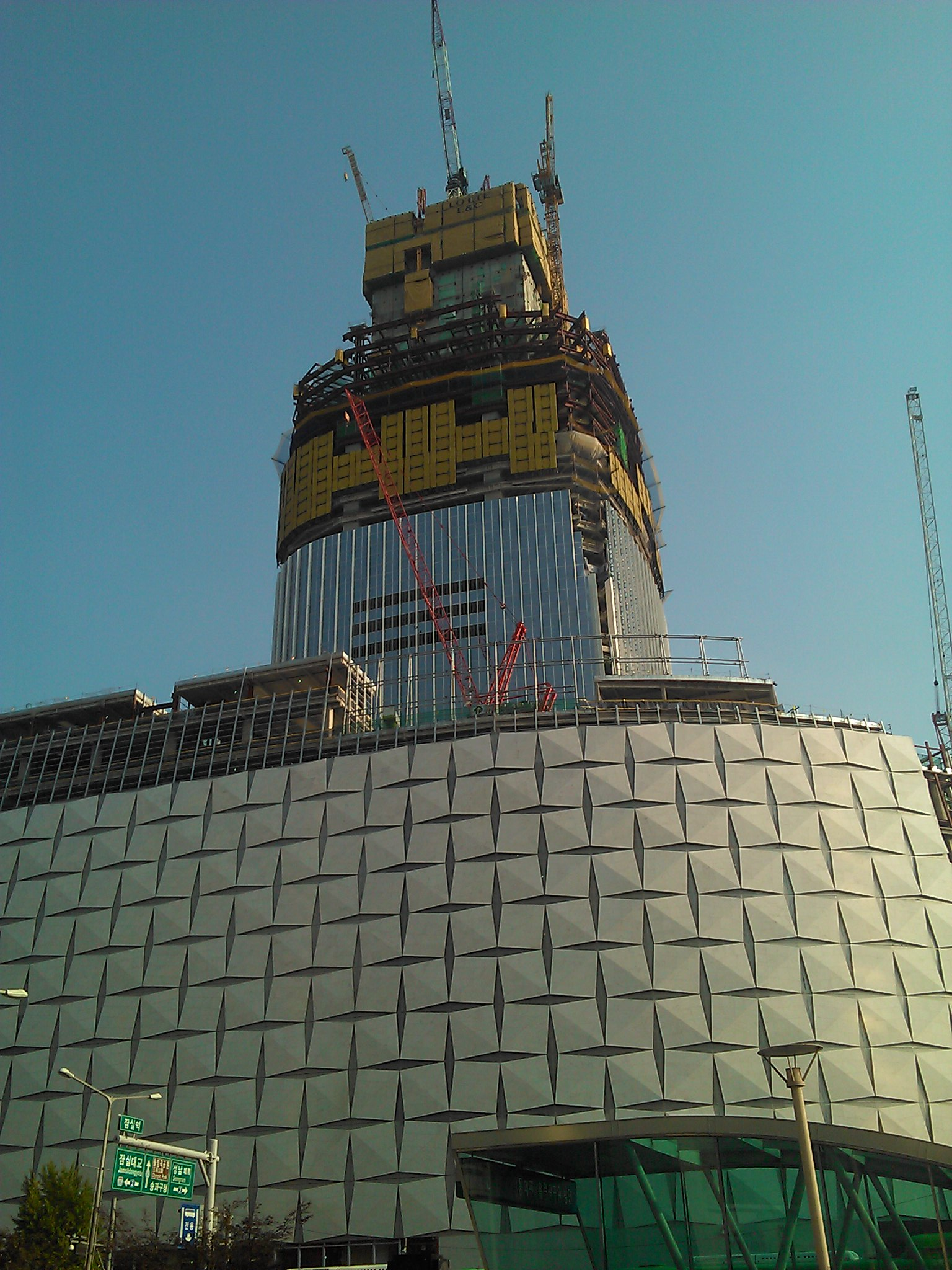
2013년 10월 27일
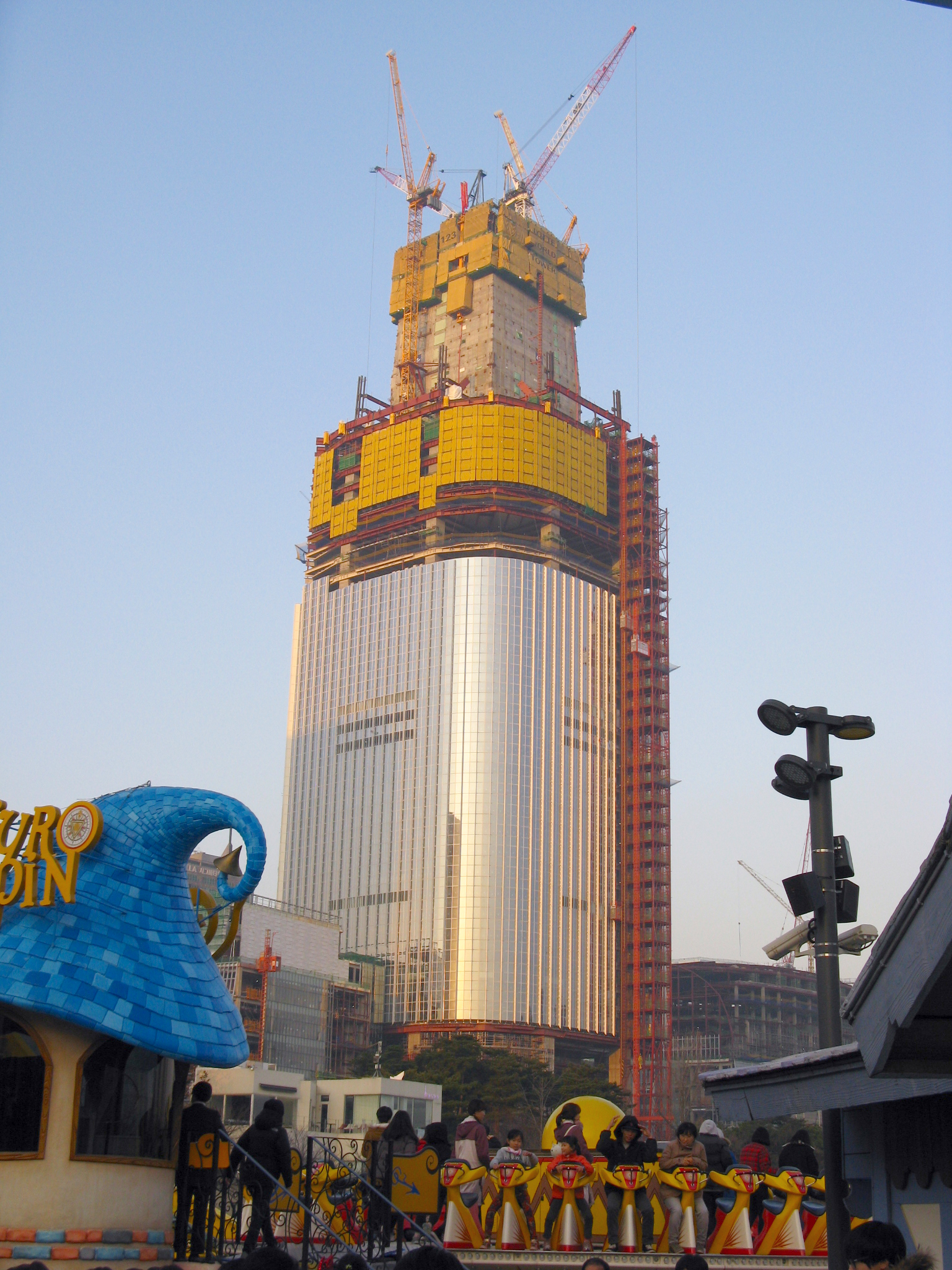
2013년 12월 4일
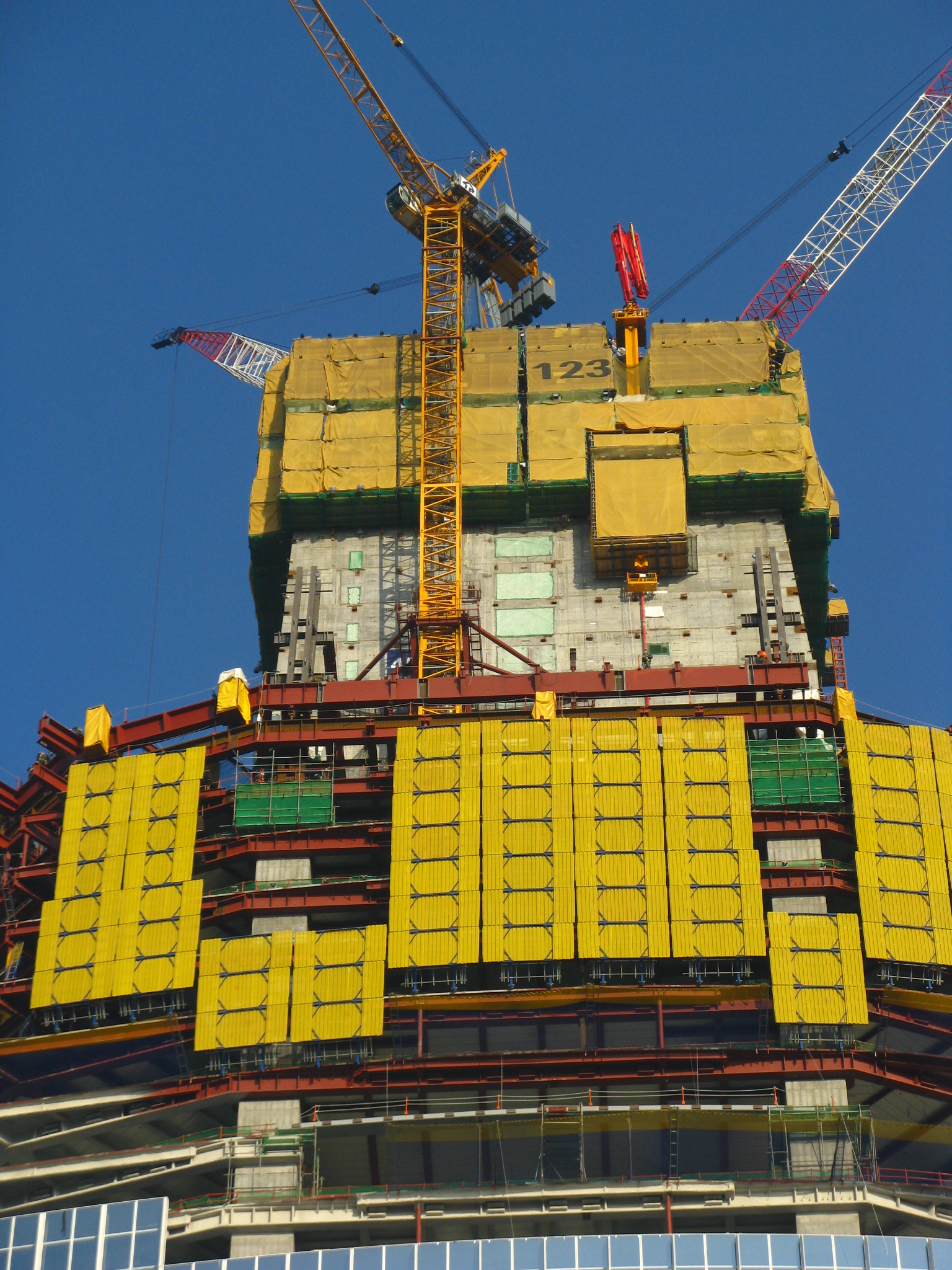
2013년 12월 4일 (확대)
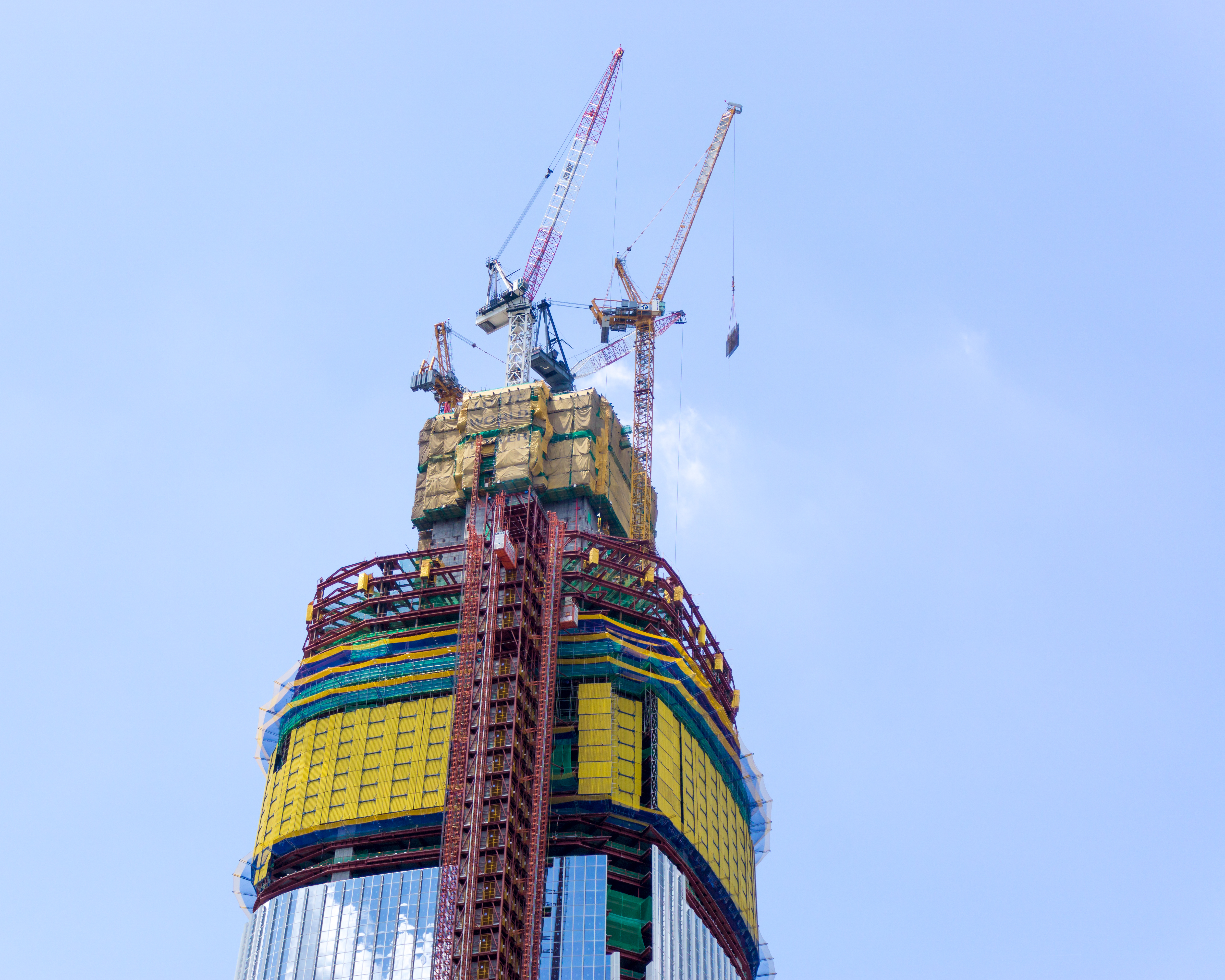
2014년 7월 4일 (확대)
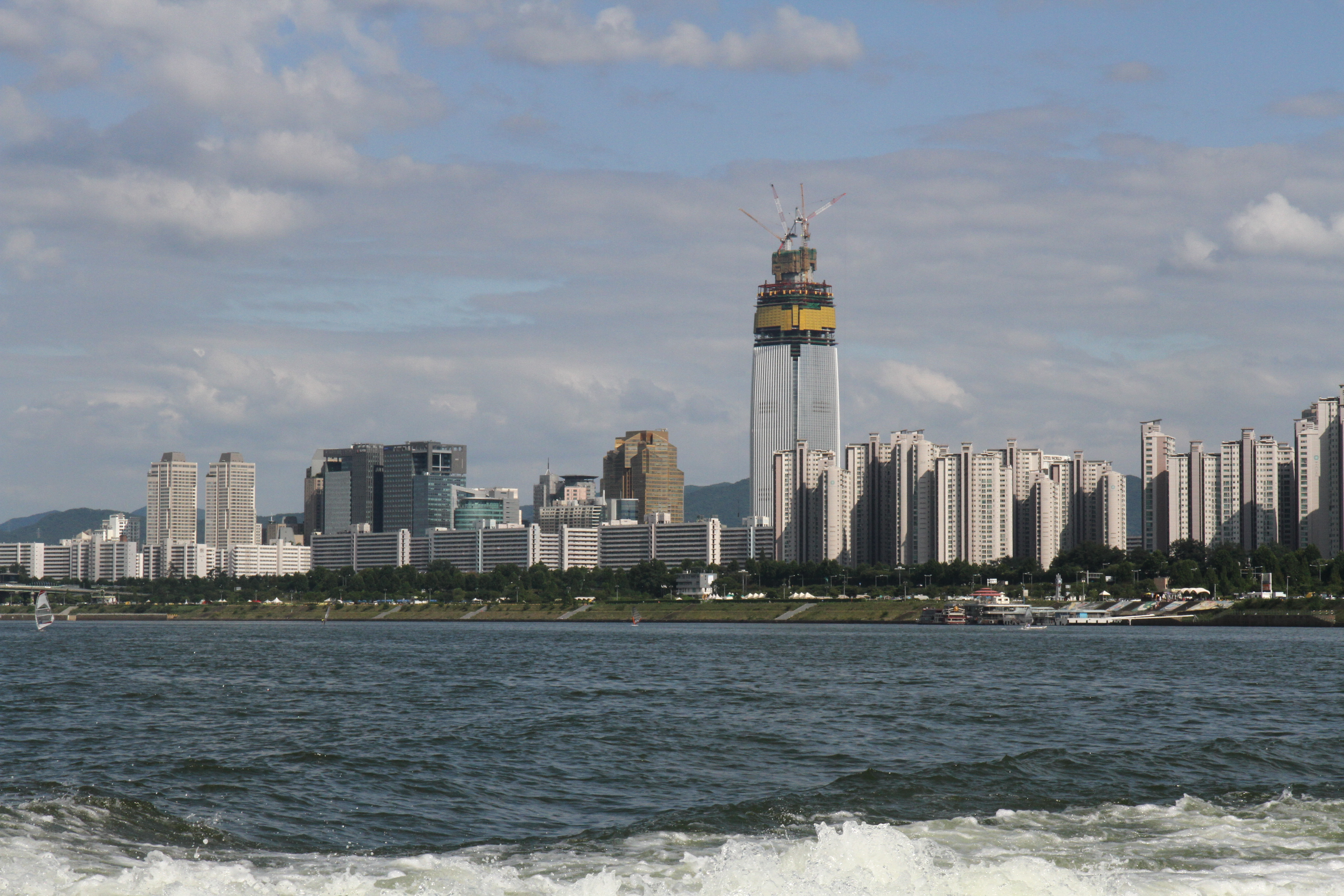
2014년 8월 8일
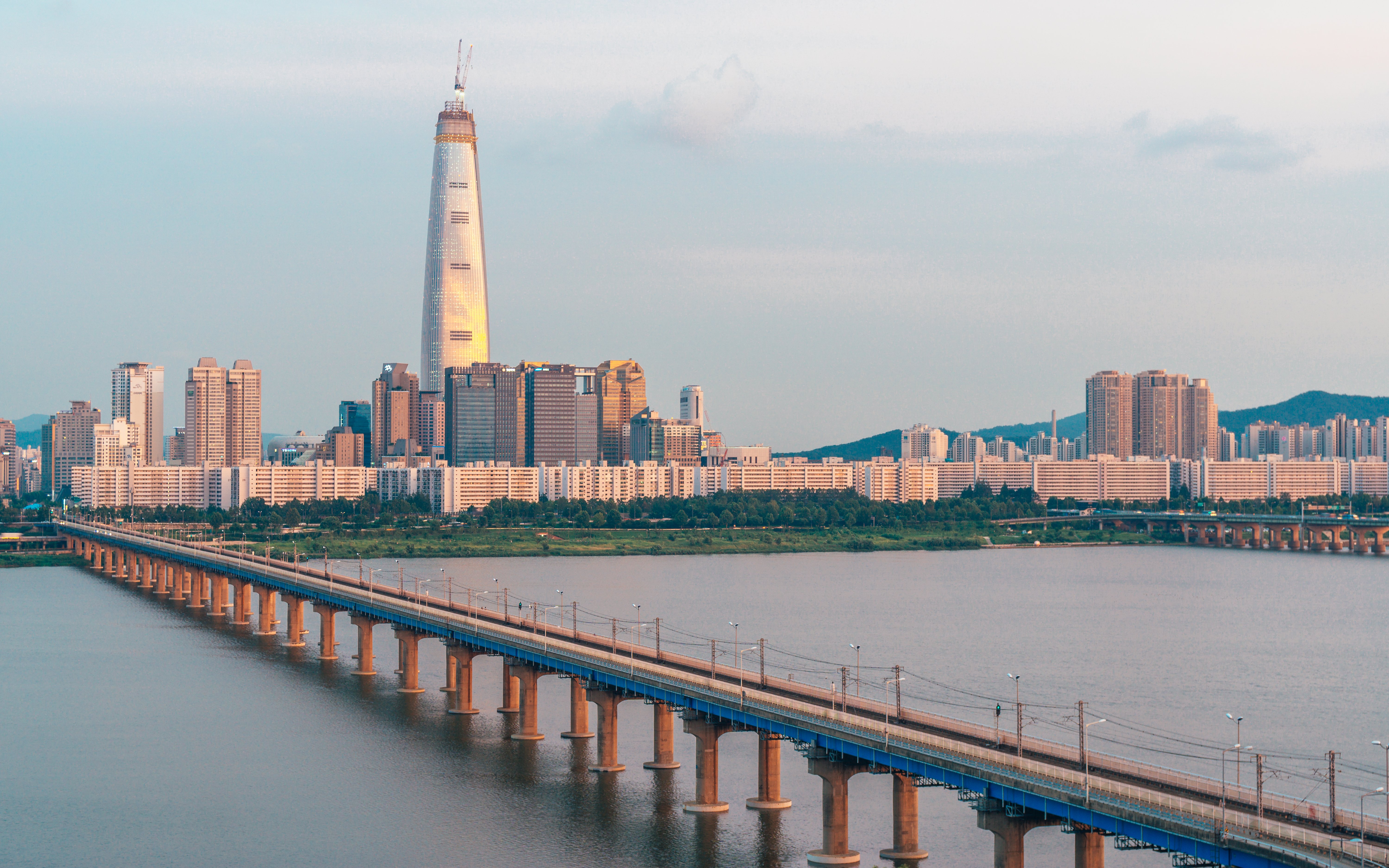
2015년 8월 9일
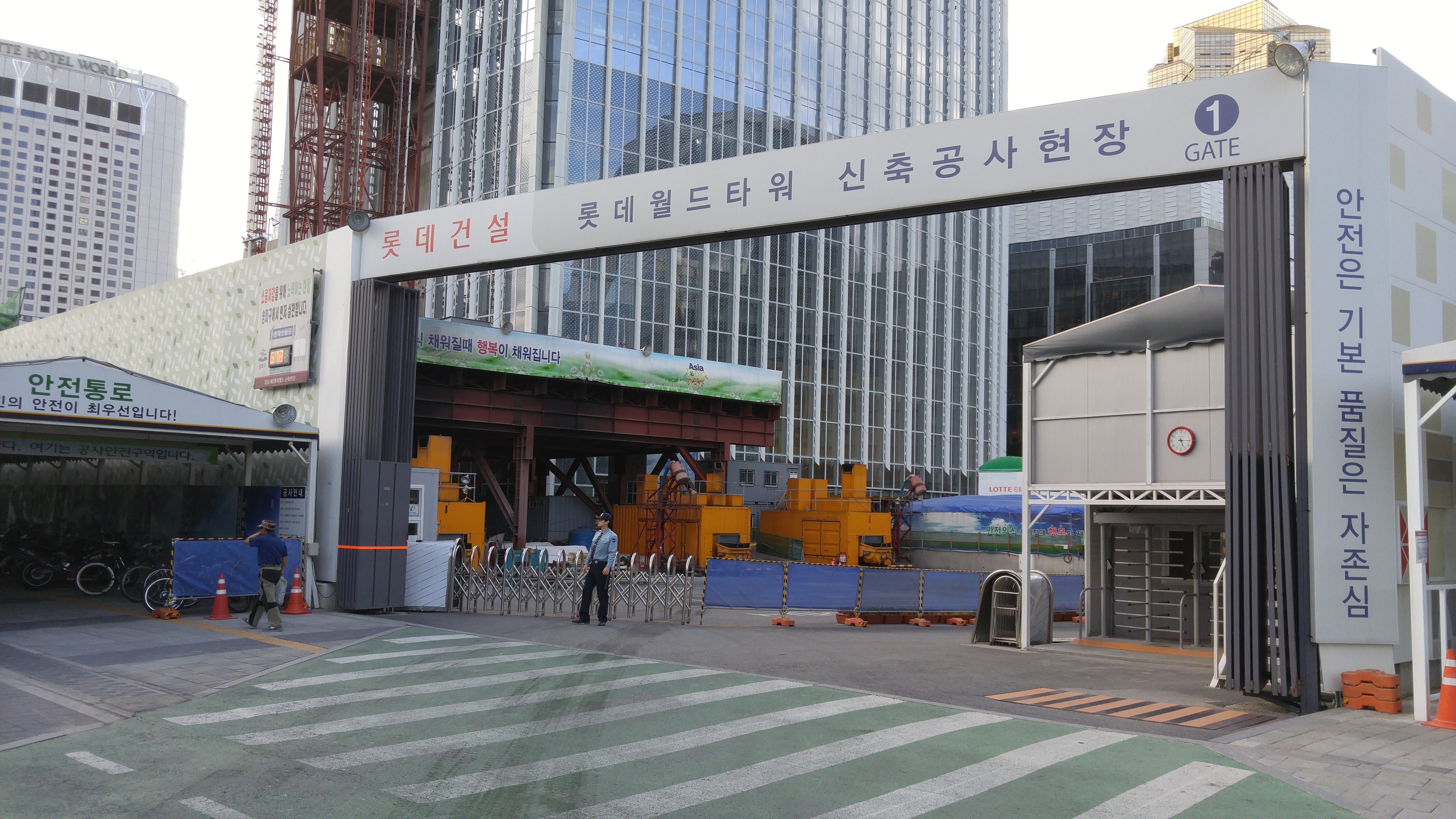
2015년 9월 6일
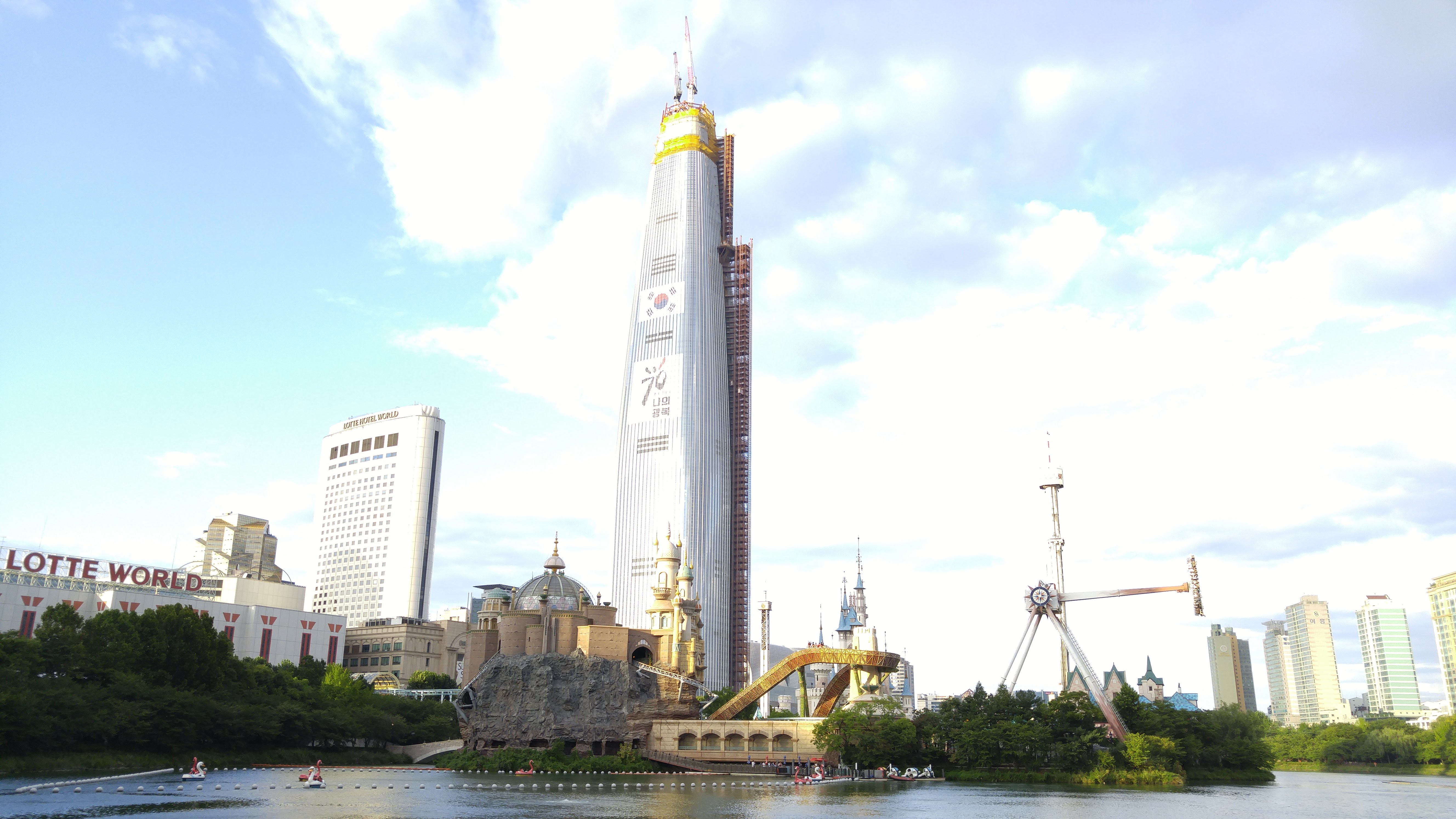
2015년 9월 6일
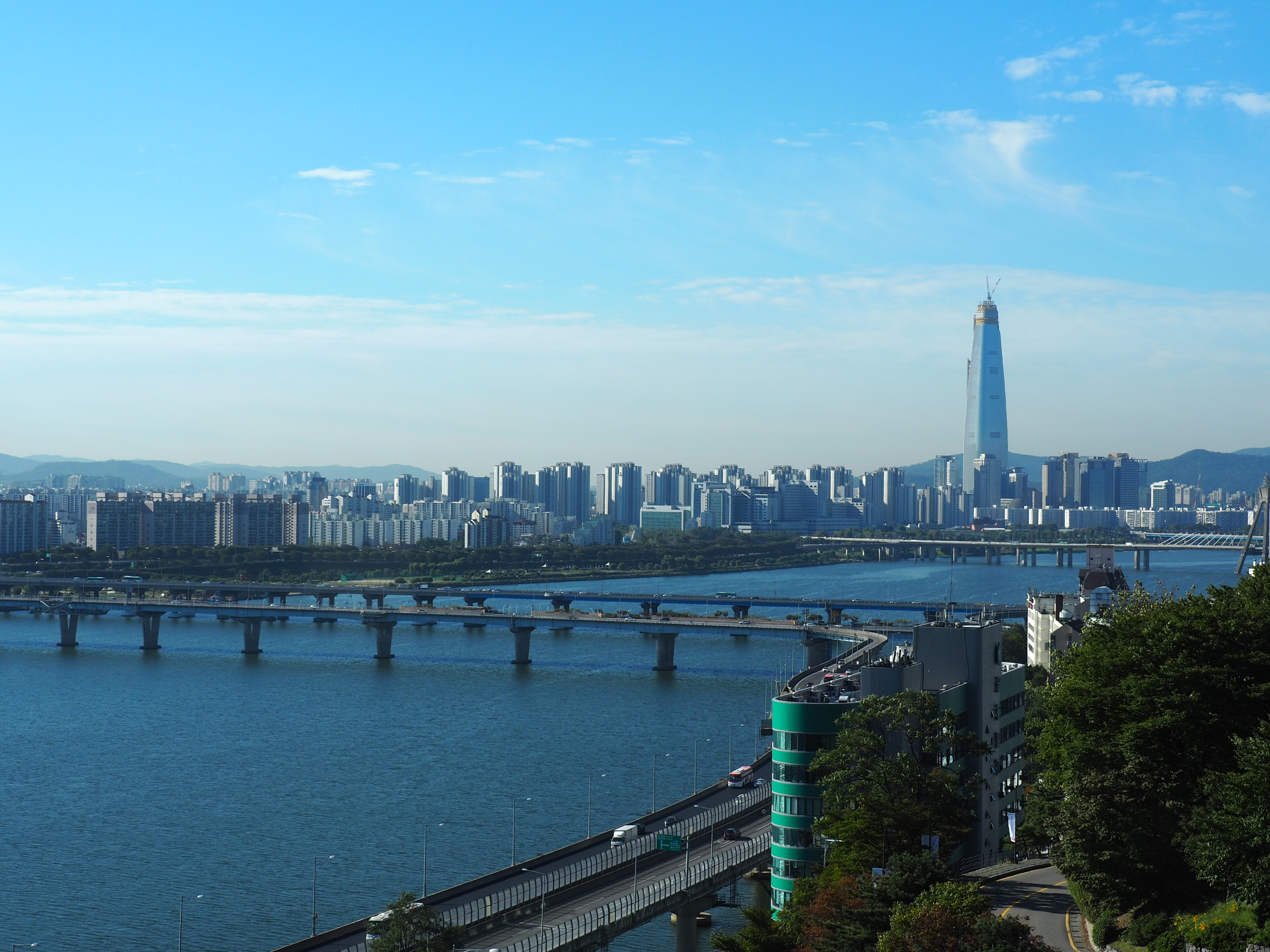
2015년 9월 15일
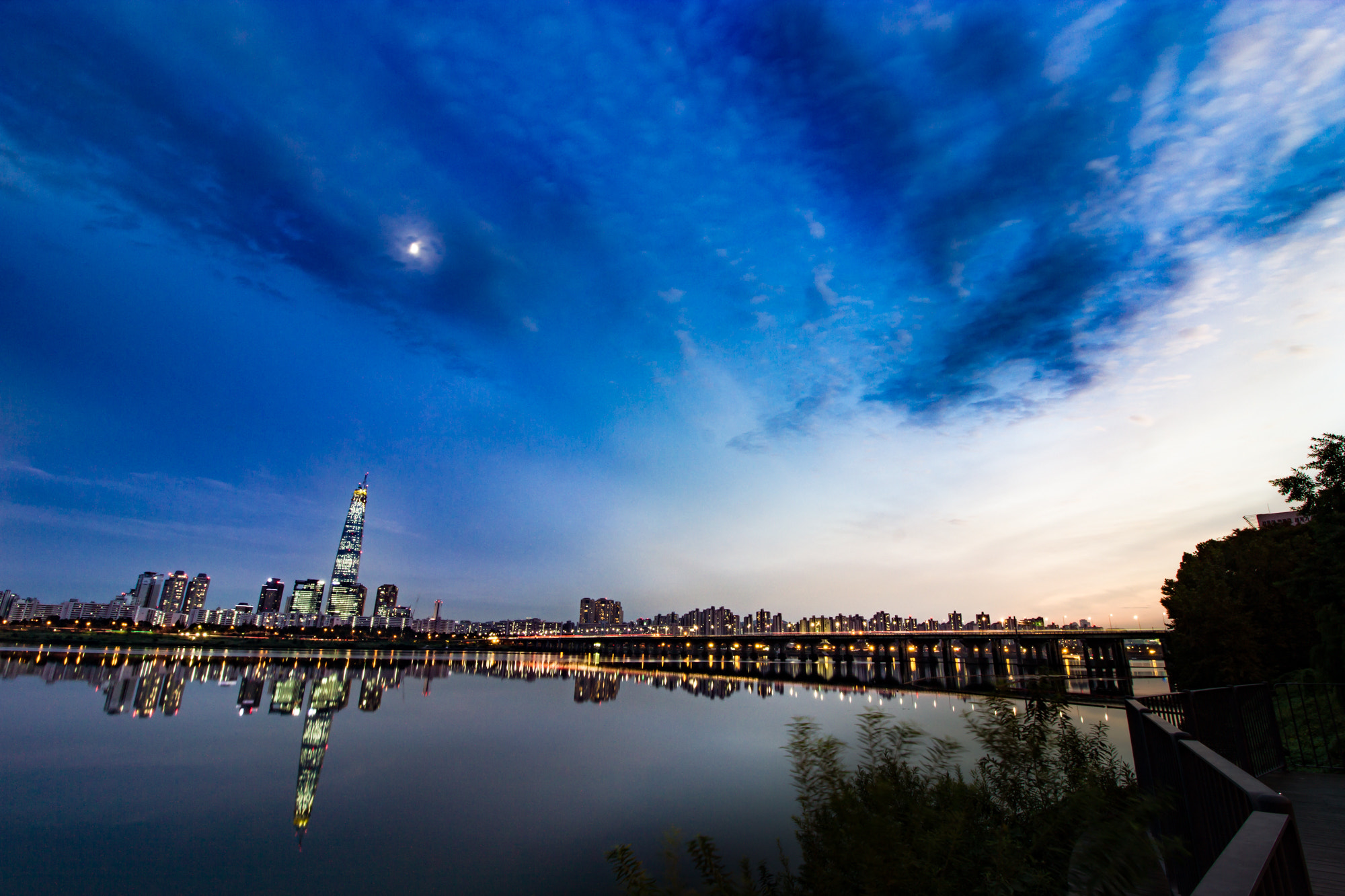
2015년 9월 23일
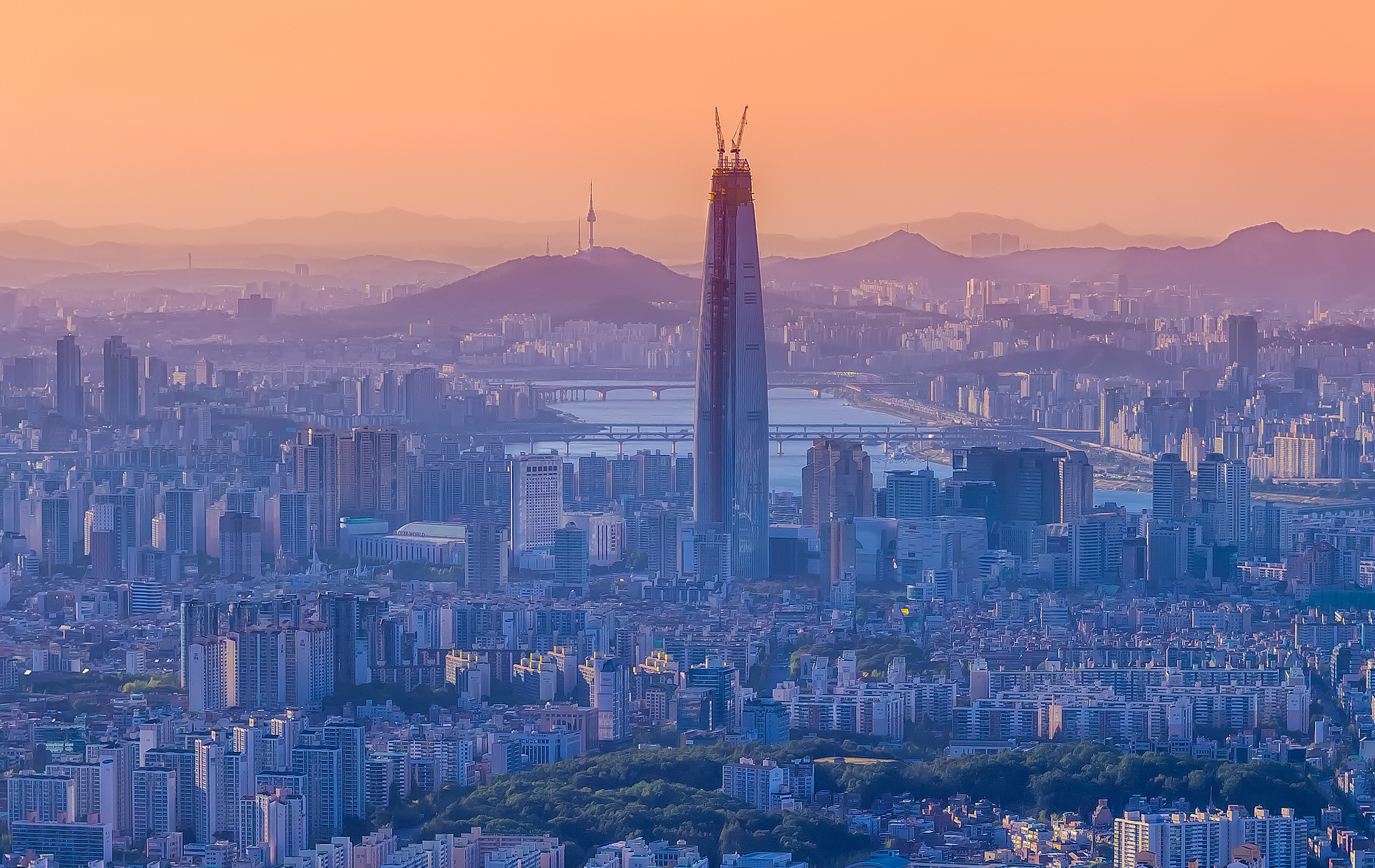
2015년 10월 9일
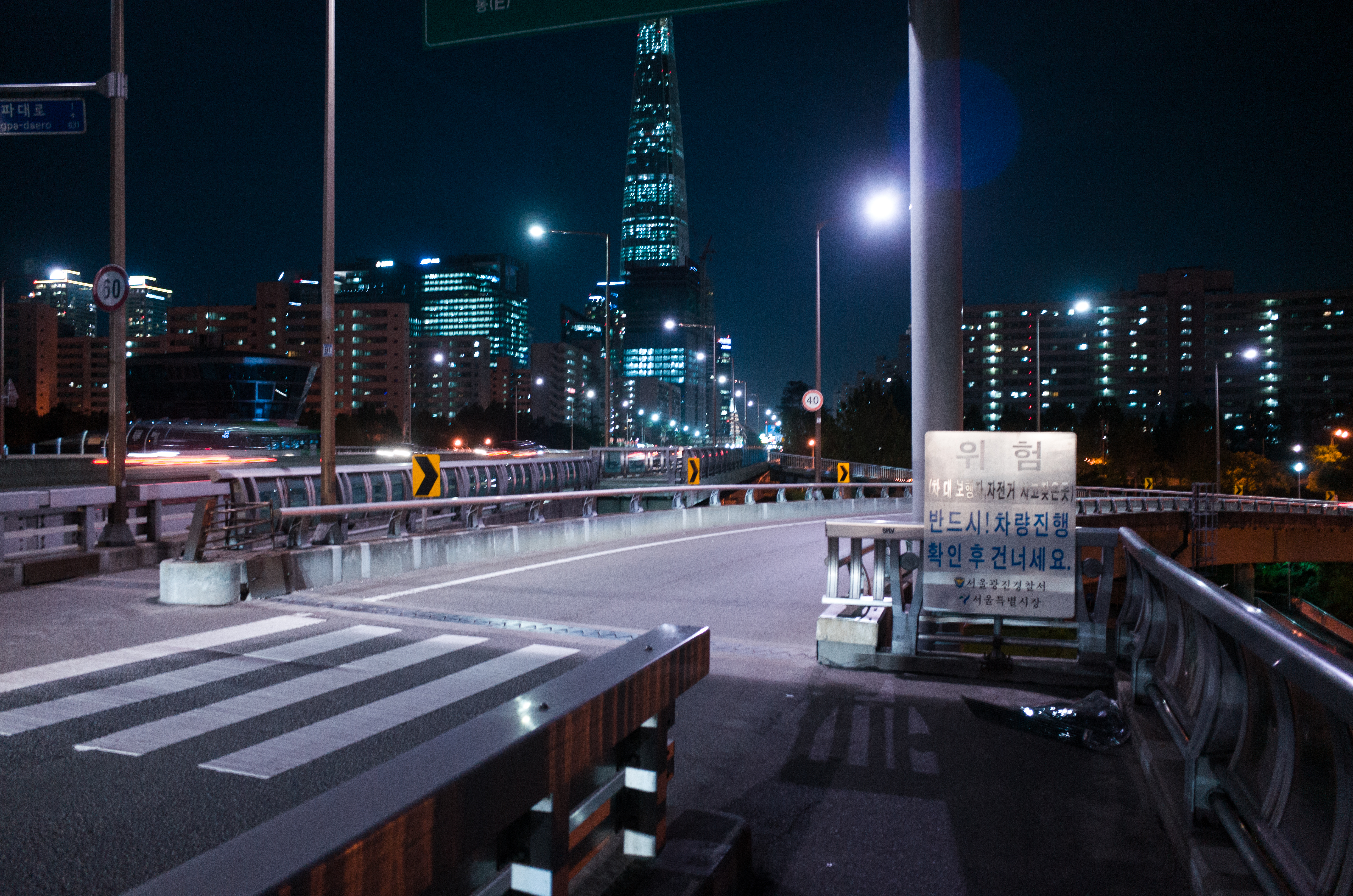
2016년 5월 18일
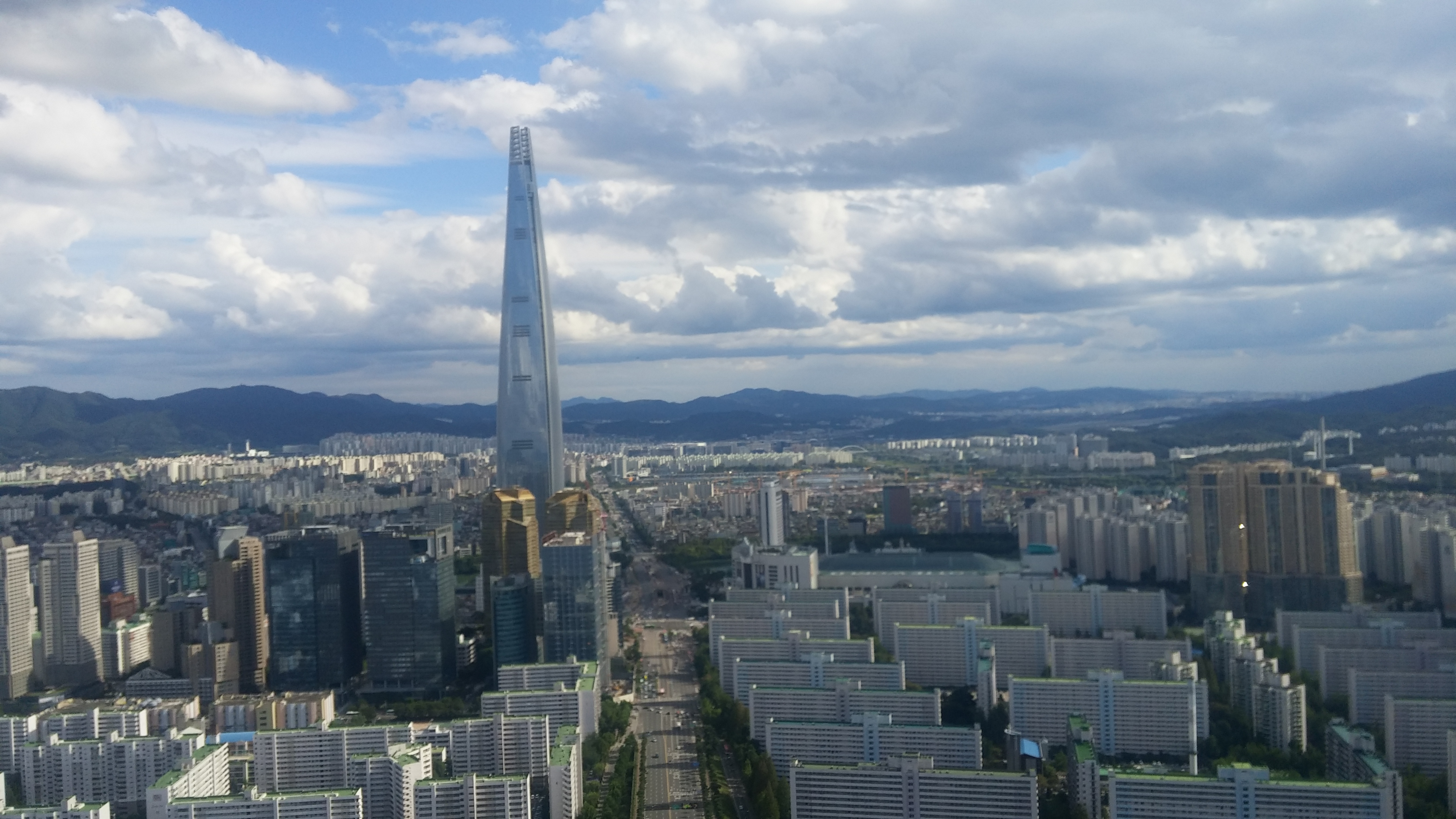
2016년 9월 19일
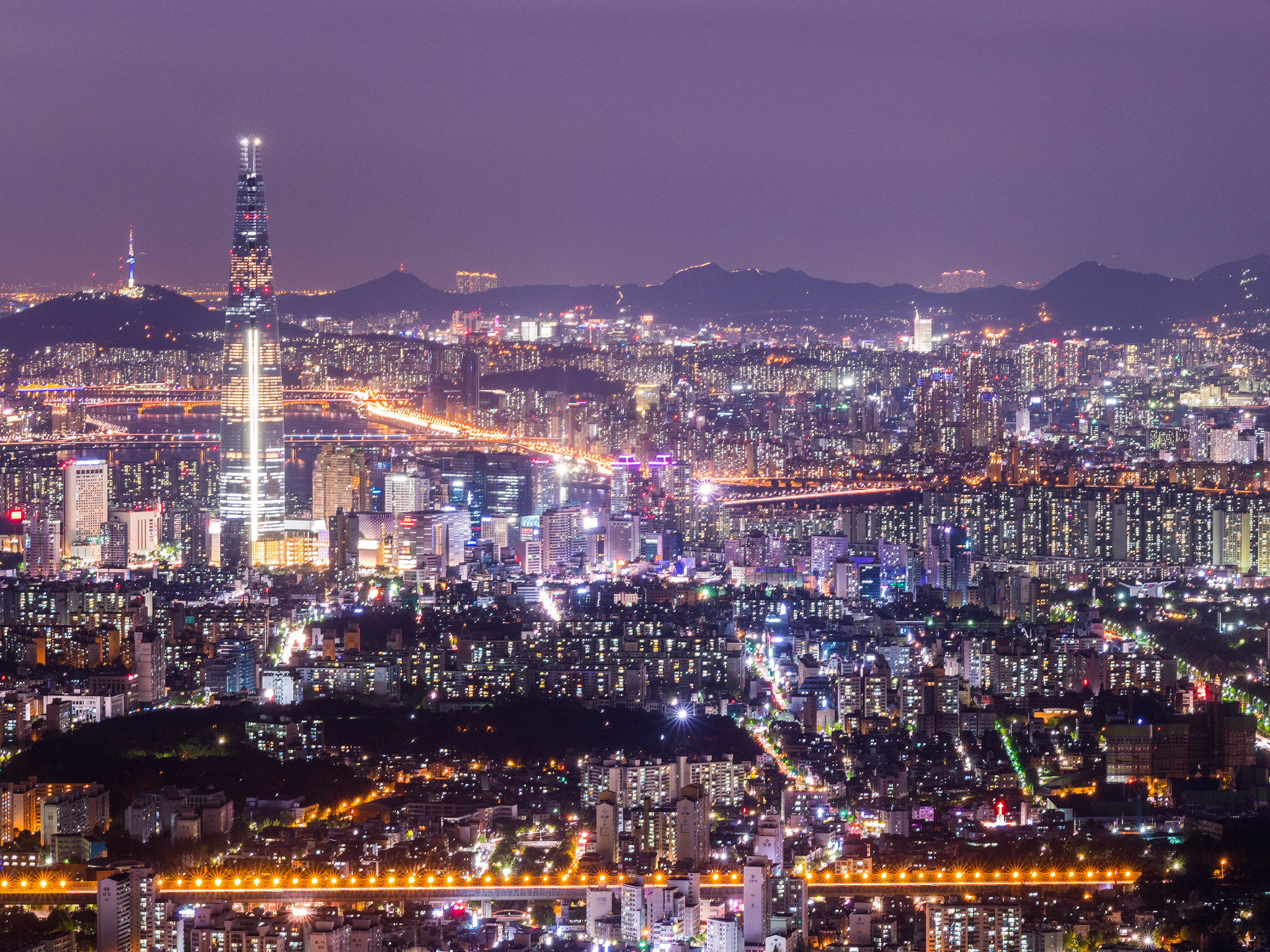
2016년 10월 3일
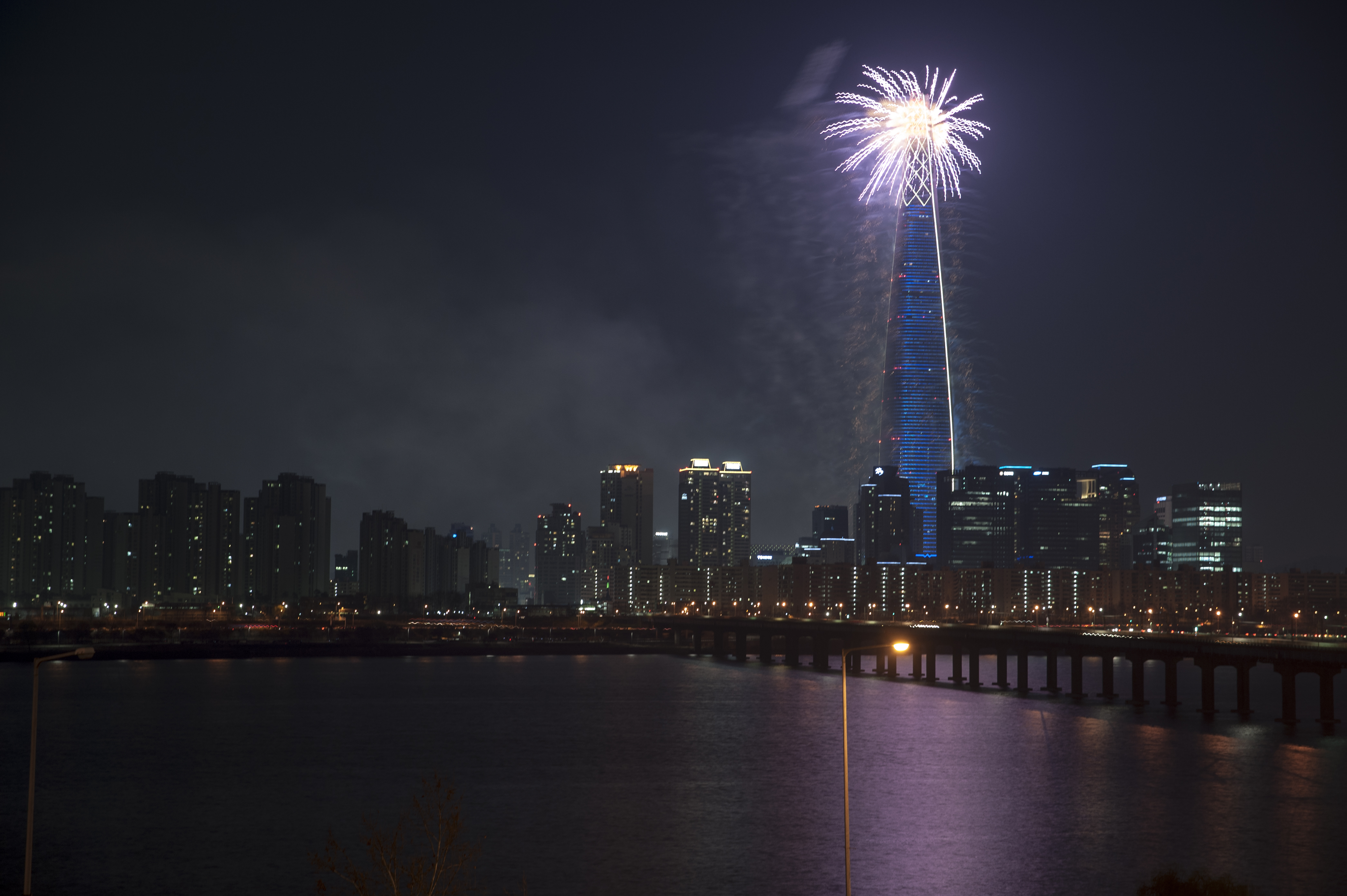
2017년 4월 2일
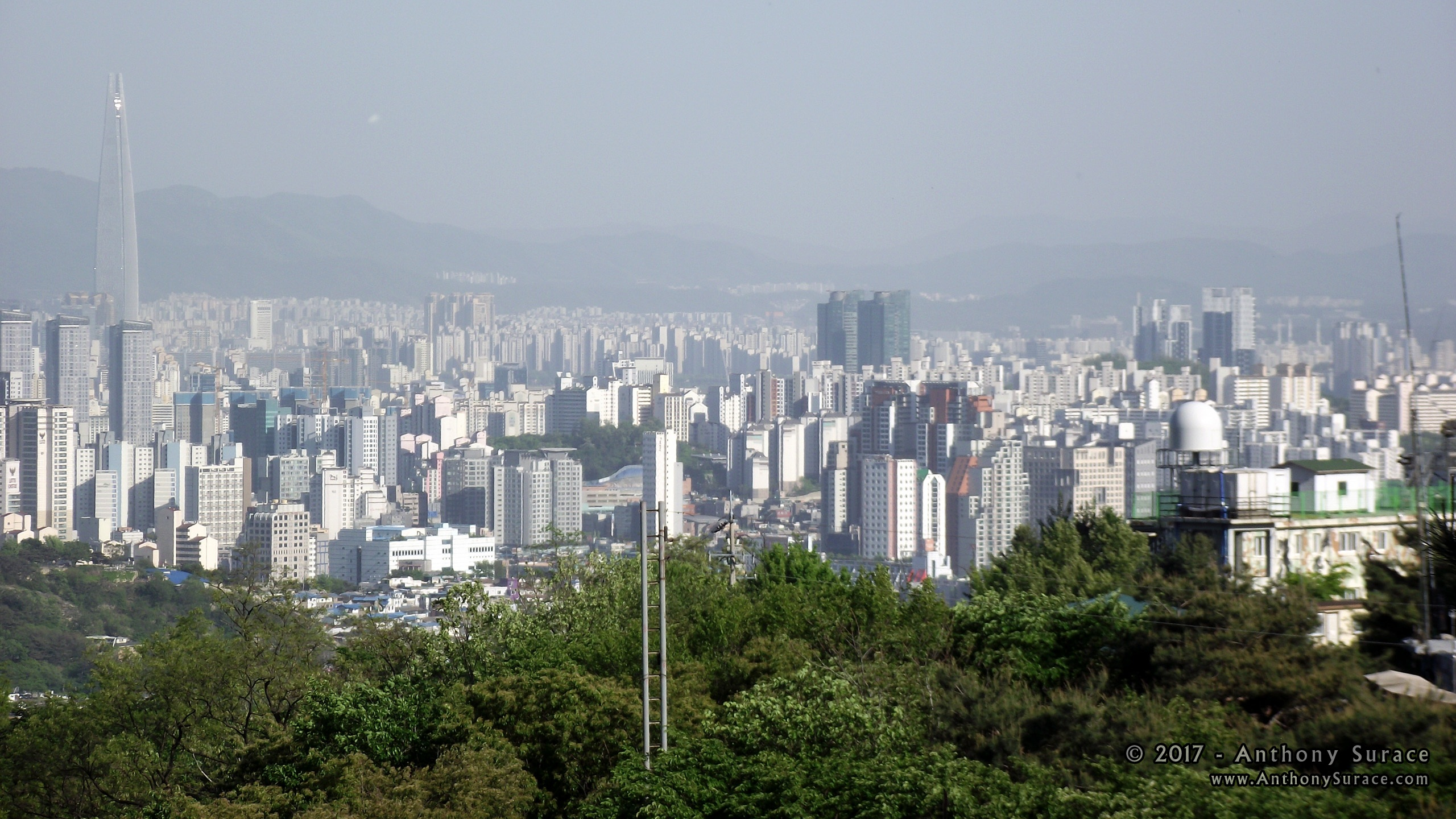
2017년 5월 7일
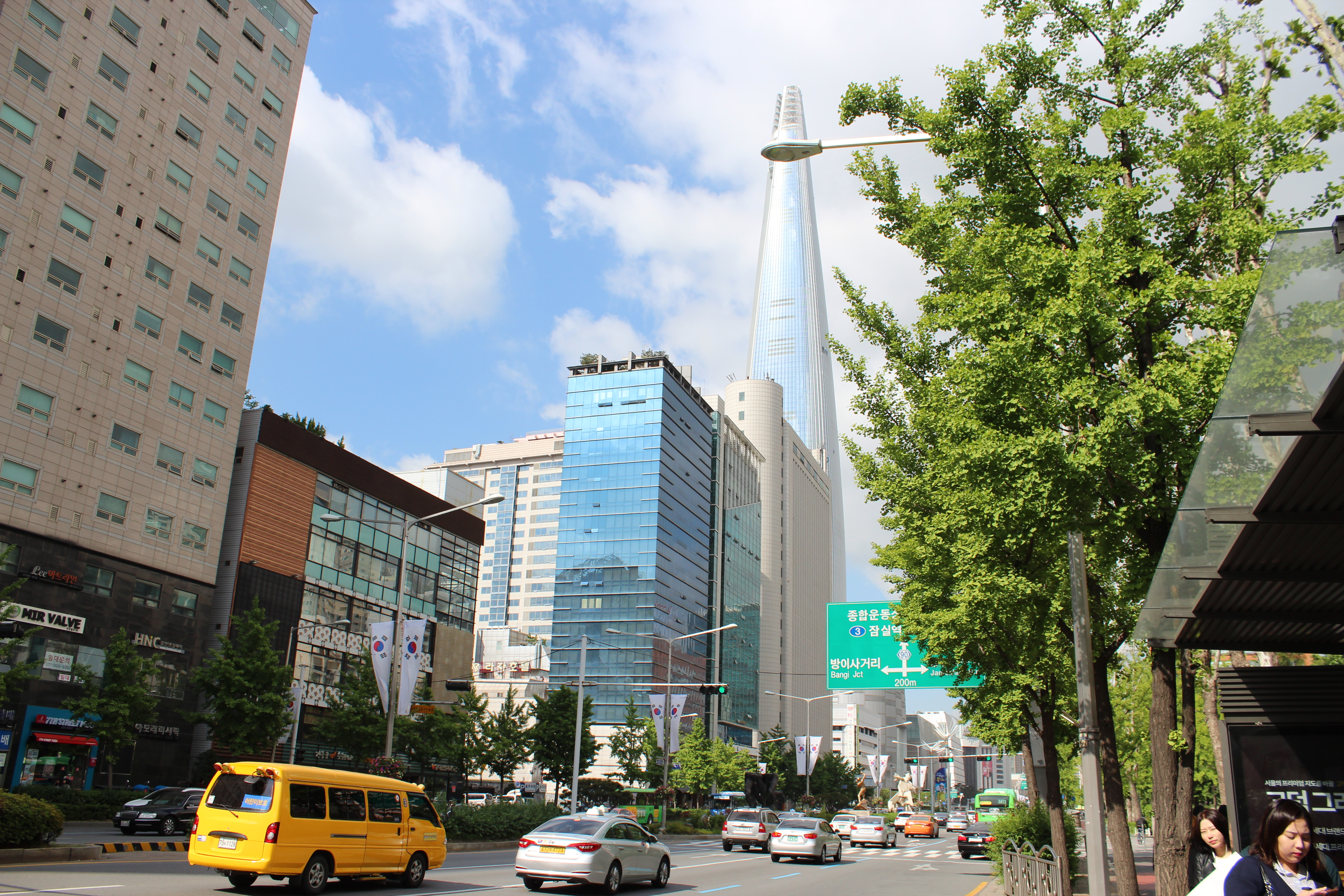
2017년 5월 15일
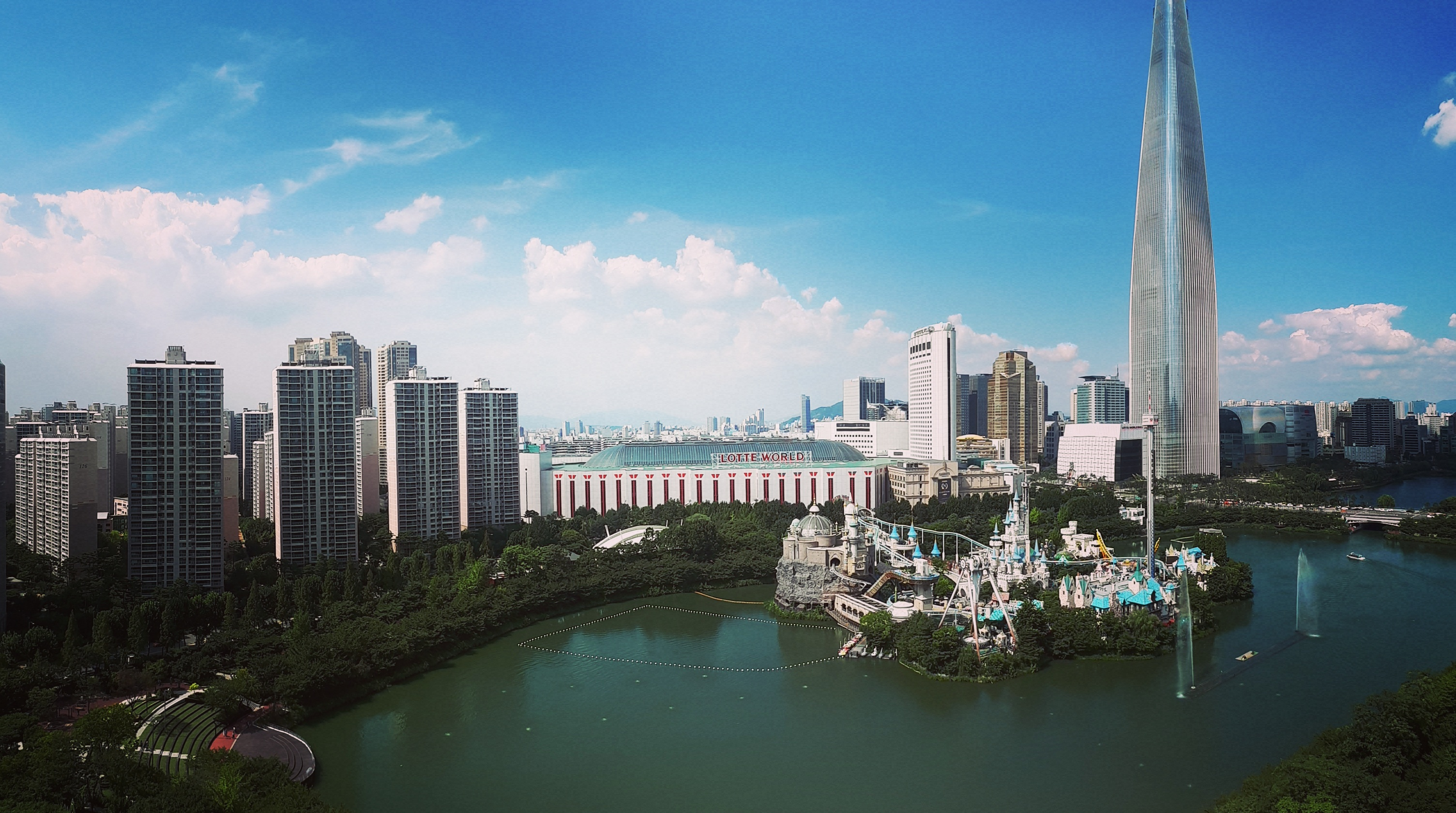
2017년 9월 2일
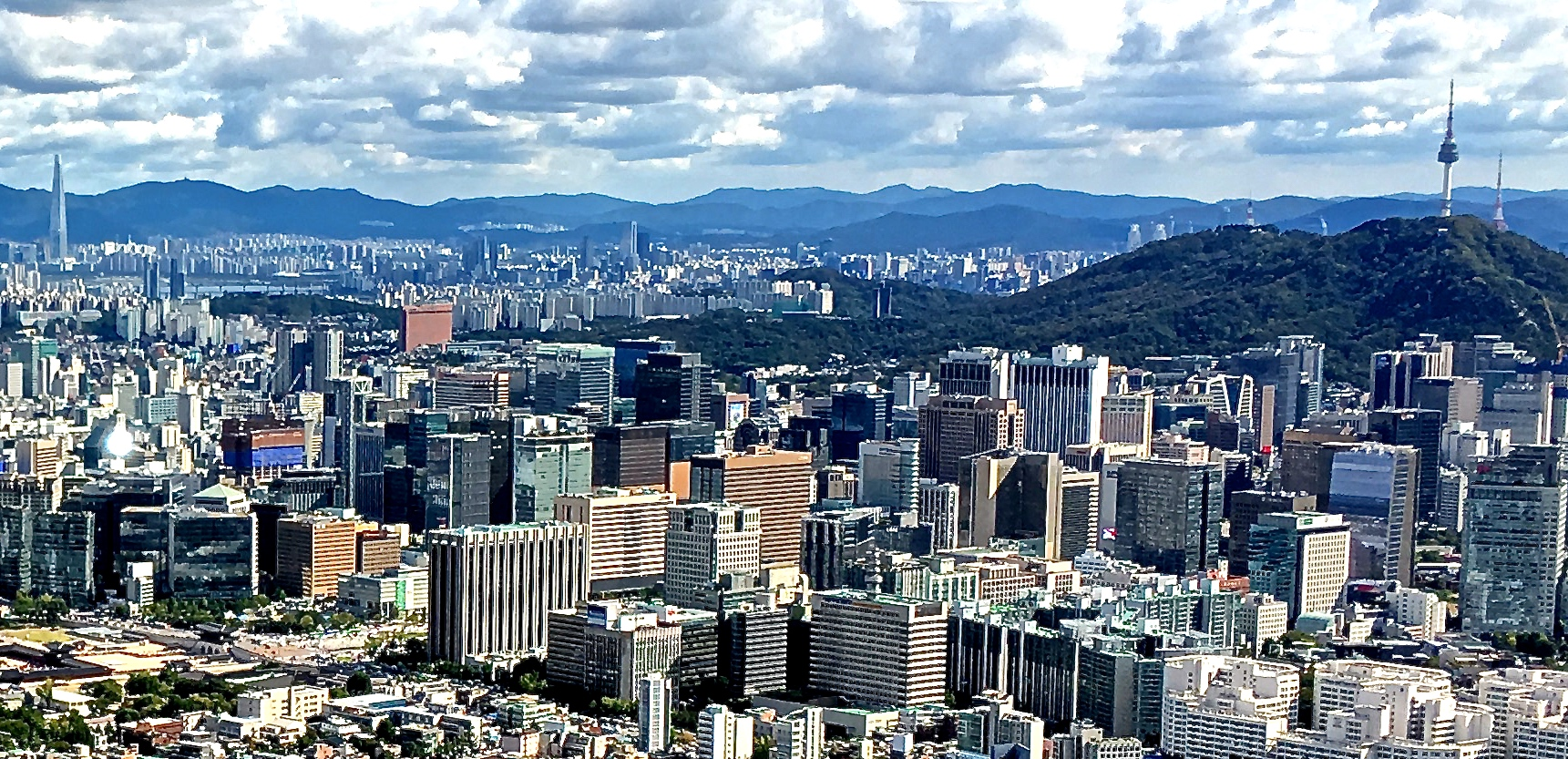
2017년 10월 7일
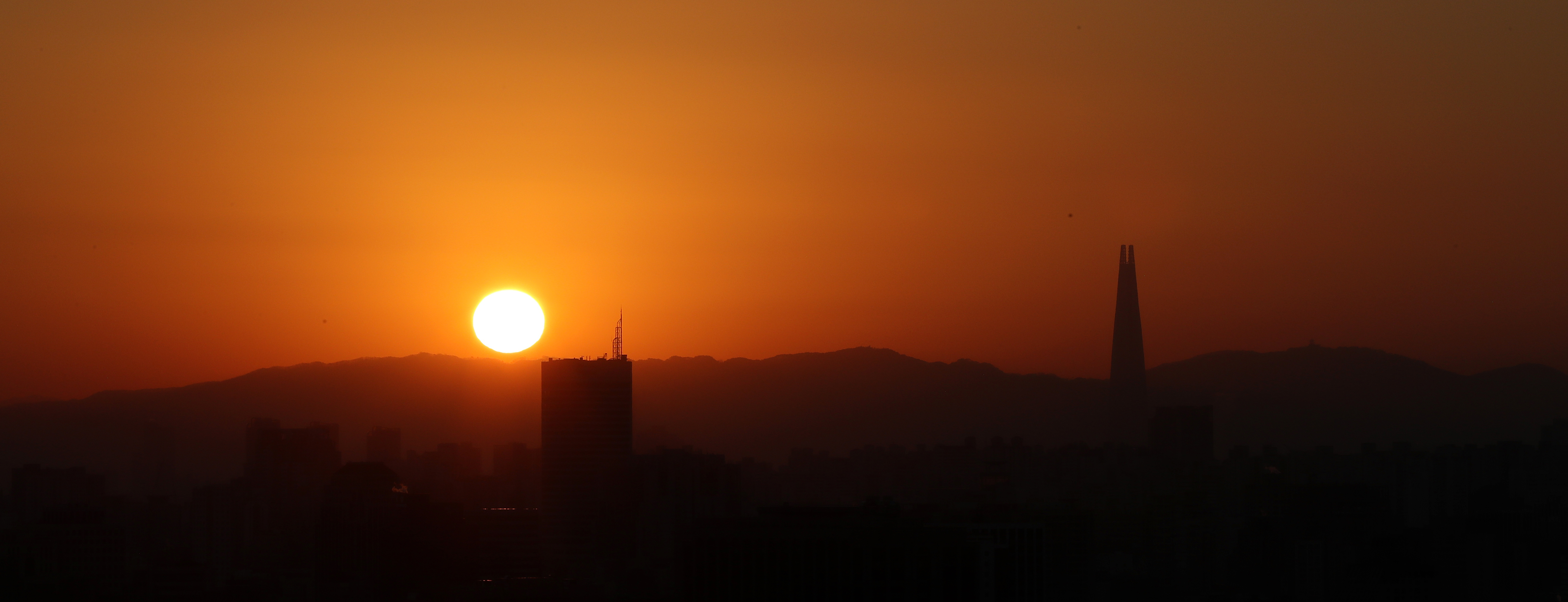
2018년 1월 1일
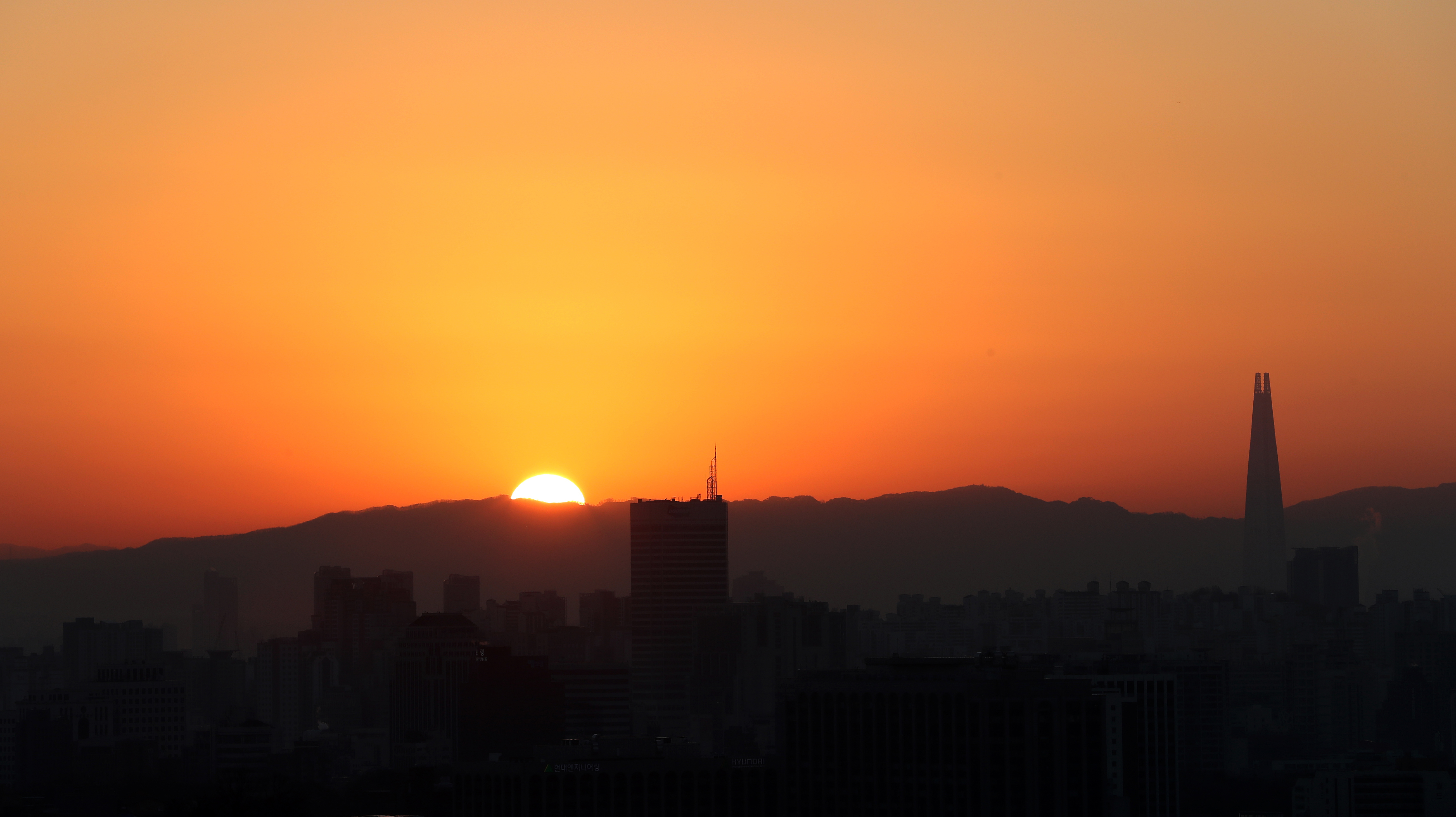
2018년 1월 1일
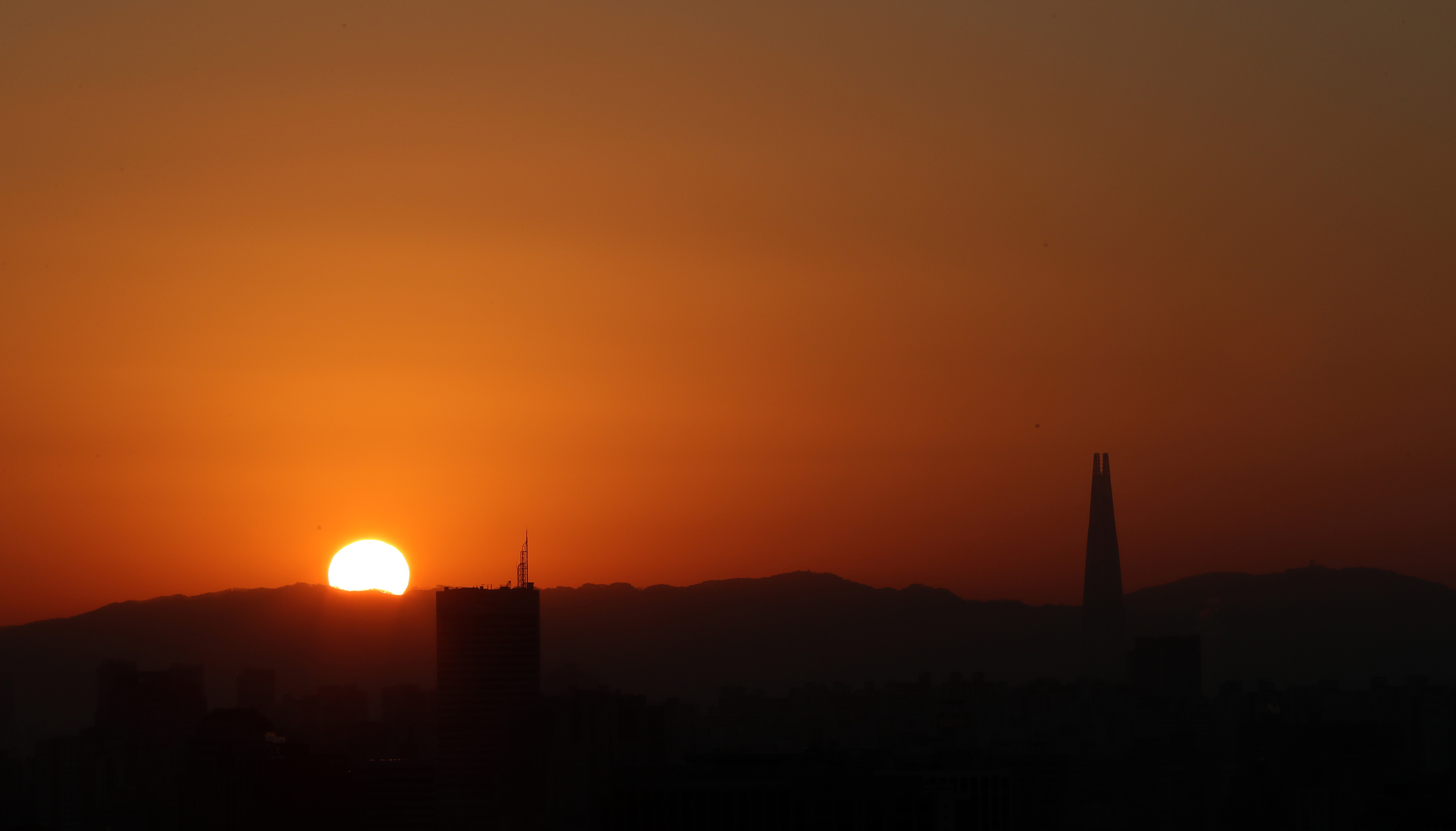
2018년 1월 1일
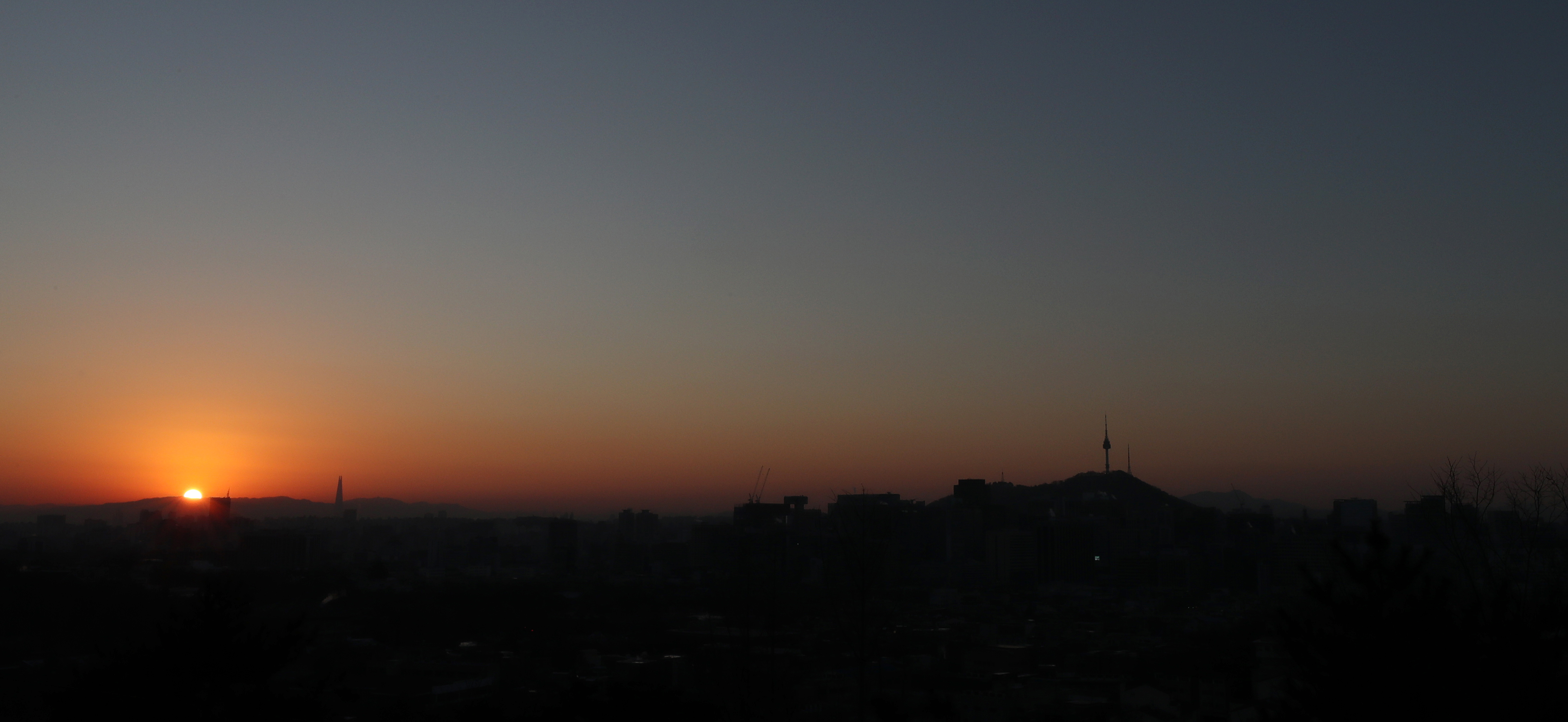
2018년 1월 1일
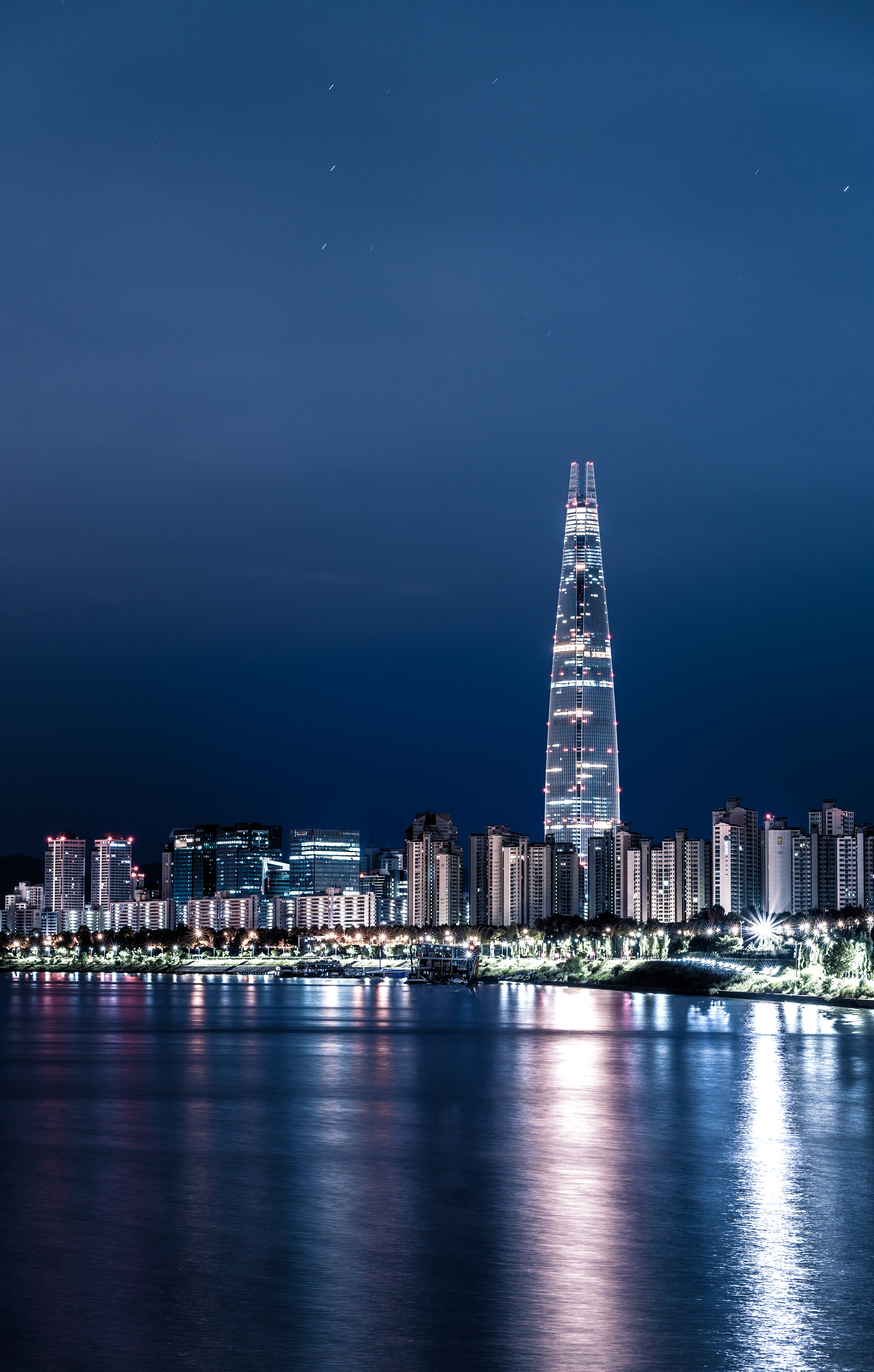
2018년 8월 7일
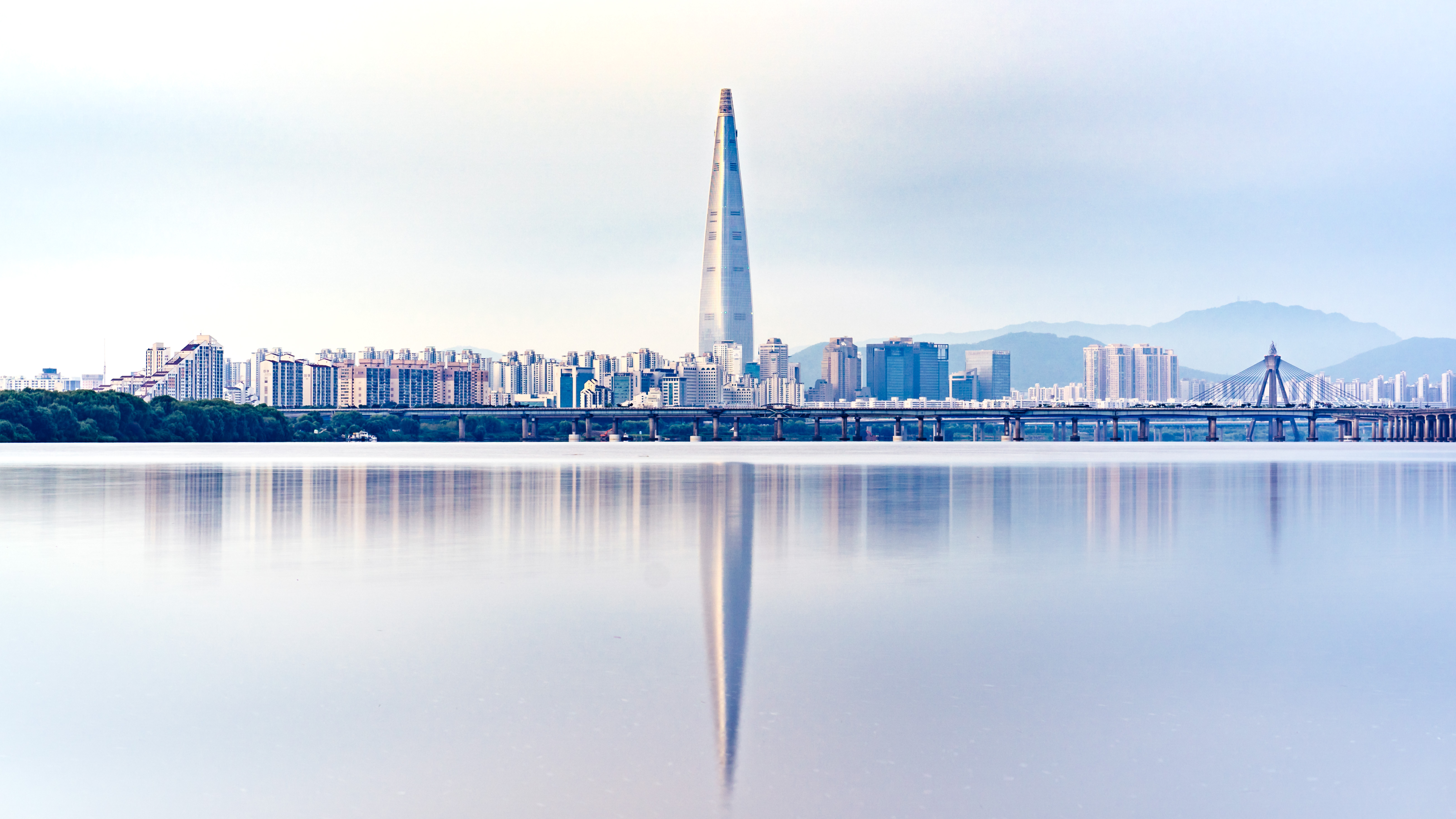
2018년 8월 14일
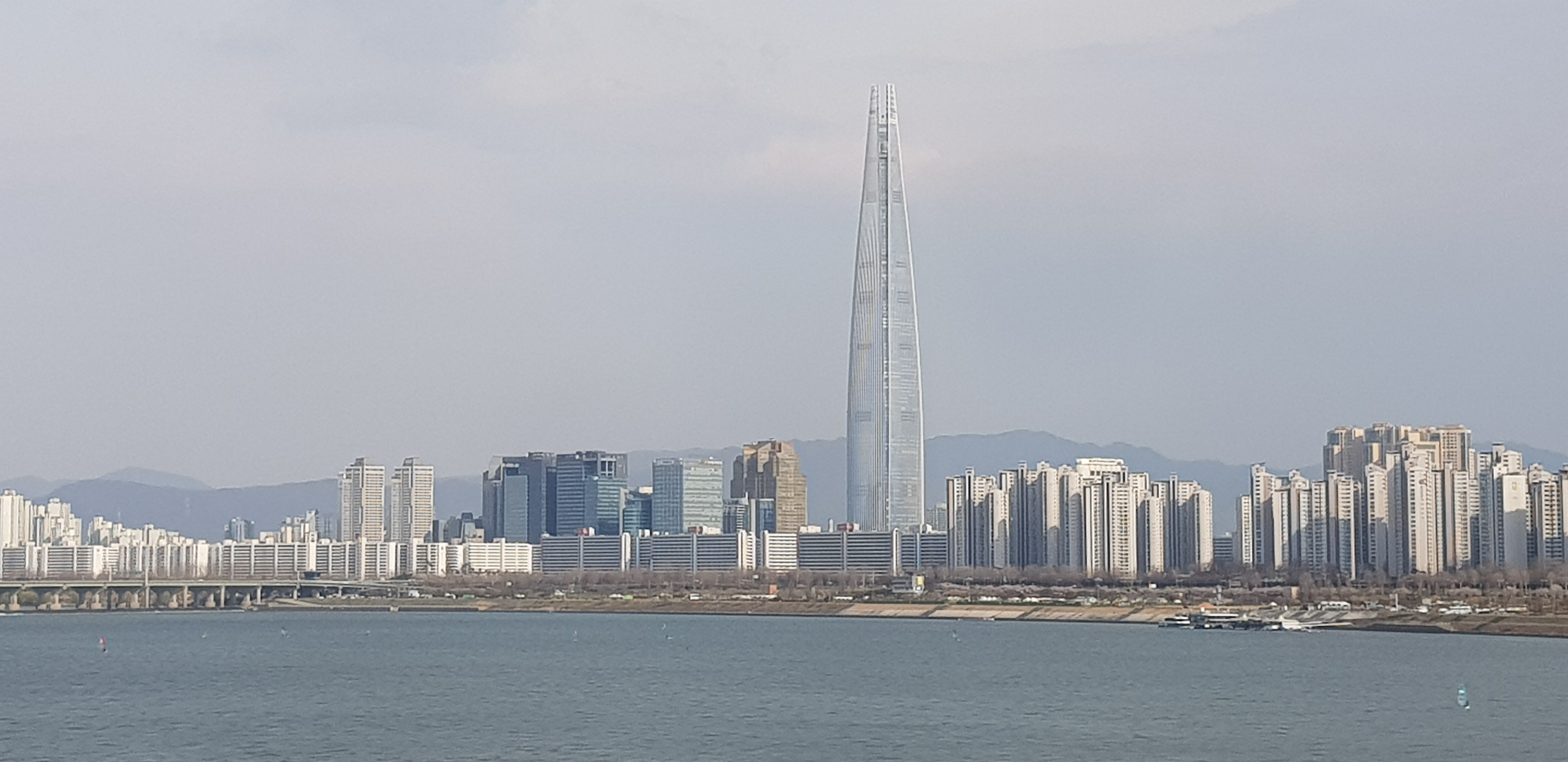
2019년 4월 11일
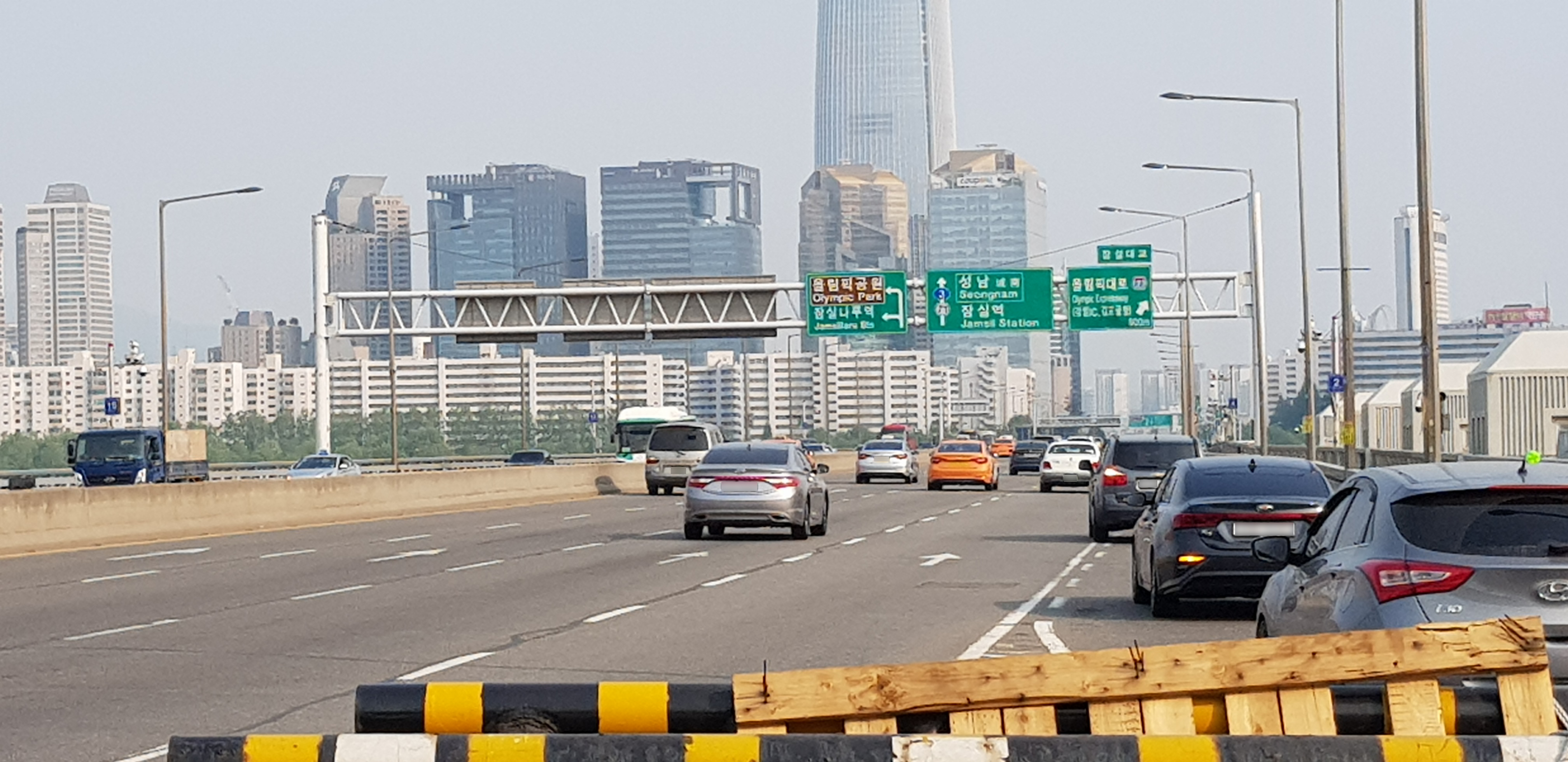
2019년 5월 12일
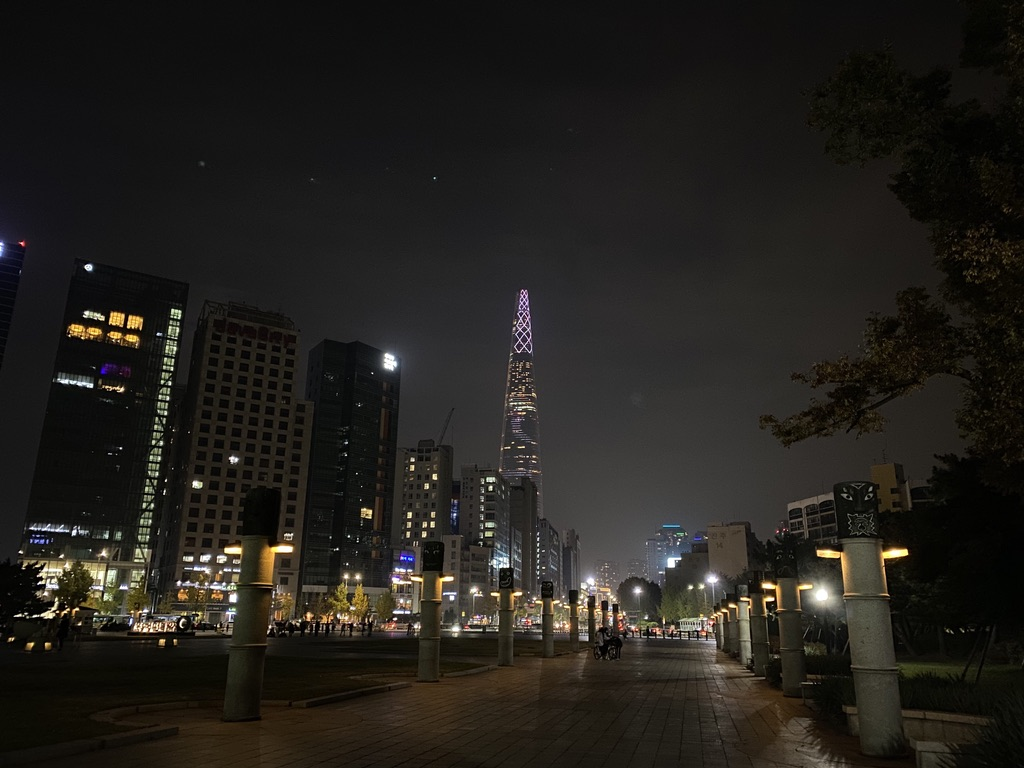
2019년 11월 2일
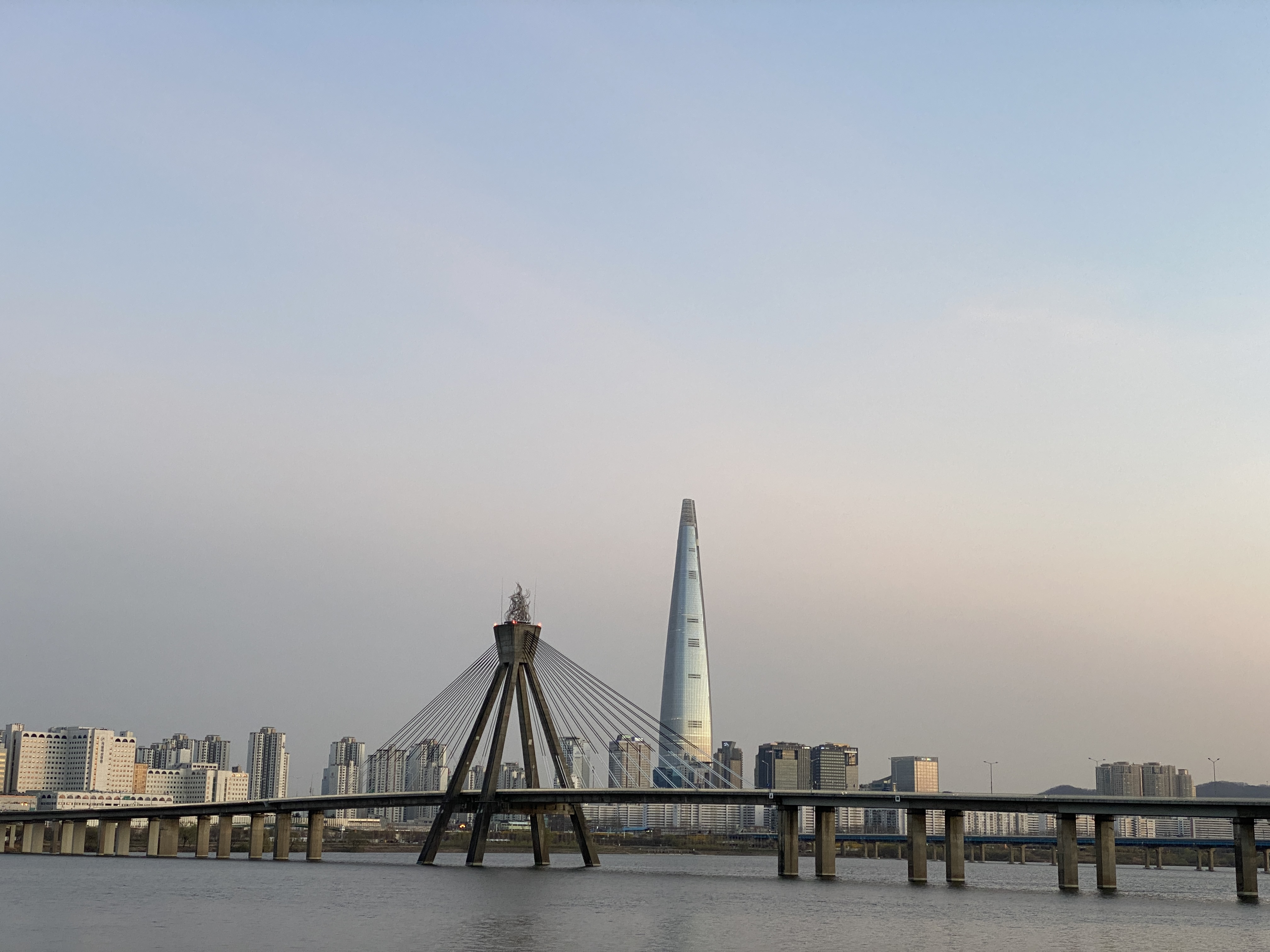
2020년 3월 28일
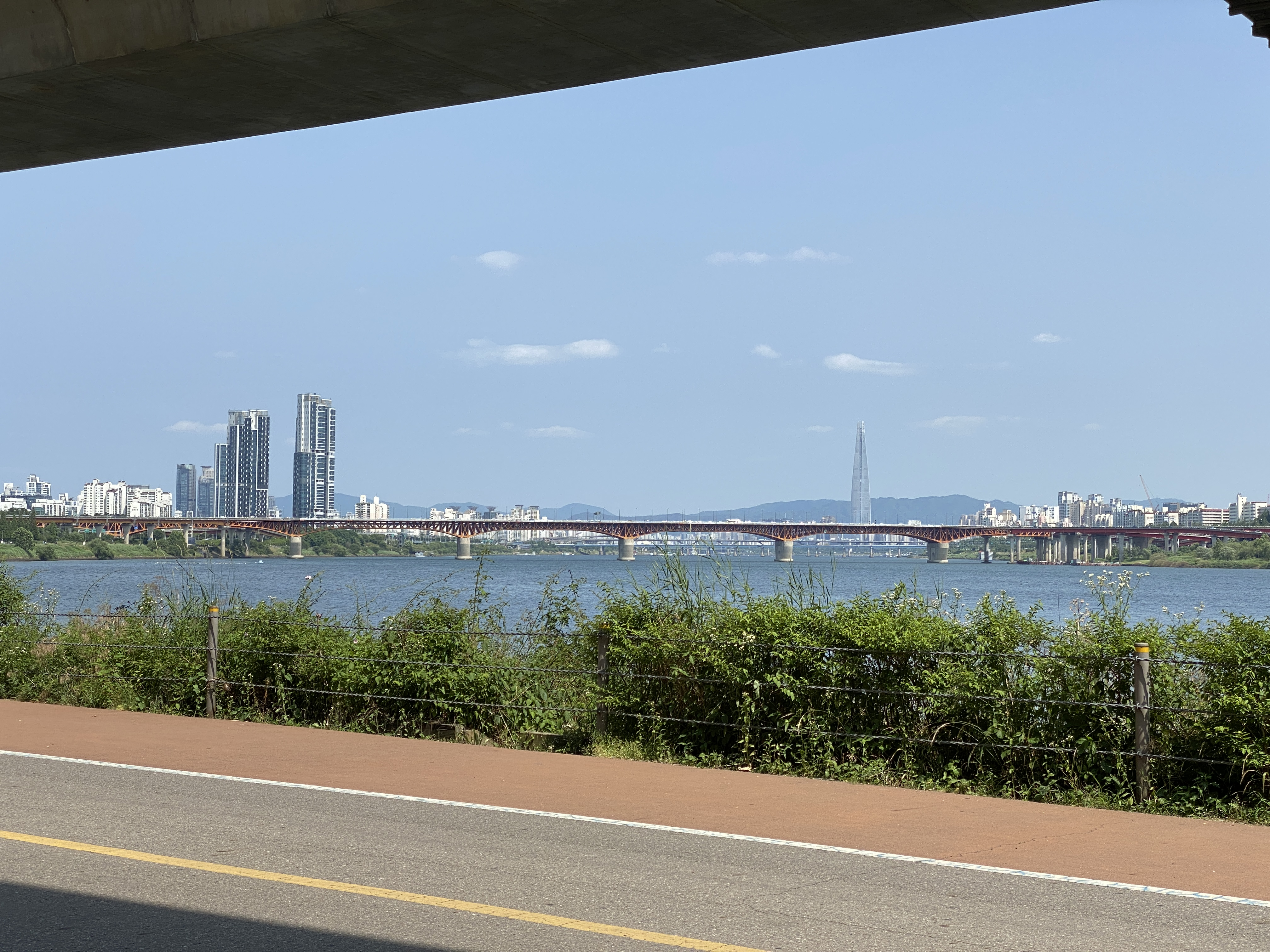
2020년 6월 14일
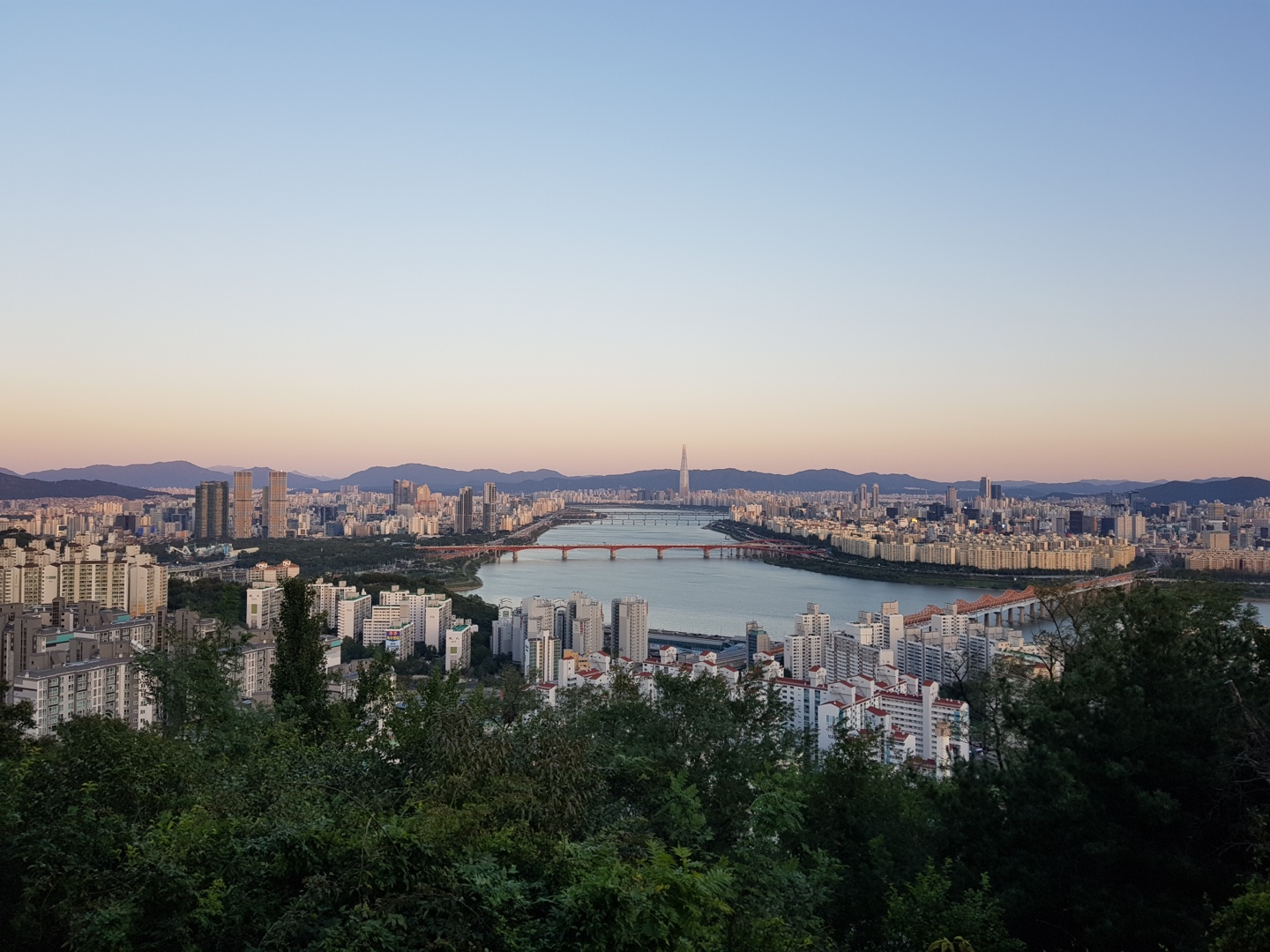
2020년 10월 16일
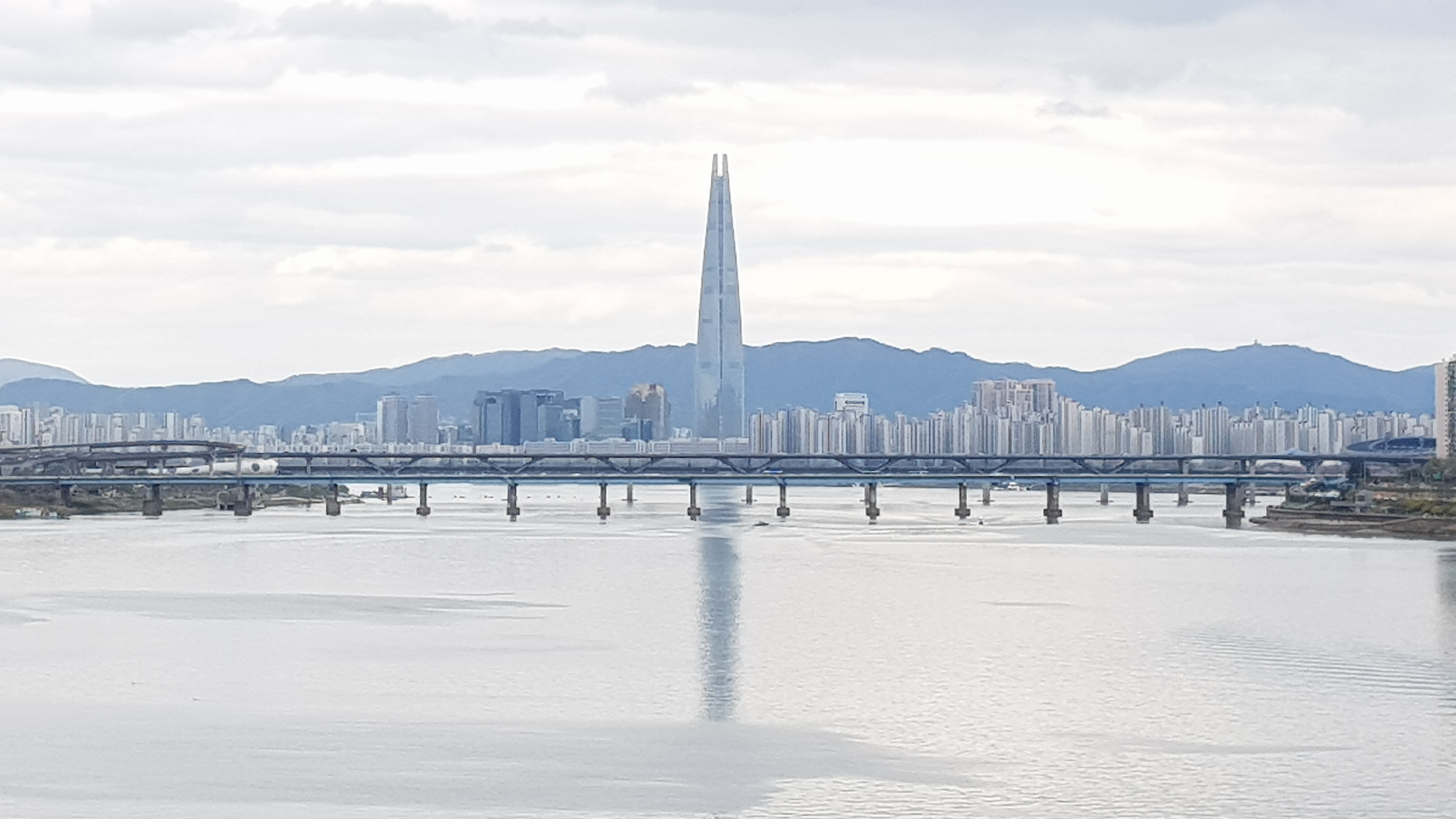
2021년 4월 4일
2021년 6월 27일
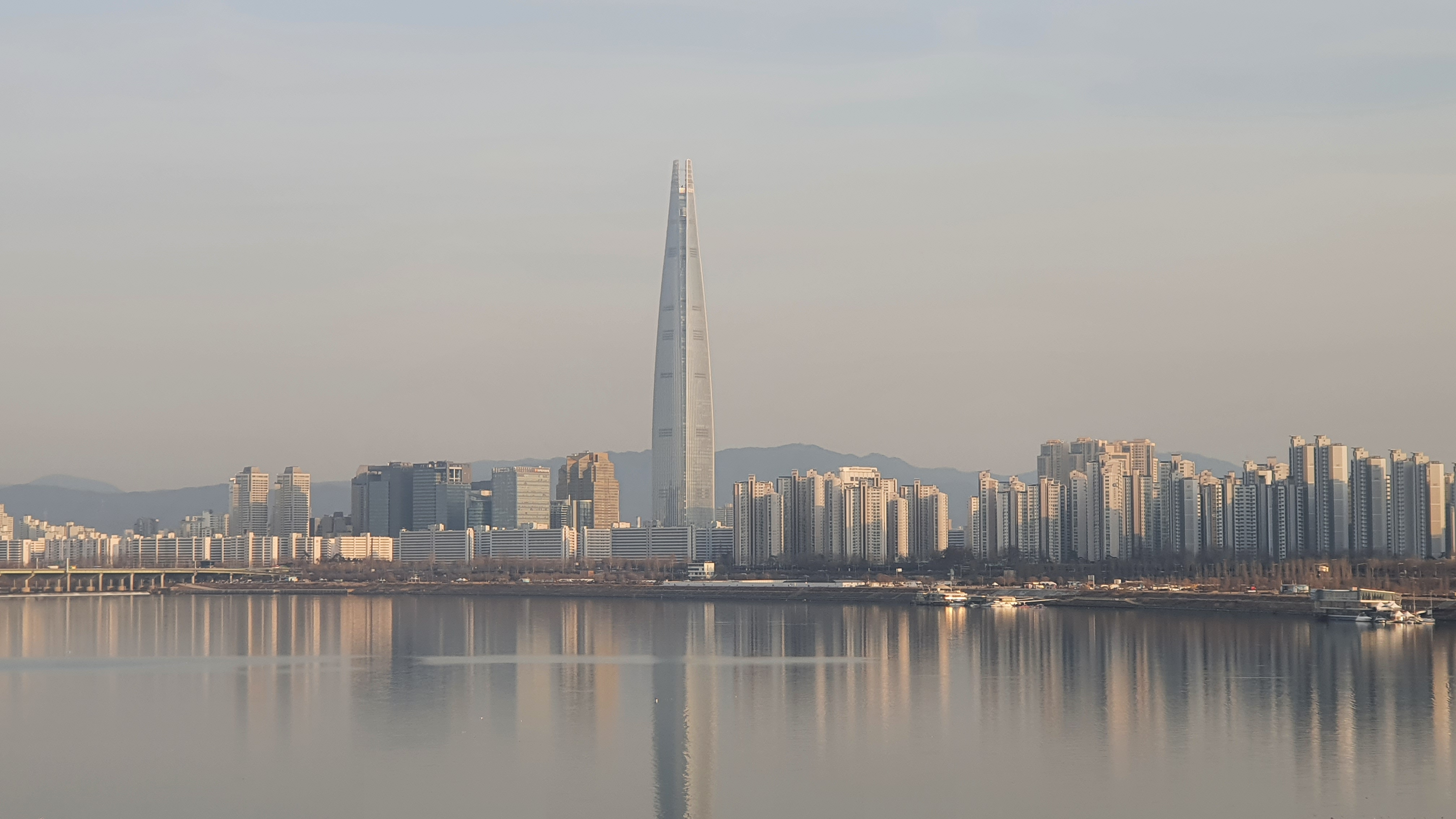
2022년 2월 9일
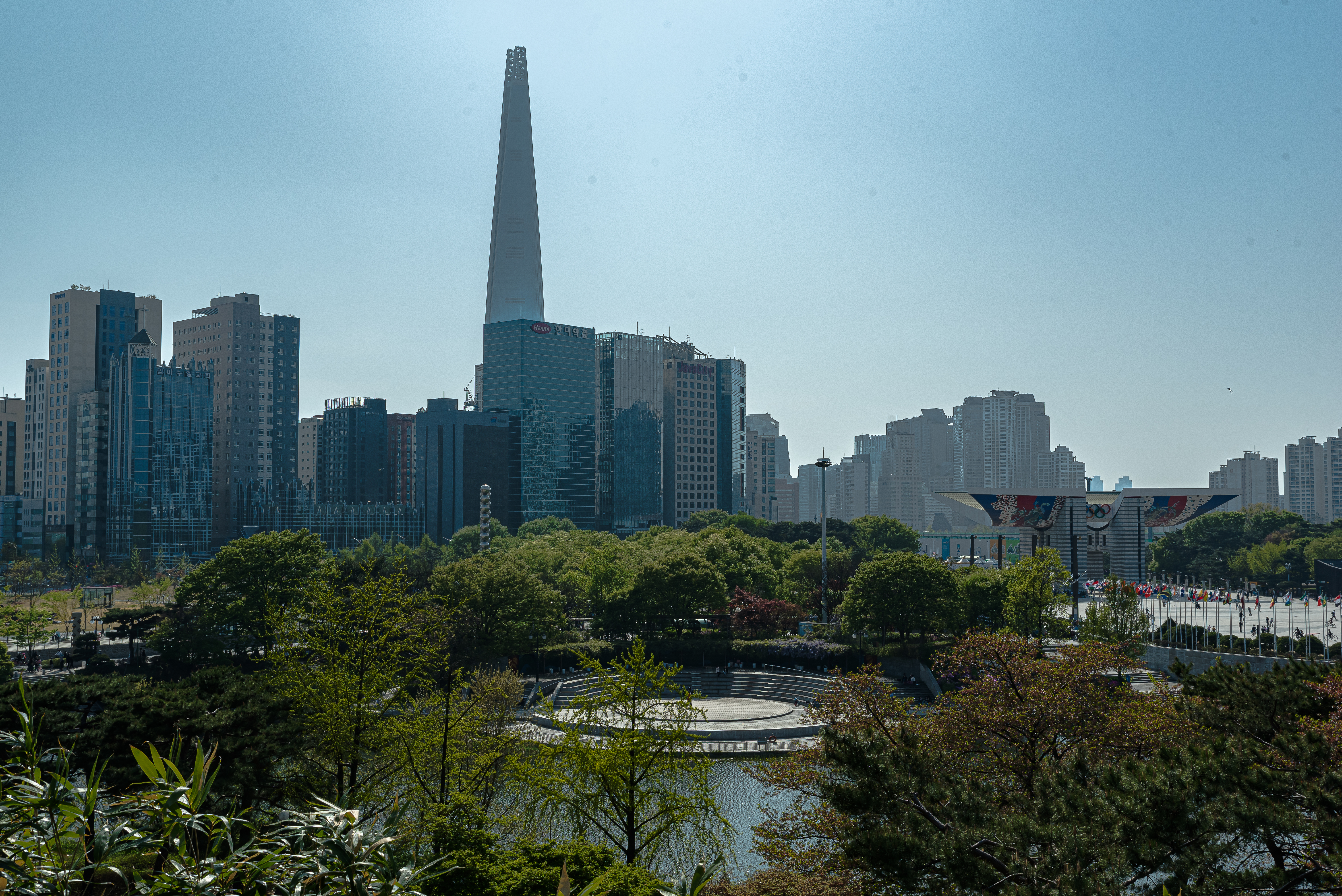
2022년 4월 17일
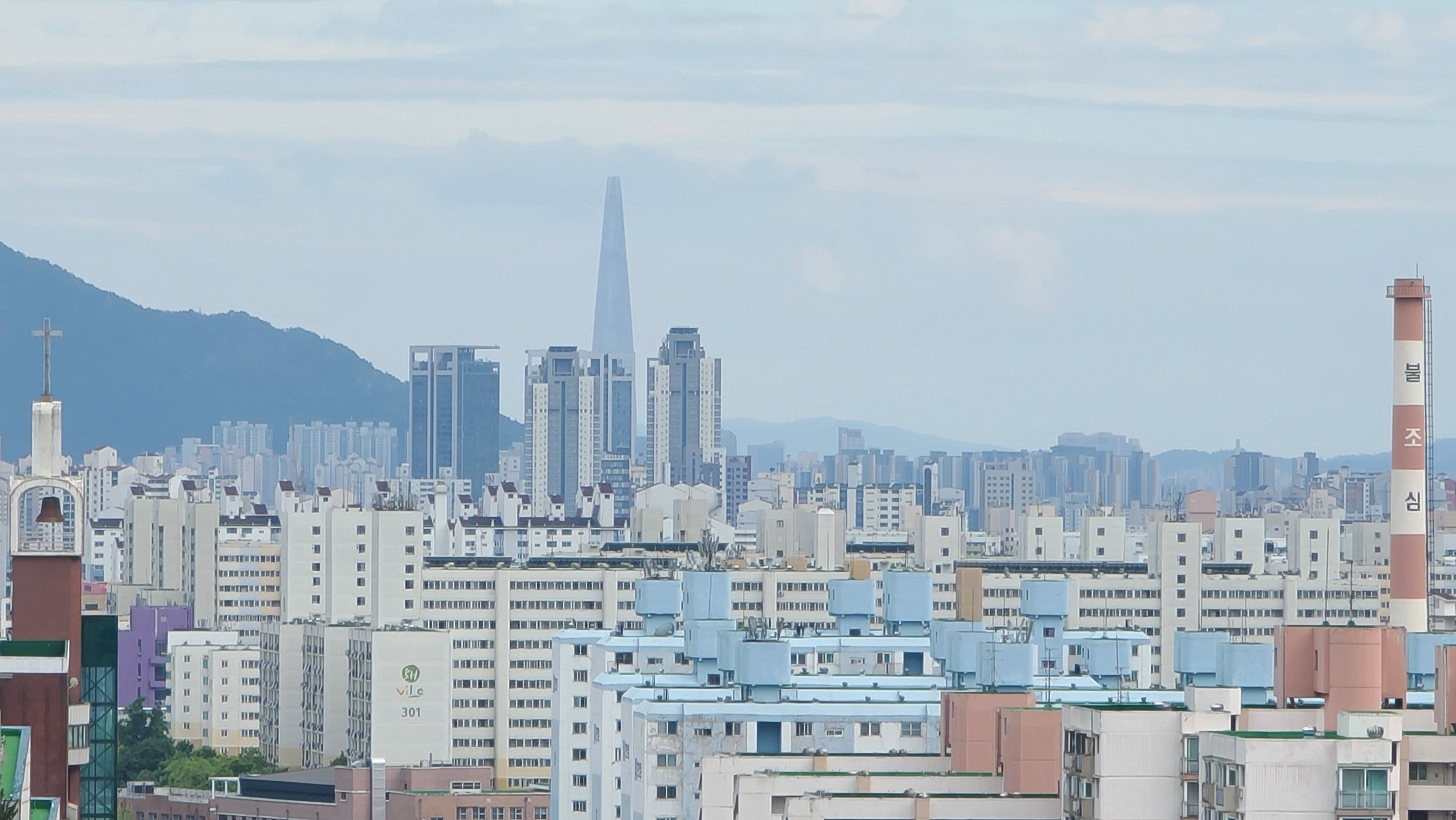
2022년 8월 1일
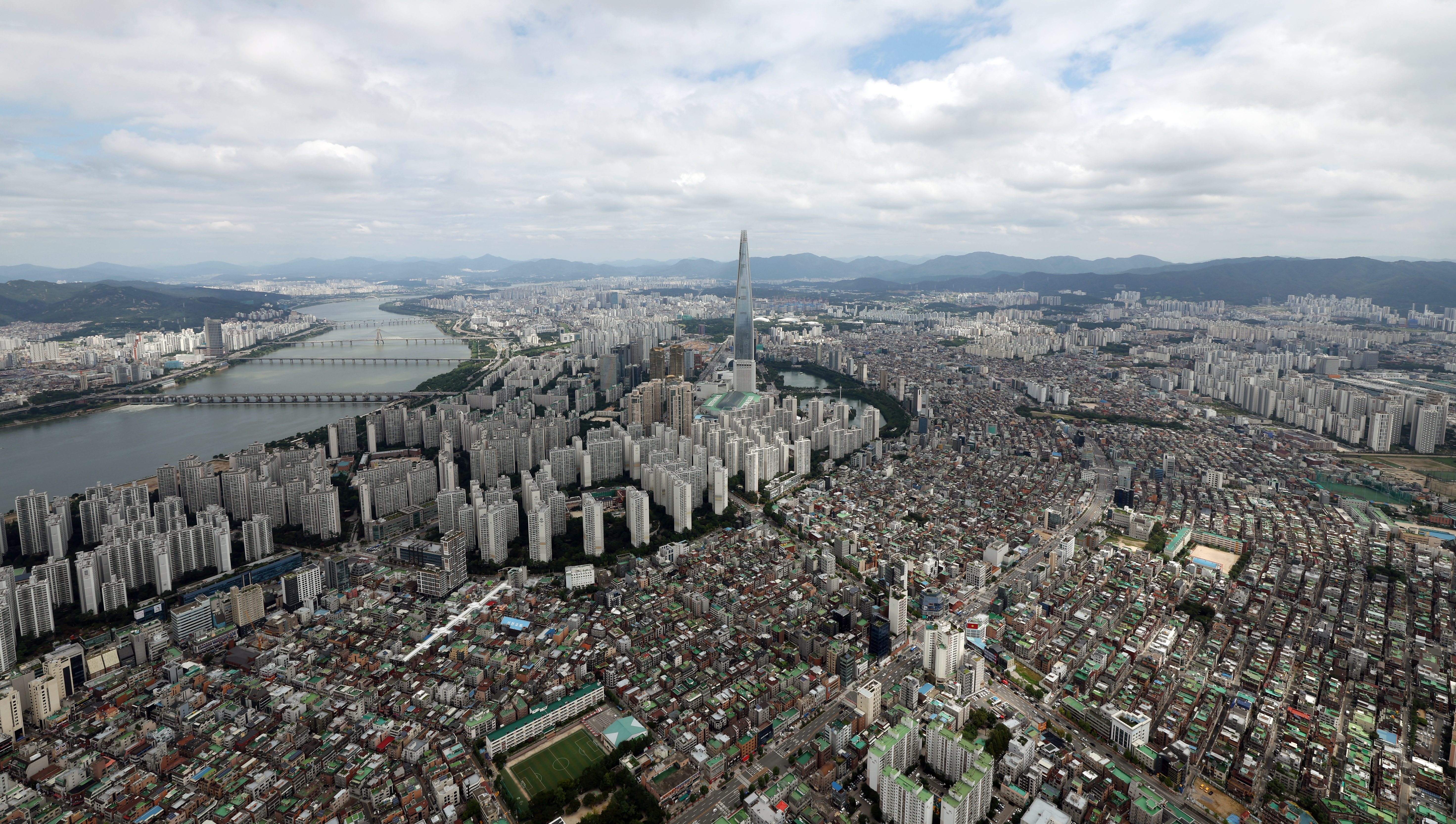
2022년 8월 24일
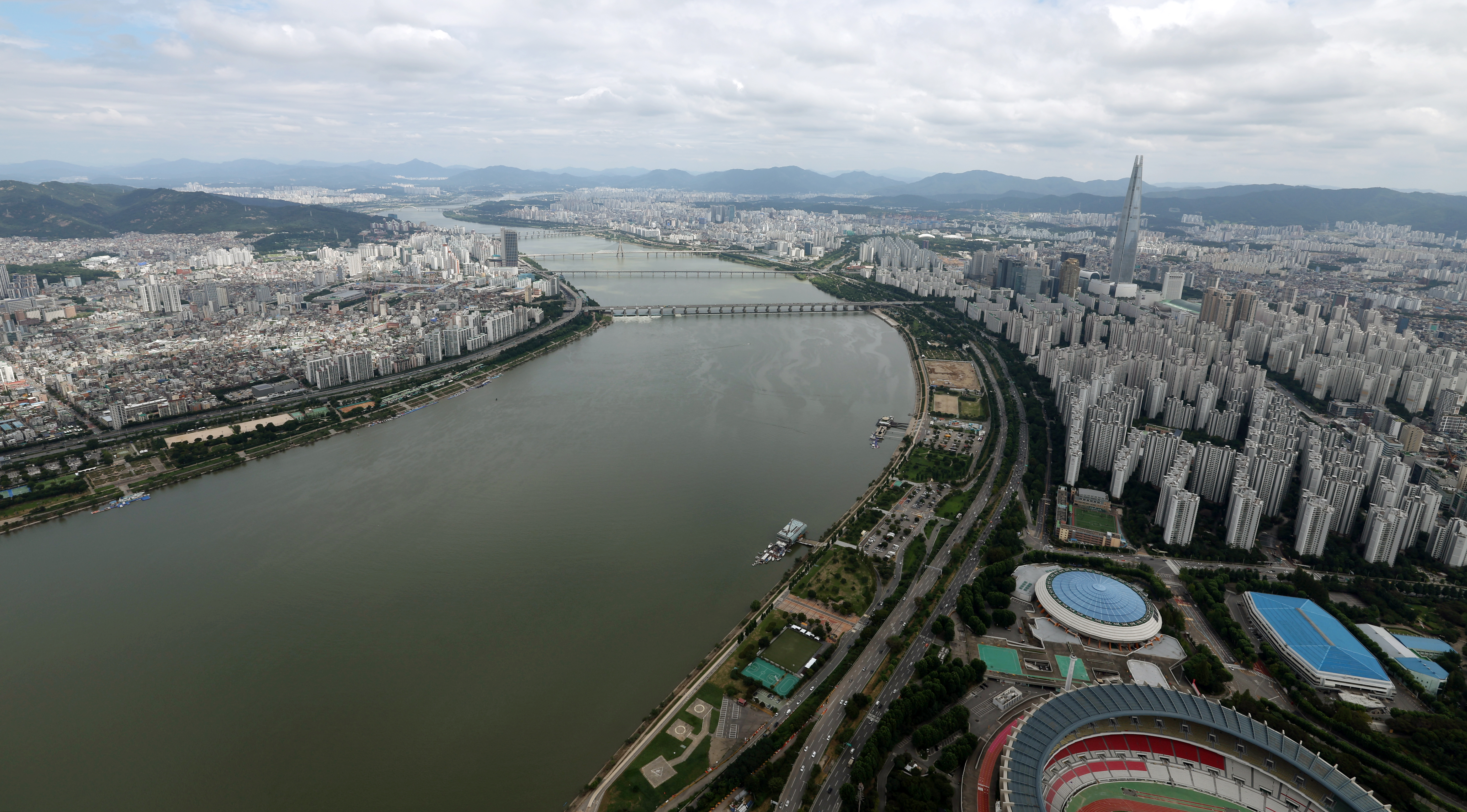
2022년 8월 24일
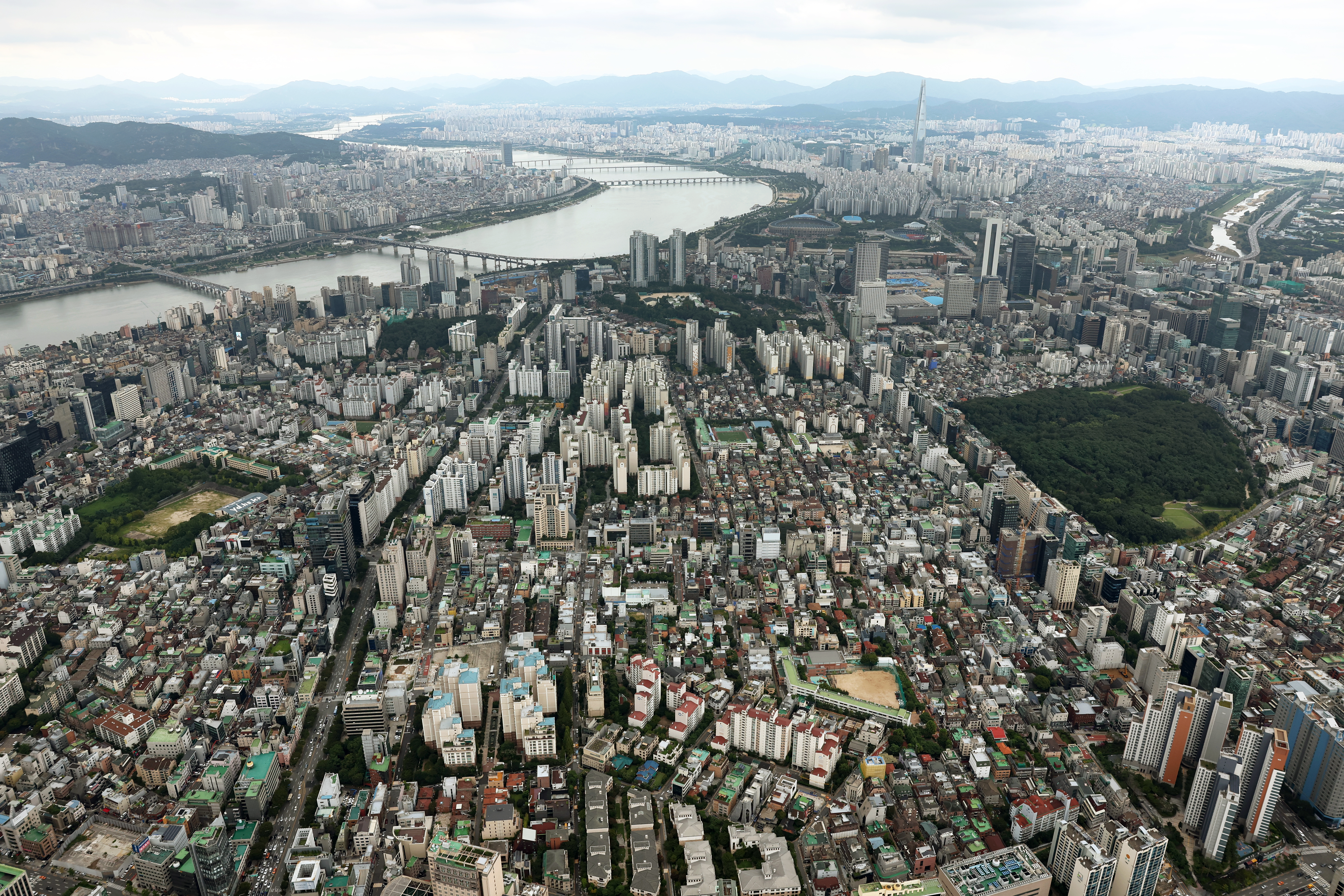
2022년 8월 24일
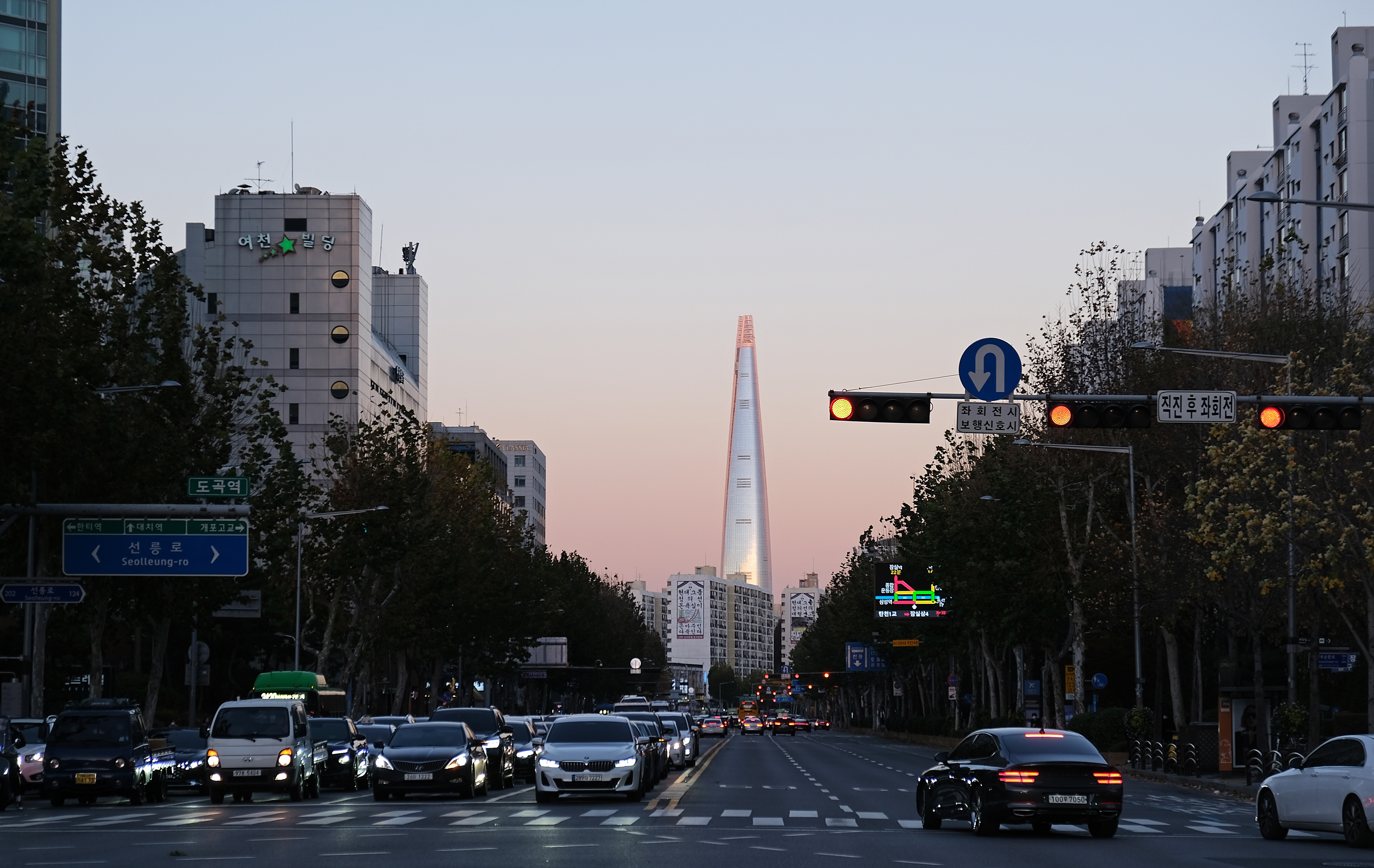
2022년 11월 26일
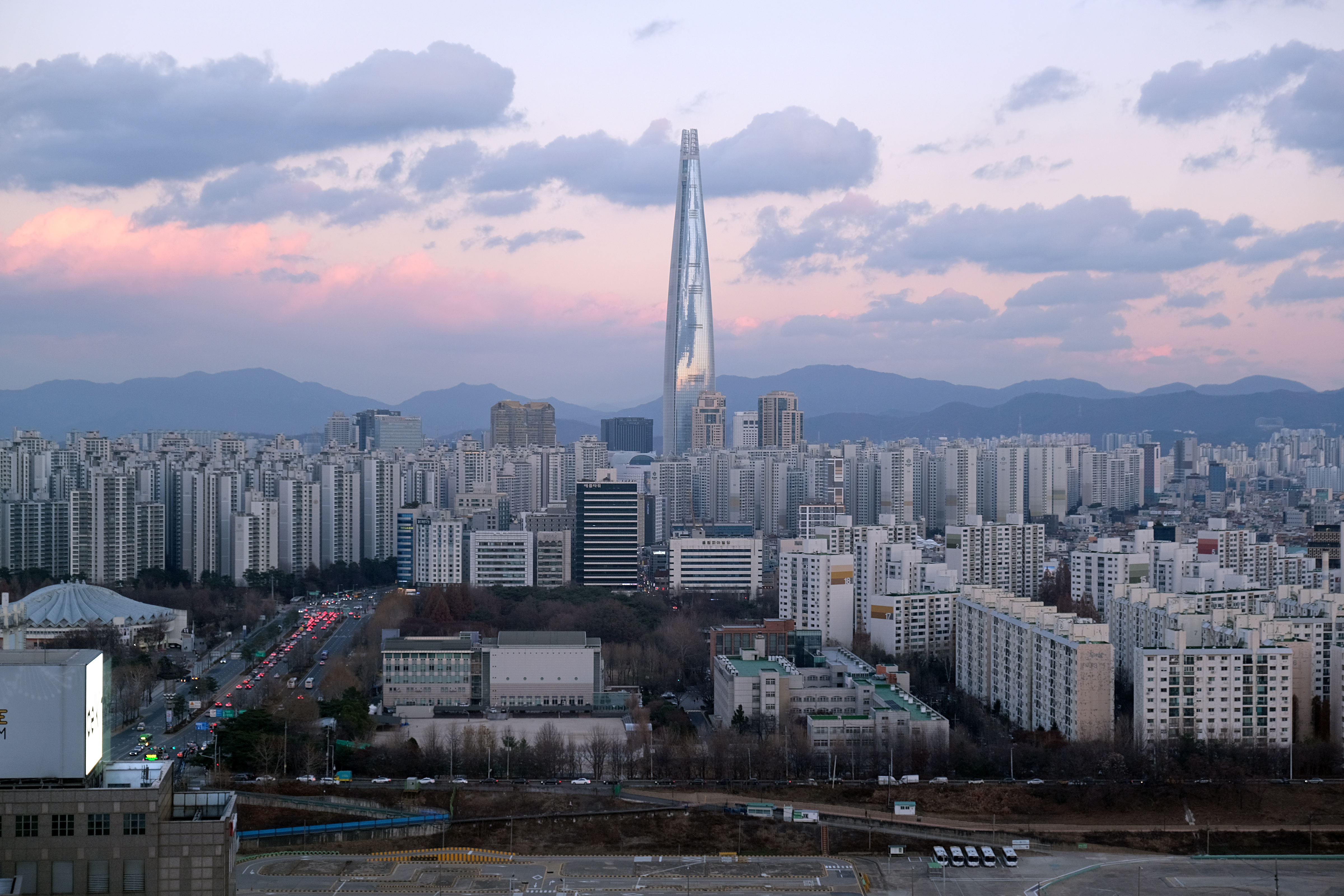
2022년 12월 6일
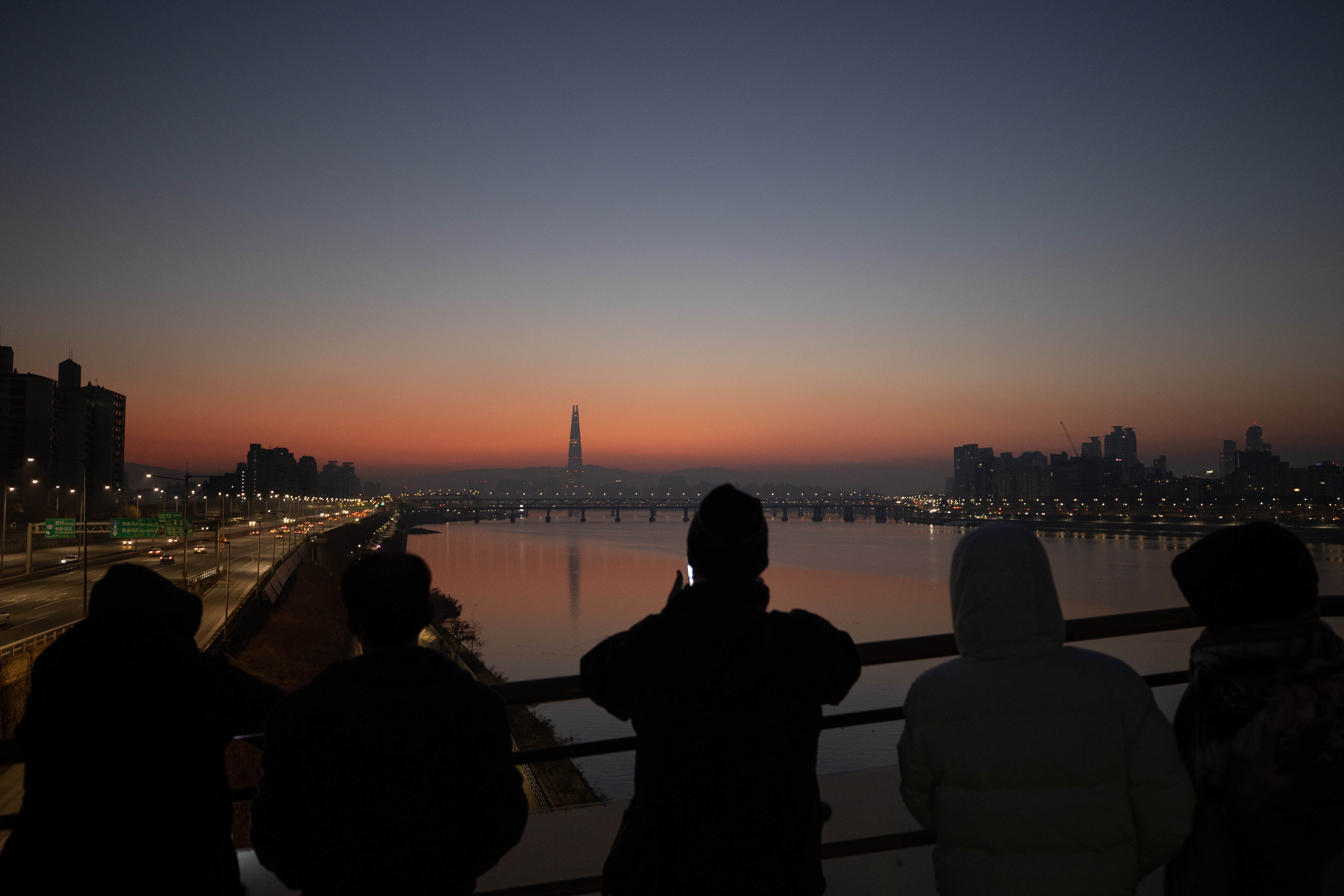
2023년 1월 1일
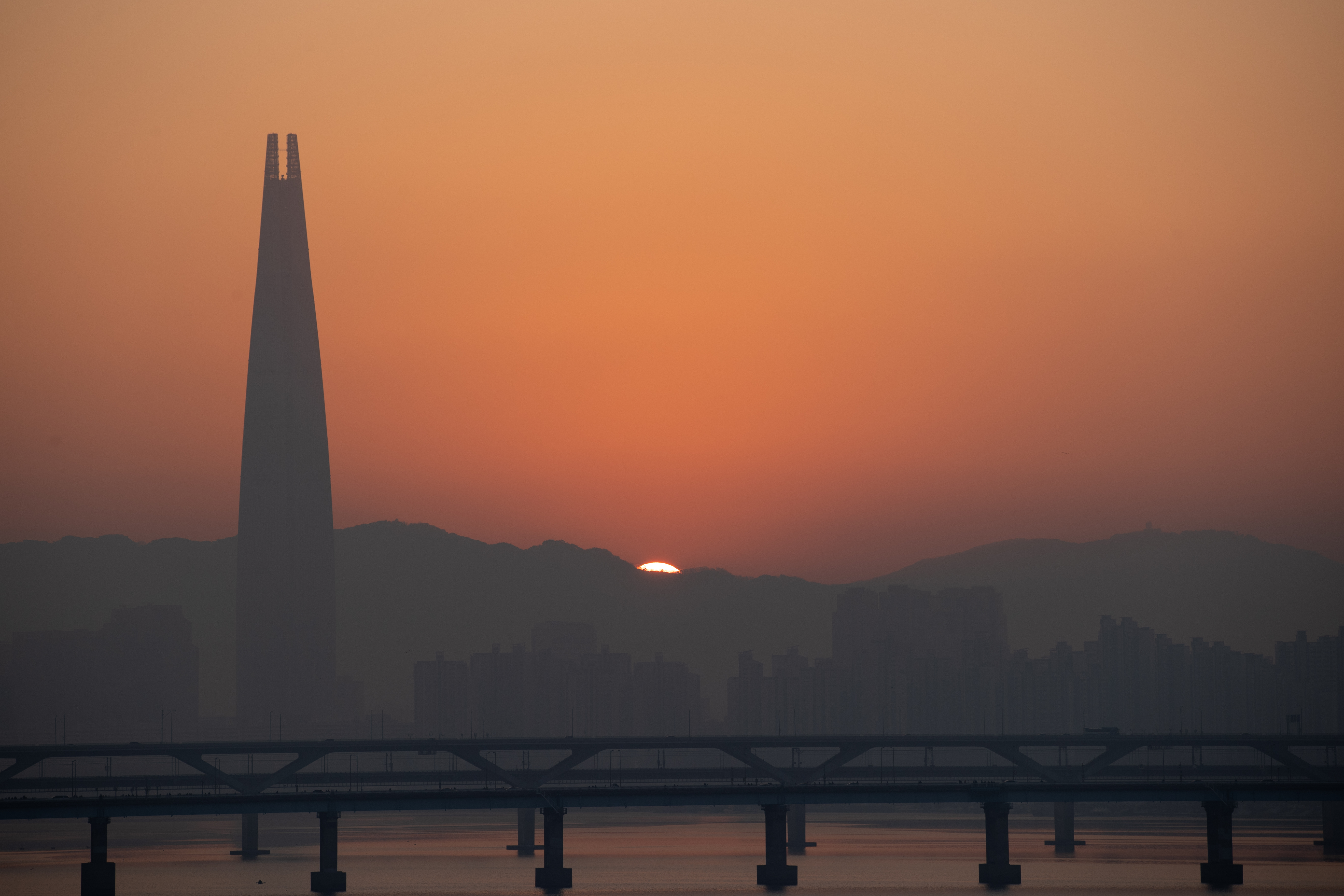
2023년 1월 1일
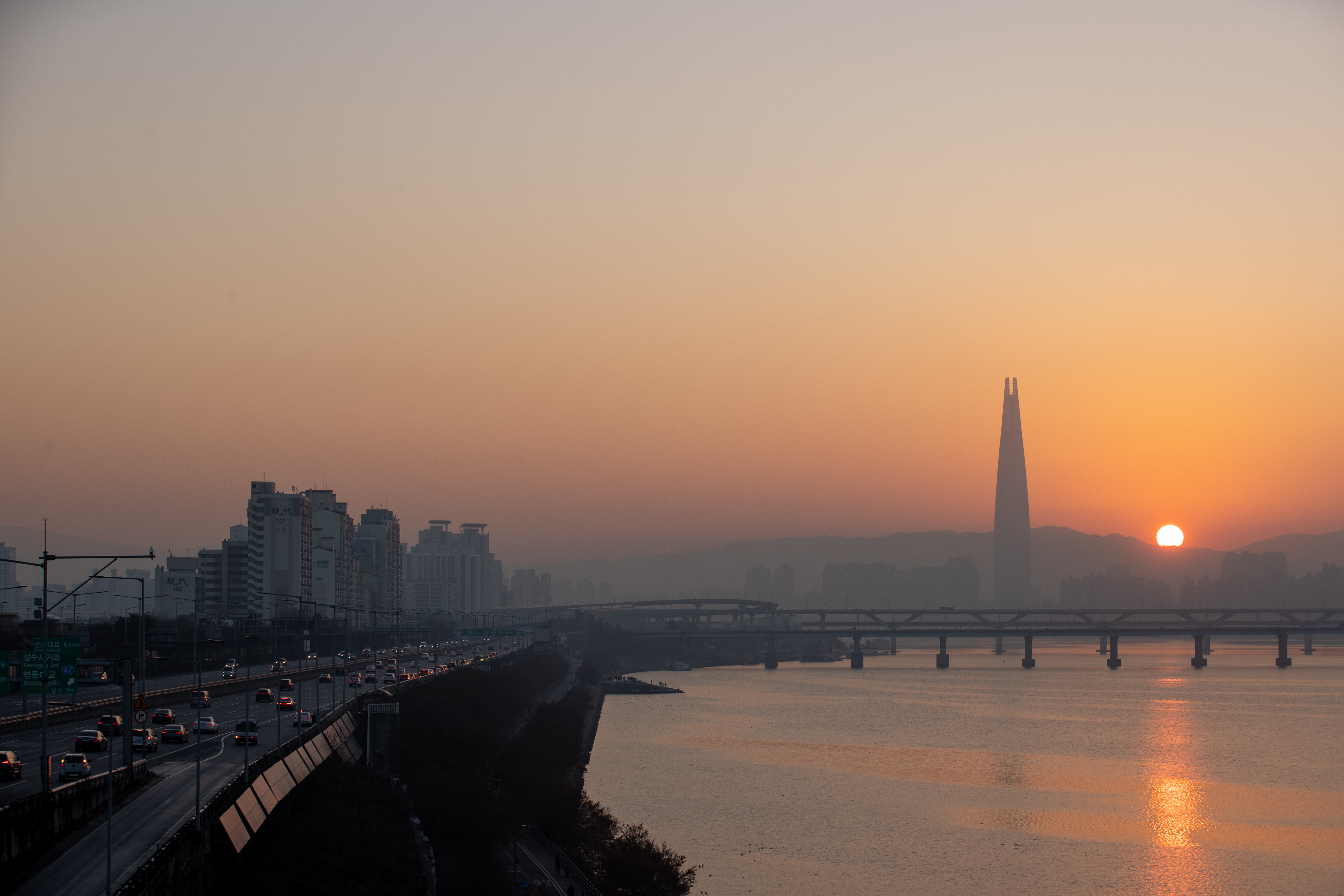
2023년 1월 1일
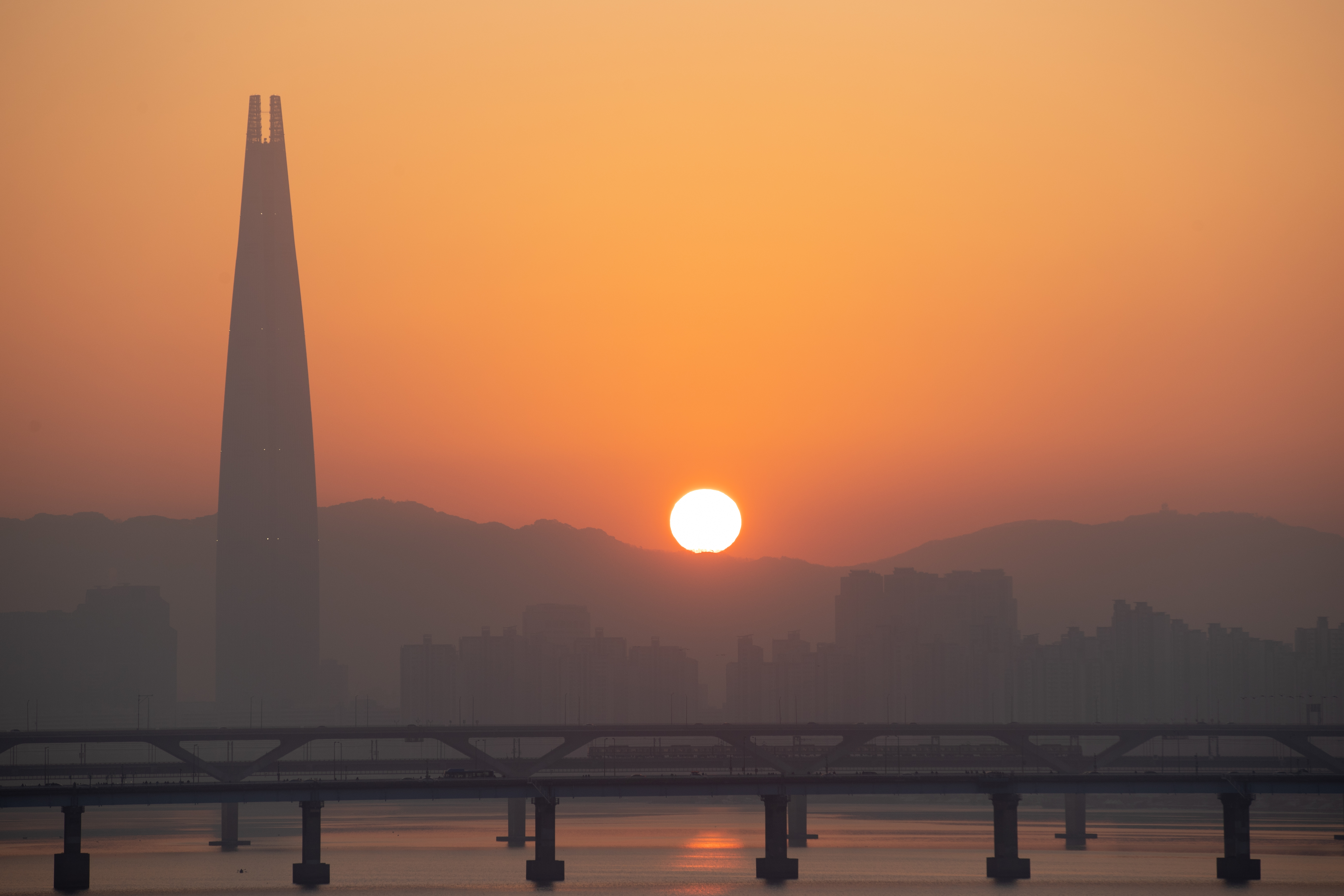
2023년 1월 1일
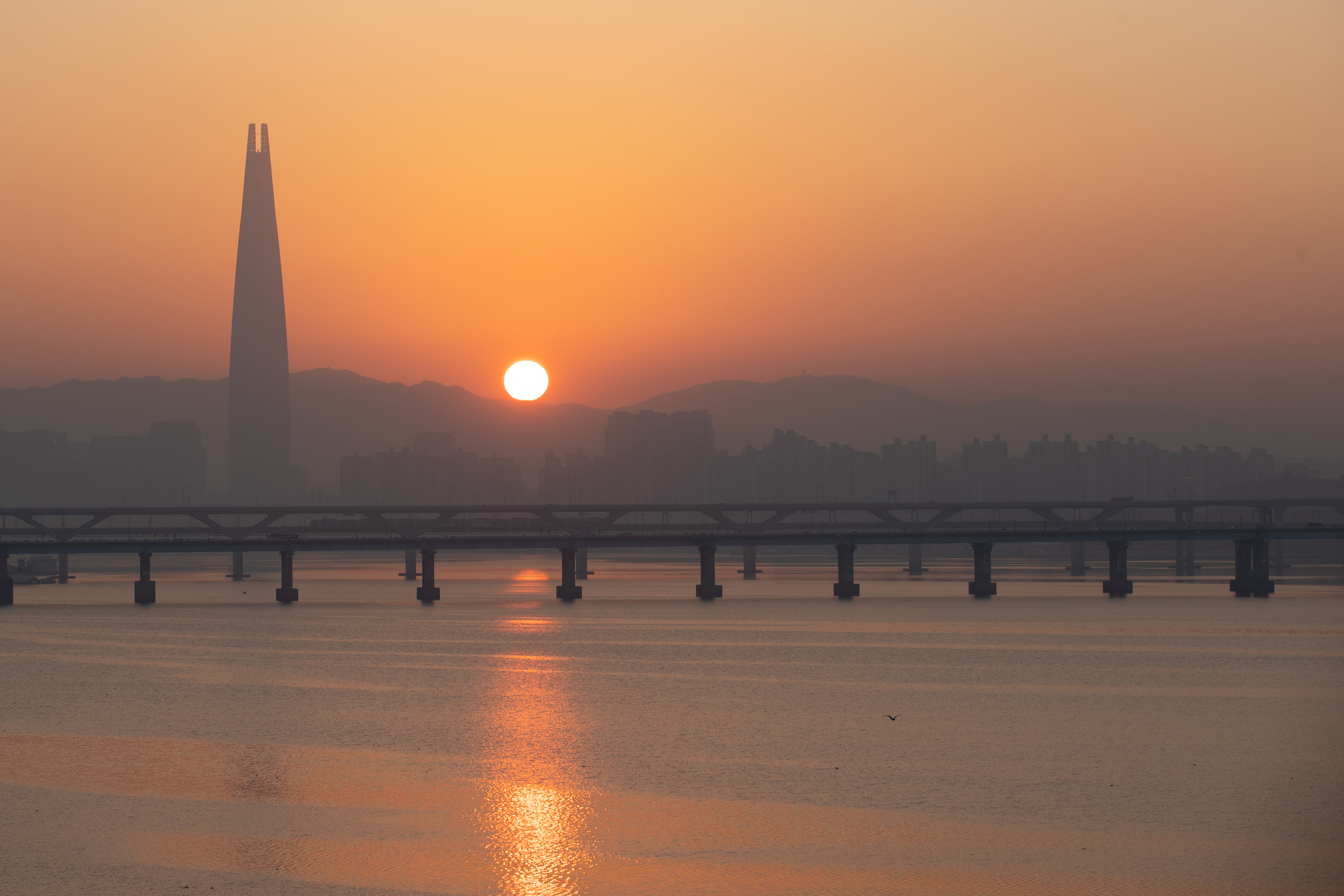
2023년 1월 1일
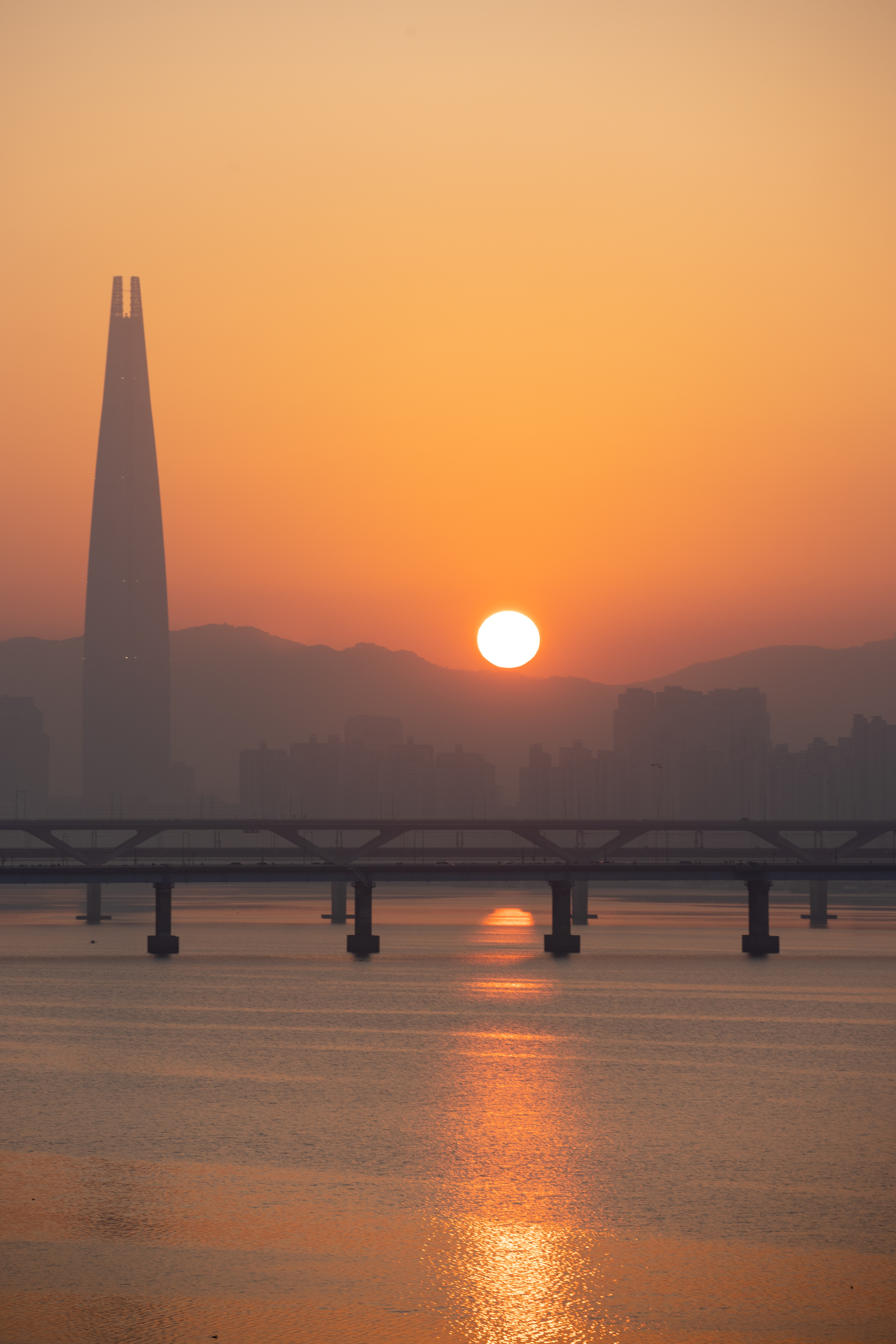
2023년 1월 1일
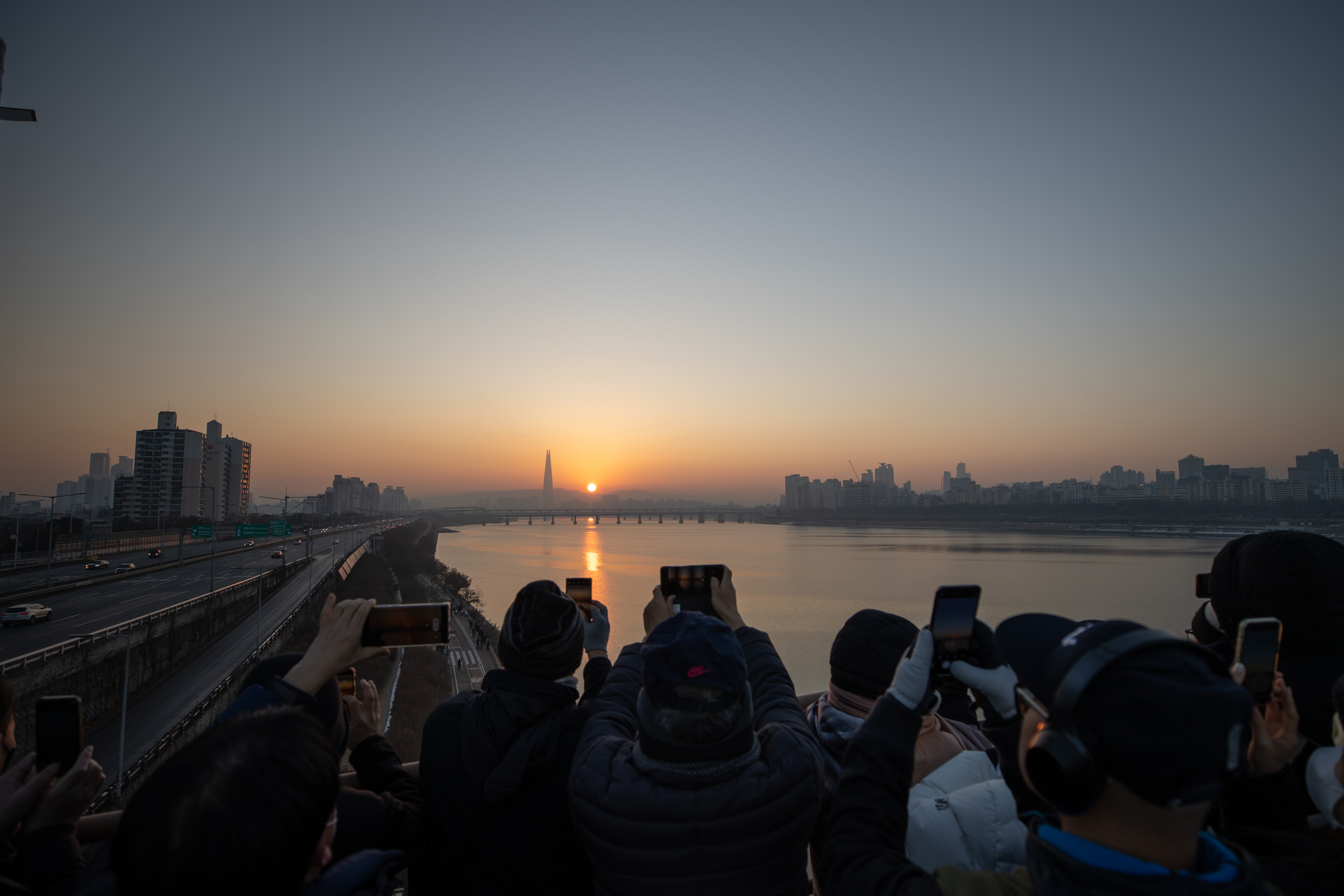
2023년 1월 1일
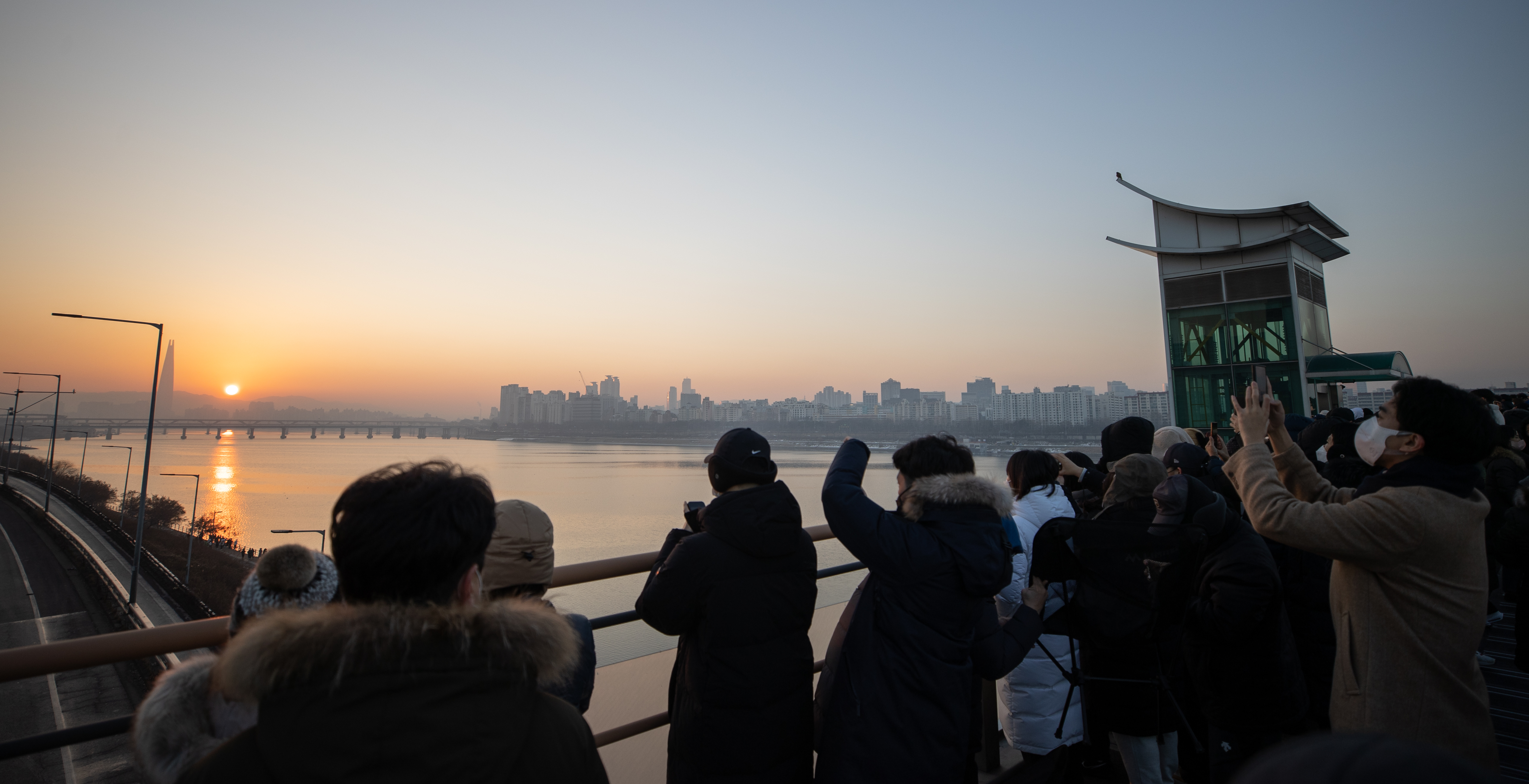
2023년 1월 1일
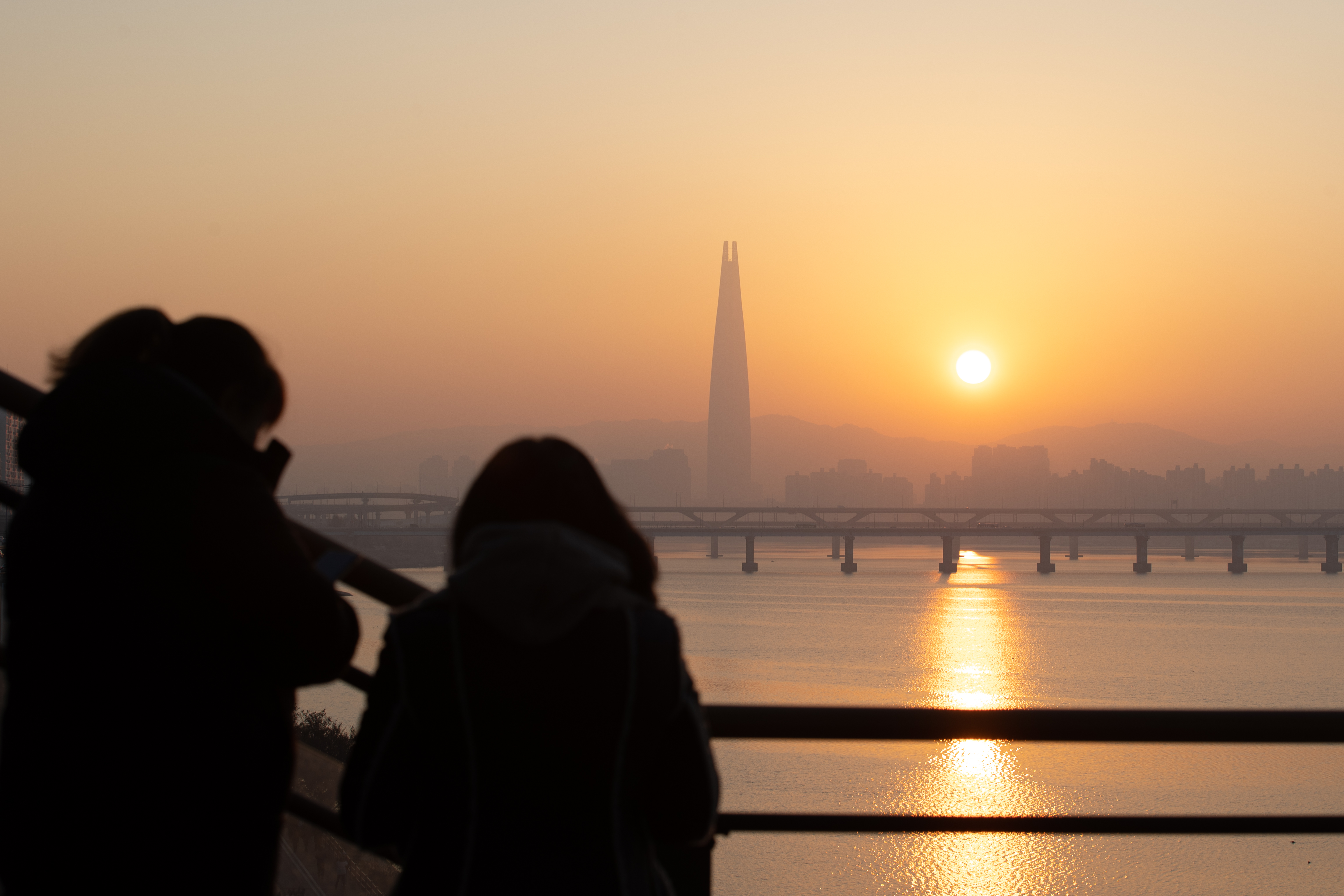
2023년 1월 1일
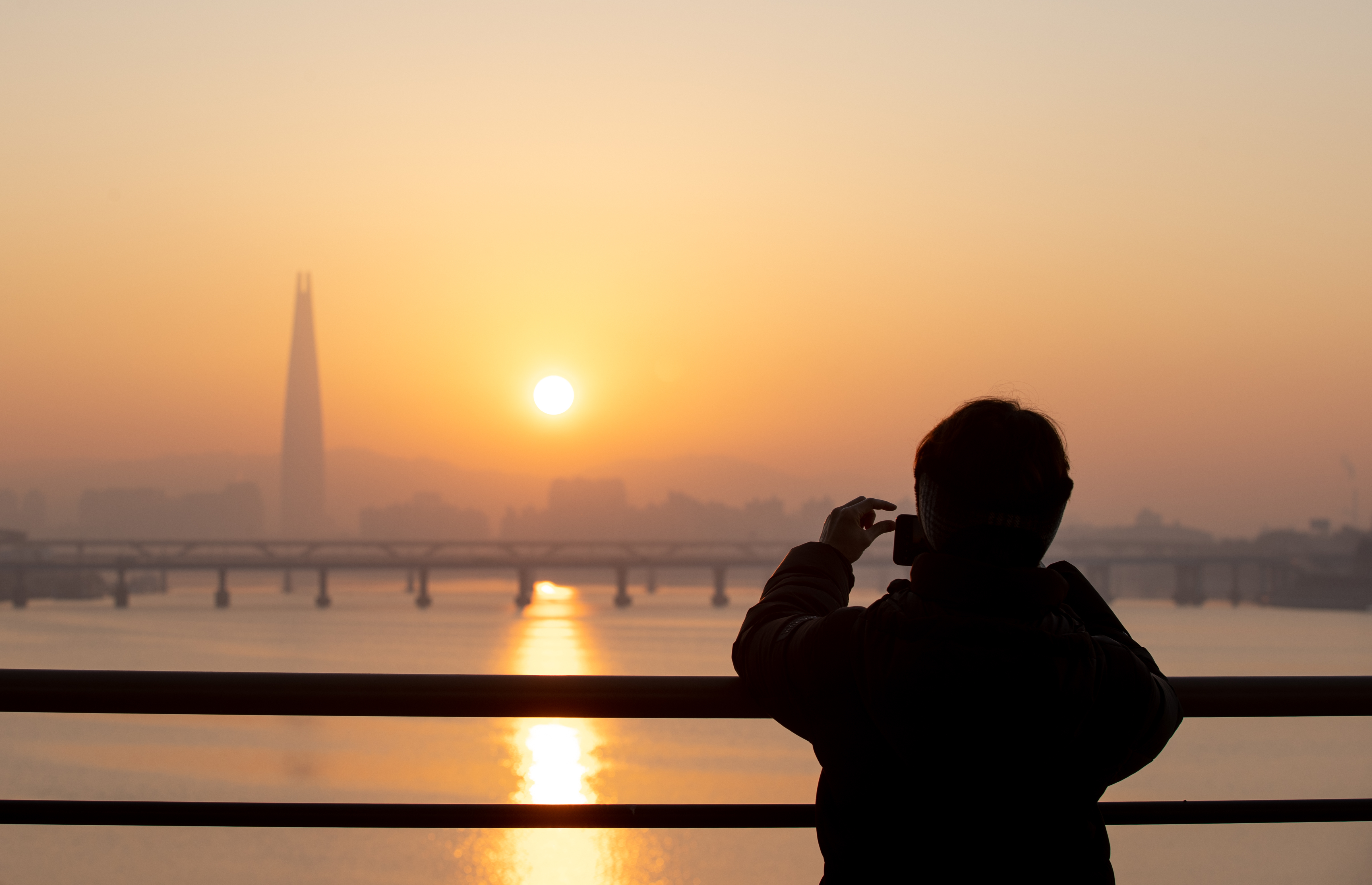
2023년 1월 1일
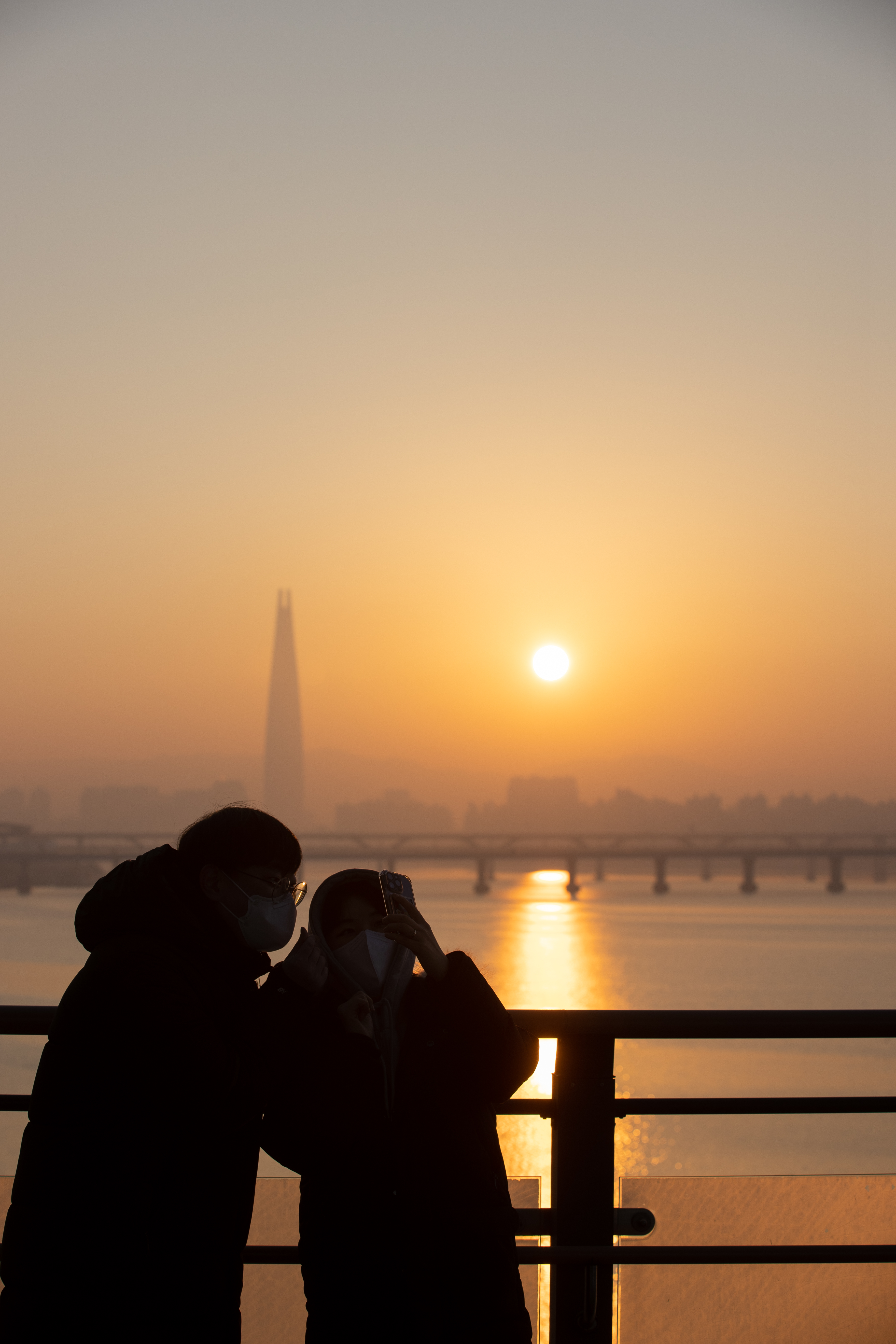
2023년 1월 1일
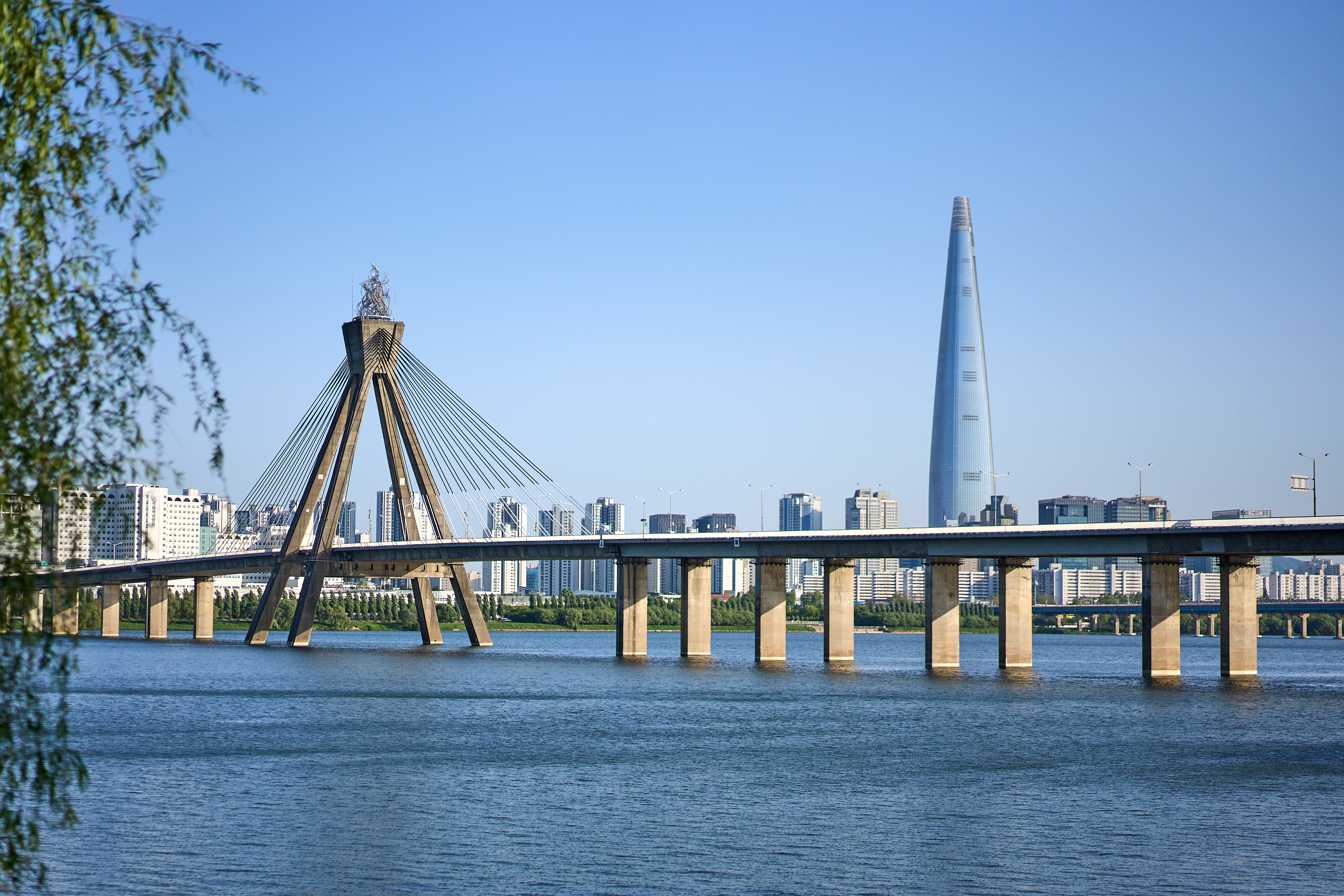
2023년 5월 1일
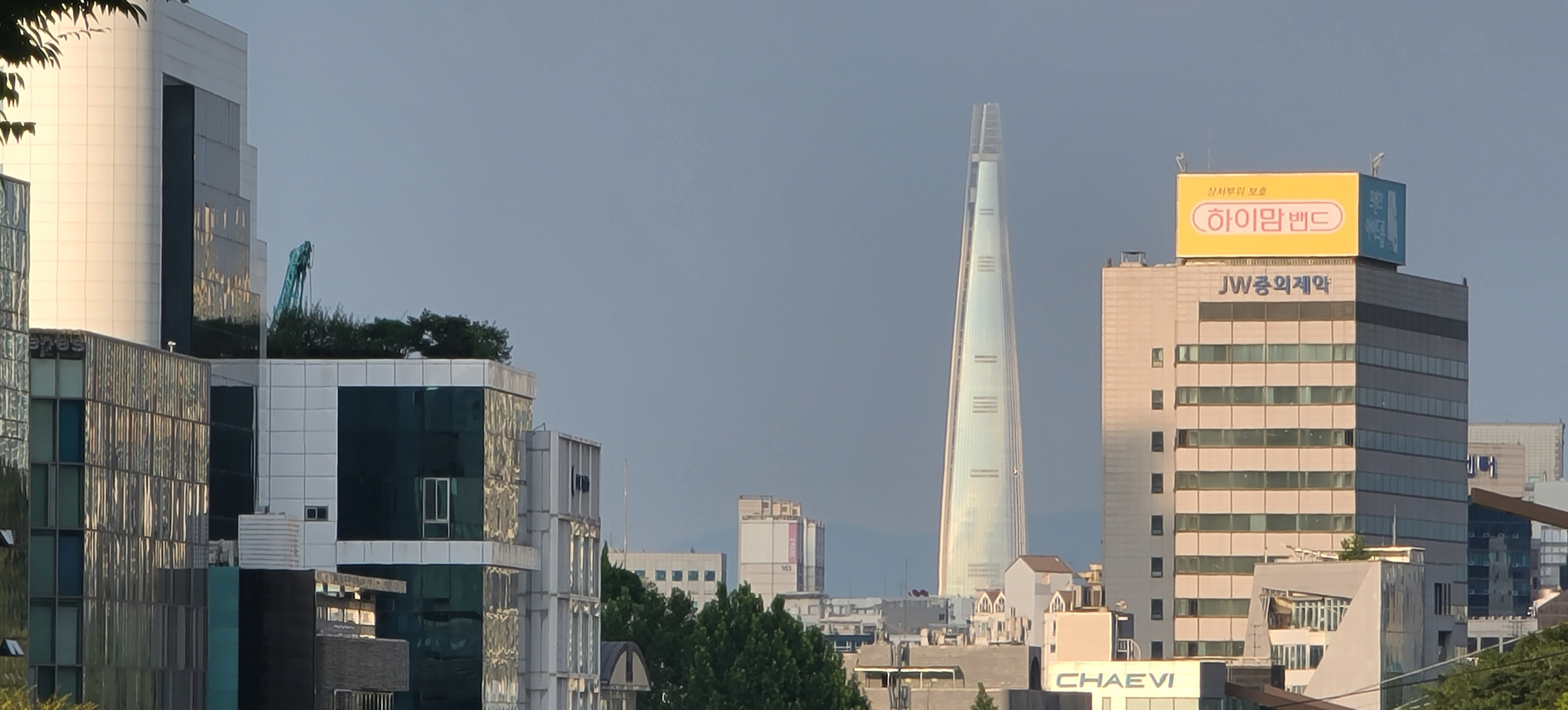
2023년 8월 31일
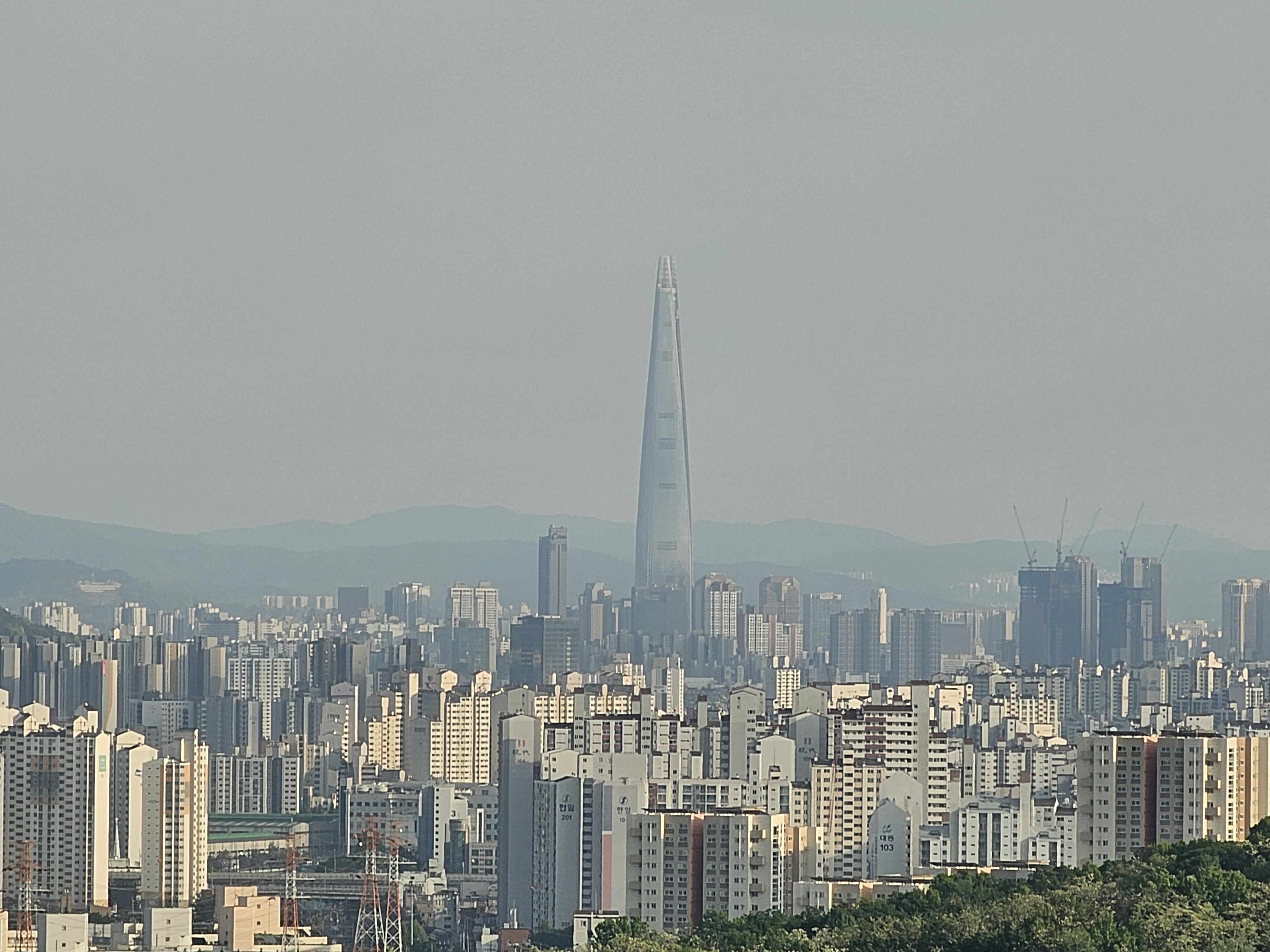
2024년 5월 1일

## 교통
- ● 서울 지하철 2호선, ● 수도권 전철 8호선 - 잠실역
- 잠실광역환승센터
- 잠실시외버스정류장

## 같이 보기
- 롯데건설
- 롯데월드타워 & 롯데월드몰
- 롯데월드
- 롯데타운타워
- 마천루 목록
- 아시아의 마천루 목록
- 동북아시아의 마천루 목록
- 대한민국의 마천루 목록
- 서울특별시의 마천루 목록
- 서울 송파구의 마천루 목록
- 100층 이상의 마천루 목록

### 내용주
가. ^  일부 언론에서는 '롯데슈퍼타워'라고 구칭을 표기하기도 하나, 정식적으로는 '롯데월드타워'(영어: Lotte World Tower)가 맞다.
나. ^  대한민국 최고층 건물이었던 동북아무역센터(68층, 305m)보다 높고 조선민주주의인민공화국의 류경호텔(101층, 330m)보다 높다.
다. ^  말레이시아의 페트로나스 트윈 타워(88층, 452m), 중화인민공화국의 상하이 세계금융센터(101층, 492m), 중화민국의 타이베이 101(101층, 509m), 미국의 원 월드 트레이드 센터(108층, 541m)를 제치고 6번째로 높은 건물이 되었다. 1~5번째 건물이 모두 아시아에 있기 때문에 아시아에서도 6번째로 높은 건물이 되었다.
라. ^  이는 전용면적 105.82(32평) 아파트 5,000여 가구를 지을 수 있는 규모이다.
마. ^  이는 여의도 서울국제금융센터 건물 4개동을 지을 수 있는 양이다.
바. ^  HS1은 60층도 운행한다.
사. ^  RL1은 60층도 운행한다.
아. ^  홍콩 ICC 타워와 비슷한 방식의 공법이다.
자. ^  실제 2013년 6월 25일 ACS 붕괴사고로 인한 사망사고의 간접적 원인이 되었다.
차. ^  중국 핑안 파이낸스 센터와 비슷한 공법이다.

### 참조주
1. 1 2 3 4 5 6 7  “Lotte World Tower”. 《SkyscraperPage.com》. 2015년 10월 28일에 확인함.
2. 1 2 3 4 5 6 7 8  “Lotte World Tower”. 《Emporis》. 2015년 10월 28일에 확인함.
3. 1 2 3 4 5 6 7 8 9 10 11  “Lotte World Tower”. 《The Skyscraper Center》. CTBUH. 2015년 10월 28일에 확인함.
4. ↑  “[현장취재] 삼중고를 넘어 서울의 랜드마크로 발돋움하고 있는 제2롯데월드”. 데일리한국. 2015년 7월 12일. 2016년 6월 4일에 확인함.
5. ↑  “가전업게 관심 쏠린 '제2롯데월드' 프리미엄 빌트인, 밀레가 따냈다”. 아시아경제. 2015년 7월 5일. 2016년 6월 4일에 확인함.
6. ↑  “국내 최고 `마천루` 롯데월드타워, 이 건물이 궁금하다…내년 1월 중 오픈 예정”. 넥스트데일리. 2016년 12월 26일. 2017년 1월 26일에 확인함.
7. ↑  “[2016 주목되는 이벤트] 제2롯데월드 완공… '서울랜드마크' 우뚝”. 브릿지경제. 2015년 12월 31일. 2016년 6월 4일에 확인함.
8. ↑  “[랜드마크 경제학②]완공까지 한 달…롯데월드타워, 소비활성화 이끌까”. 아시아경제. 2016년 11월 21일. 2017년 1월 26일에 확인함.
9. ↑  “"안전 또 안전"..완공 앞둔 롯데월드타워, 막바지 준비 '한창'”. 이데일리. 2016년 11월 30일. 2017년 2월 2일에 원본 문서에서 보존된 문서. 2017년 1월 26일에 확인함.
10. ↑  “국내 최고층 제2롯데월드 4월 오픈하나…"사용승인 눈앞"”. 연합뉴스. 2017년 1월 30일. 2017년 2월 15일에 확인함.
11. ↑  이한승 기자 (2017년 2월 9일). “롯데월드타워, 사용승인…4월 그랜드오픈 준비 돌입”. SBS CNBC. 2017년 2월 15일에 원본 문서에서 보존된 문서. 2017년 2월 15일에 확인함.
12. ↑  정인설 기자 (2017년 2월 9일). “123층 롯데월드타워 4월3일 문 열어요”. 한국경제. 2017년 2월 15일에 확인함.
13. ↑  “거인 신격호, 평생 숙원 롯데타워 마지막 나들이”. 2020년 1월 22일. 2024년 1월 15일에 확인함.
14. ↑  박한신 (2011년 9월 25일). “[진화하는 초고층 빌딩] 높이 555m '롯데 수퍼타워' 잠실에 솟는다”. 한국경제. 2017년 3월 31일에 확인함.
15. ↑  정태일 (2010년 11월 12일). “한국 최고층 123층 롯데 슈퍼타워 이달 첫삽 2015년 완공”. 헤럴드POP. 2017년 3월 31일에 확인함.
16. ↑  “국내 최고층 롯데수퍼타워, ‘롯데월드타워’로 명칭 변경”. 아시아경제. 2011년 12월 1일. 2017년 1월 4일에 확인함.
17. ↑  “제2롯데월드가 품은 ‘코스틸 슈퍼데크’”. 경상매일신문. 2016년 4월 28일. 2016년 6월 4일에 확인함.
18. ↑  “롯데물산, 제2롯데월드 공사 모두 마쳤다”. 더벨. 2016년 12월 2일. 2017년 1월 26일에 확인함.
19. ↑  “[2015뉴시스올해의사진]100층 눈앞에 둔 제2롯데월드타워”. 뉴시스. 2015년 12월 27일. 2017년 2월 2일에 원본 문서에서 보존된 문서. 2017년 1월 26일에 확인함.
20. 1 2  롯데월드타워, 첨단기술은 모두 '외국 기술' 外
21. ↑  롯데월드타워#건설에 사용된 외국기술을 참조
22. ↑  “제2롯데월드 100층신축 不可(불가)결론”. 《네이버 뉴스 라이브러리》 (동아일보). 1990년 7월 13일. 2017년 3월 31일에 확인함.
23. ↑  “辛格浩(신격호) 롯데그룹 회장 "세계적 관광시설 꼭 세우겠다"”. 《네이버 뉴스 라이브러리》 (경향신문). 1995년 10월 4일. 2017년 3월 31일에 확인함.
24. ↑  강승규 (1996년 8월 21일). “롯데,잠실 108층빌딩 포기”. 《네이버 뉴스 라이브러리》 (경향신문). 2017년 3월 31일에 확인함.
25. ↑  전태훤 (2002년 8월 29일). “제2롯데월드 112층 설계변경 추진”. 파이낸셜뉴스. 2017년 3월 31일에 확인함.
26. ↑  주종국 (2002년 9월 12일). “롯데,"초고층 제2롯데월드 건설 가능"”. 연합뉴스. 2017년 3월 31일에 확인함.
27. ↑  배경환 (2011년 12월 1일). “국내 최고층 롯데수퍼타워, ‘롯데월드타워’로 명칭 변경”. 아시아경제. 2017년 3월 31일에 확인함.
28. ↑  강진형 (2014년 8월 6일). “제2롯데월드타워, 월드타워동 49층 현장 공개”. 뉴시스. 2017년 4월 1일에 원본 문서에서 보존된 문서. 2017년 3월 31일에 확인함.
29. ↑  박선옥 (2015년 3월 24일). “롯데월드타워 국내 최초 100층 돌파…세계서 10번째로 높아”. 메트로신문. 2015년 11월 26일에 확인함.
30. ↑  이호준 (2015년 10월 1일). “롯데월드몰, 롯데월드타워에 통일 염원 메시지”. SBS CNBC. 2016년 2월 16일에 원본 문서에서 보존된 문서. 2015년 12월 6일에 확인함.
31. 1 2  조선비즈 (2015년 12월 3일). “롯데타워 12월에 123층 찍는다 …63빌딩 10위밖 밀리며 마천루 지각변동”. 조선비즈. 2016년 2월 13일에 확인함.
32. ↑  헤럴드경제 (2015년 12월 21일). “13만8000개 LED 불 밝힌 ‘롯데 루미아트 쇼’”. 헤럴드경제. 2015년 12월 21일에 확인함.
33. ↑  임한별 (2015년 12월 22일). “[MW사진] 제2롯데월드 상량식, 123층 상량 완료”. 머니S. 2017년 1월 4일에 확인함.
34. ↑  이효정 (2015년 12월 22일). “롯데월드타워 123층 대들보 올린다 '외관공사 끝!'”. 이코노믹리뷰. 2017년 1월 4일에 확인함.
35. ↑  양길모 (2016년 1월 1일). “롯데월드타워, 새해 맞이 '도약! 대한민국' 메시지 부착”. 뉴시스. 2016년 2월 16일에 원본 문서에서 보존된 문서. 2016년 2월 13일에 확인함.
36. ↑  “코스틸, ‘슈퍼데크’ 제2롯데월드타워 66% 시공”. 국토일보. 2016년 3월 21일. 2017년 1월 26일에 확인함.
37. ↑  이서우 (2016년 10월 3일). “제2롯데월드타워, 부지 선정 30년 만에 외관 완성”. 포커스뉴스. 2017년 1월 5일에 원본 문서에서 보존된 문서. 2017년 1월 4일에 확인함.
38. ↑  “롯데월드타워 '클린데이 맞아 새단장'”. 뉴스1. 2017년 1월 15일. 2017년 1월 26일에 확인함.
39. ↑  “서울시, 롯데월드타워 최종 사용승인…4월에 문 연다”. 2017년 2월 15일에 확인함.
40. ↑  이도연 (2017년 4월 3일). “롯데의 '30년 꿈' 롯데월드타워 개장…신격호 불참”. 연합뉴스. 2017년 4월 3일에 확인함.
41. ↑  “롯데월드타워 외벽에 쓰여진 '당선유력 문재인'”. 연합뉴스. 2017년 5월 9일. 2017년 5월 10일에 확인함.[깨진 링크(과거 내용 찾기)]
42. ↑  김동우 기자 (2017년 5월 10일). “[포착] 롯데월드타워 수놓은 '문재인' 왜?”. 국민일보. 2017년 5월 10일에 확인함.
43. ↑  박민영 (2017년 6월 21일). “롯데월드타워, 친환경 빌딩 인증 `리드 골드등급` 취득”. 디지털타임스. 2017년 6월 25일에 확인함.
44. ↑  김미희 (2017년 7월 7일). “루나틱 하이 VS 콩두 판테라, 오버워치 APEX 결승전 29일 개최”. 게임메카. 2017년 7월 22일에 확인함.
45. ↑  박민영 (2017년 10월 9일). “롯데월드타워·몰, 방문객 1억명 돌파”. 디지털타임스. 2017년 10월 17일에 확인함.
46. ↑  “롯데월드타워 카운트다운쇼, 555초 1만5000여 발의 타워 불꽃놀이 축제”. 뉴스인사이드. 2017년 12월 31일. 2019년 2월 22일에 확인함.
47. ↑  노진환 (2018년 1월 1일). “[포토]롯데월드타워 ‘서울, 2018 새해 카운트다운’”. 이데일리. 2019년 2월 22일에 확인함.
48. ↑  “신격호 총괄회장, 롯데월드타워 이주…40년 소공동 시대 마감”. 뉴스1. 2018년 1월 16일. 2019년 2월 22일에 확인함.
49. ↑  “롯데월드타워에 롯데뮤지엄 개관”. 서울신문. 2018년 1월 26일. 2019년 2월 22일에 확인함.
50. ↑  서동일 (2018년 5월 13일). “롯데월드타워 국제 수직 마라톤 '스카이런' 대회”. 파이낸셜뉴스. 2019년 2월 22일에 확인함.
51. ↑  추민선 (2018년 9월 6일). “롯데 '생명존중 롯데' 선포식 진행…"생명존중의 가치 확산"”. 프라임경제. 2019년 2월 22일에 확인함.
52. ↑  최형창 (2018년 12월 17일). “공군 조종사 54% "롯데월드타워 때문에 불안해"”. 세계일보. 2019년 2월 22일에 확인함.
53. ↑  조성훈 (2018년 12월 31일). “롯데월드타워 신년 불꽃쇼 "이번에는 못봅니다"”. 머니투데이. 2019년 2월 22일에 확인함.
54. ↑  “롯데푸드, 롯데월드타워 전망대 서울스카이에 ‘파스퇴르 밀크바’ 오픈”. 헤럴드경제. 2019년 1월 17일. 2019년 2월 22일에 확인함.
55. ↑  “문대통령-모디 총리, 서울 야경 관람…靑 "한국 발전상 보여줘"”. 연합뉴스. 2019년 2월 21일. 2019년 2월 22일에 확인함.
56. ↑  황광모 (2019년 2월 21일). “서울 최고층 전망대에서 악수하는 한·인도 정상”. 연합뉴스. 2019년 2월 22일에 확인함.
57. ↑  “롯데월드타워 불꽃축제…"서울 전역서 약 100만명 관람"”. 헤럴드경제. 2019년 5월 4일. 2019년 5월 8일에 확인함.
58. ↑  석유선 (2019년 12월 31일). “롯데월드타워, 2020년 새해맞이 2020명 참여 '카운트다운'...31일 밤 진행”. 아주경제. 2023년 1월 18일에 확인함.
59. ↑  홍해인 (2020년 2월 17일). “'코로나19' 극복, 롯데월드타워 응원 메시지”. 연합뉴스. 2023년 1월 18일에 확인함.
60. ↑  김정환 (2020년 7월 24일). “롯데월드 서울스카이, '스카이브릿지 투어' 기념해 숲 가꾸는 이유”. 뉴시스. 2023년 1월 18일에 확인함.
61. 1 2  윤혜연 (2017년 1월 24일). “[브랜드 가치 UP] 높이 500m 전망대 ‘서울 스카이’ 우뚝”. 《중앙일보》. 2017년 3월 10일에 확인함.
62. ↑  “현대엘리베이터, 시장점유율 8년째 1위…브라질에도 공장”. 매일경제. 2015년 11월 11일. 2016년 5월 11일에 확인함.
63. ↑  “123층 높이 세계 6위 제2롯데월드, 서울시 사용승인 받을까”. 아시아경제. 2016년 12월 7일. 2017년 1월 4일에 확인함.
64. ↑  “신동빈 "제2롯데월드, 韓 랜드마크 될 것"”. 비즈니스워치. 2015년 1월 22일. 2016년 5월 11일에 확인함.
65. ↑  “한국 최고 최초의 123층 ‘롯데월드타워’ 탄생”. 환경일보. 2015년 12월 22일. 2016년 5월 16일에 확인함.
66. ↑  “제2롯데월드타워, 555m 위용 드러내다…최상부 첨탑 완성”. 미디어펜. 2016년 3월 17일. 2017년 1월 4일에 확인함.
67. ↑  “[건설 이노베이션] "강진·태풍에도 끄떡없다" 국내 최고층 빌딩의 놀라운 첨단 공법”. 조선비즈. 2016년 11월 29일. 2017년 1월 4일에 확인함.
68. ↑  “롯데월드타워 첨단시스템…IoT기술 접목, 미래도시 축소판”. 매일경제. 2016년 10월 11일. 2017년 1월 4일에 확인함.
69. ↑  정재훈 기자 (2017년 1월 4일). “신동빈 회장, 롯데월드타워 재난대응 훈련 직접 참여”. 《노컷뉴스》. 2017년 3월 10일에 확인함.
70. ↑  “세계 6위 마천루 롯데월드타워, 서울시에 사용승인 신청”. 뉴스1. 2016년 12월 7일. 2017년 1월 4일에 확인함.
71. ↑  “롯데월드타워 123층 상량식…국내 초고층 역사 새로 썼다”. 뉴스원. 2015년 12월 22일. 2016년 5월 5일에 확인함.
72. ↑  “SEOUL SKY”. 《롯데월드타워》. 2017년 4월 22일에 확인함.
73. ↑  권오균 기자 (2017년 2월 20일). “[미리 가본 제2롯데월드 전망대] 남산 두배 높이 `투명데크` 위를 걷다”. 《매일경제》. 2017년 3월 10일에 확인함.
74. ↑  방글아 (2017년 3월 21일). “118층 발아래 '아찔한' 풍경…베일 벗은 롯데월드타워”. 《비즈니스워치》. 2017년 3월 21일에 확인함.
75. ↑  “시그니엘 서울”. 《롯데월드타워》. 2017년 4월 22일에 확인함.
76. ↑  “SIGNIEL RESIDENCES”. 《롯데월드타워》. 2017년 5월 6일에 원본 문서에서 보존된 문서. 2017년 4월 22일에 확인함.
77. ↑  “롯데월드타워 서울스카이, 레드닷 디자인 어워드 수상”. 스포츠동아. 2017년 8월 16일. 2017년 9월 11일에 확인함.
78. ↑  “‘고공 사진작가’ 비탈리 라스칼로프, 롯데월드타워 잠입 영상 공개”. 서울신문. 2016년 4월 11일. 2016년 5월 5일에 확인함.
79. ↑  김창성 (2016년 12월 29일). “제2롯데월드타워 안전, 서울시민이 직접 보고 평가… 현장체험단 모집”. 머니S. 2017년 1월 20일에 확인함.
80. ↑  차완용 (2015년 12월 22일). “롯데월드타워, 500만명 참여 5년여만에 555m 우뚝 세웠다”. 머니S. 2017년 1월 20일에 확인함.